# Mondial de l'automobile de Paris 2018
L'édition 2018 du Mondial de l'automobile de Paris est un salon international de l'automobile, qui se tient du 4 au 14 octobre 2018 au Parc des expositions de la porte de Versailles, à Paris en France, avec pour thème « Les plus belles routes du Monde ». Il intègre cette année le Mondial Paris Motor Show avec le Mondial de la Moto.

## Présentation

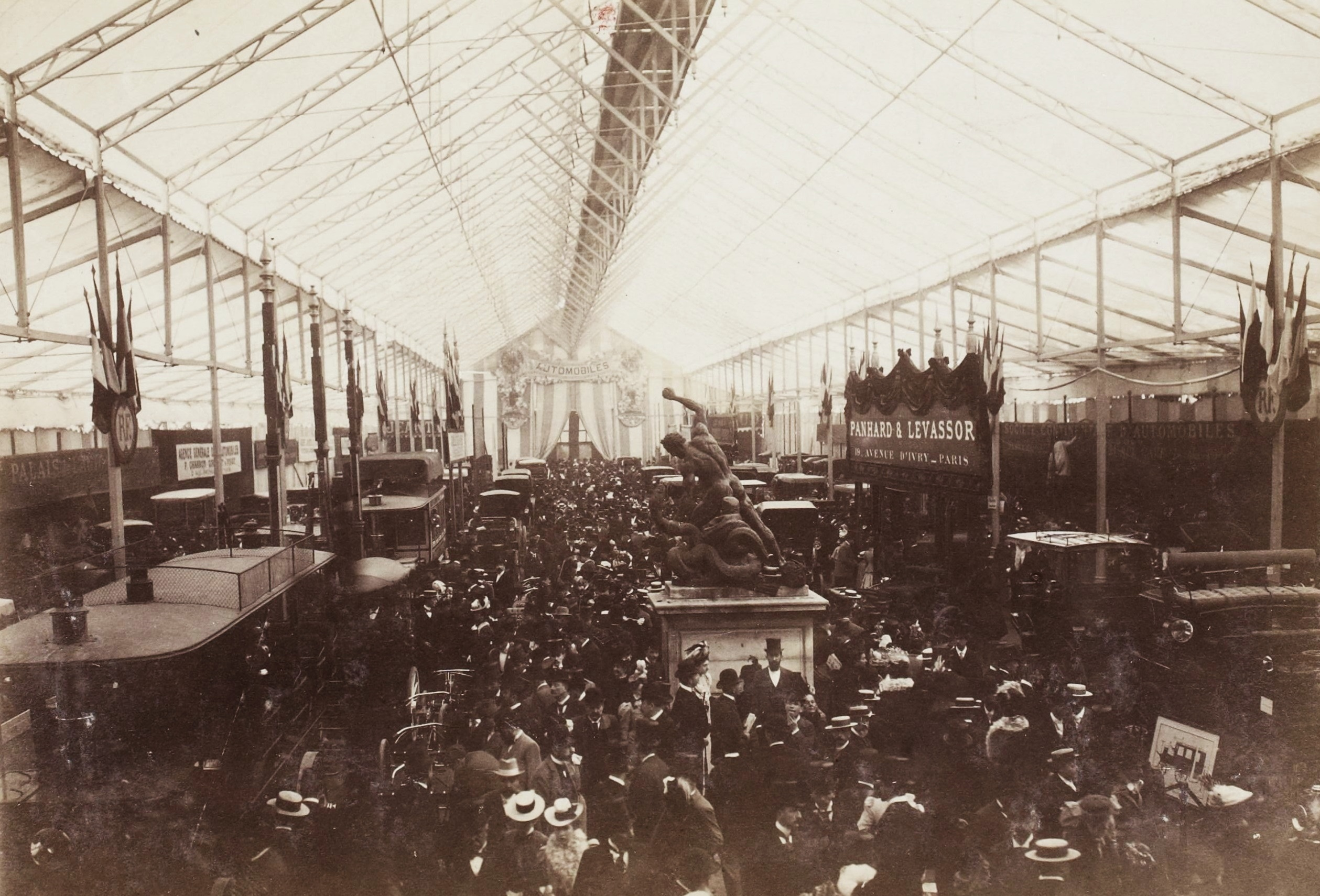
120 ans de l'Exposition Internationale de l’Automobile, du Cycle et des Sport

Cette édition 2018 fête les 120 ans de l'« Exposition Internationale de l’Automobile, du Cycle et des Sports » née en 1898. Le plus grand salon automobile mondial en termes de fréquentation, devenu le « Mondial de l'automobile de Paris ». 
Le salon 2018 évolue en profondeur et passe de 16 à 11 jours avec deux week-ends au lieu de trois auparavant. Il se déroule du 4 au 14 octobre 2018 pour le public (les 2 et 3 octobre étant réservés à la presse automobile, et le 3 pour la presse moto). En intégrant le Mondial Paris Motor Show, le salon parisien change aussi sa philosophie, et n'est plus maintenant réservé exclusivement à l'automobile mais il réunit les expositions du :
- Mondial de l’Auto
- Mondial de la Moto
- Mondial de la Mobilité
- Mondial .Tech[1] (du 2 au 6 octobre et destiné aux professionnels).

### Organisation

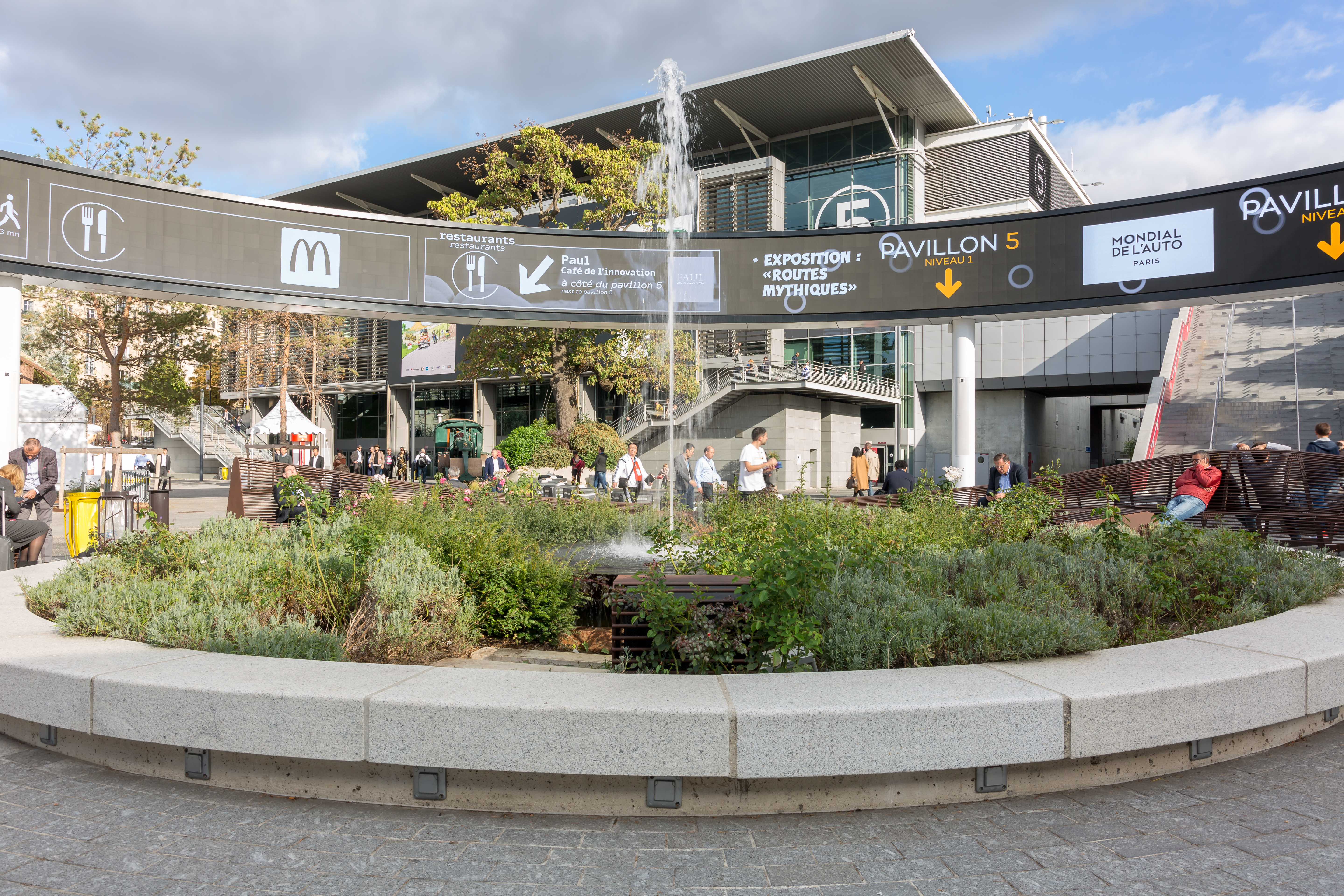
Parc des Expos de la Porte de Versailles

Le salon s'étend cette année sur 133 191 m2 de surface à travers 7 pavillons.
Les Pavillons 1, 4, 5.1 et 5.2 du Parc des Expos de la Porte de Versailles sont consacrés au Mondial de l'auto, avec dans le Pavillon 1 un nouvel espace réservé aux Supercars nommé « Mondial Limited », et dans le Pavillon 5.1 une exposition historique sur les routes mythiques.
Les Pavillons 2.2 et 2.3 reçoivent les nouvelles formes de mobilité dans le secteur automobile avec le Mondial de la Mobilité.
Le Pavillon 3 accueille le salon de la moto qui fait son grand retour avec l'automobile, comme aux origines de la manifestation.
Enfin, le Pavillon 7.3 est consacré à la découverte des innovations technologiques du futur appelé « Mondial Tech. ».
Cette année, le salon parisien présente un centre d’essais de véhicules électriques, hybrides, hydrogène et GNV multi-marques sur la Place de la Concorde, à Paris, avec huit marques représentées.

## Mondial de l'automobile

### Parade

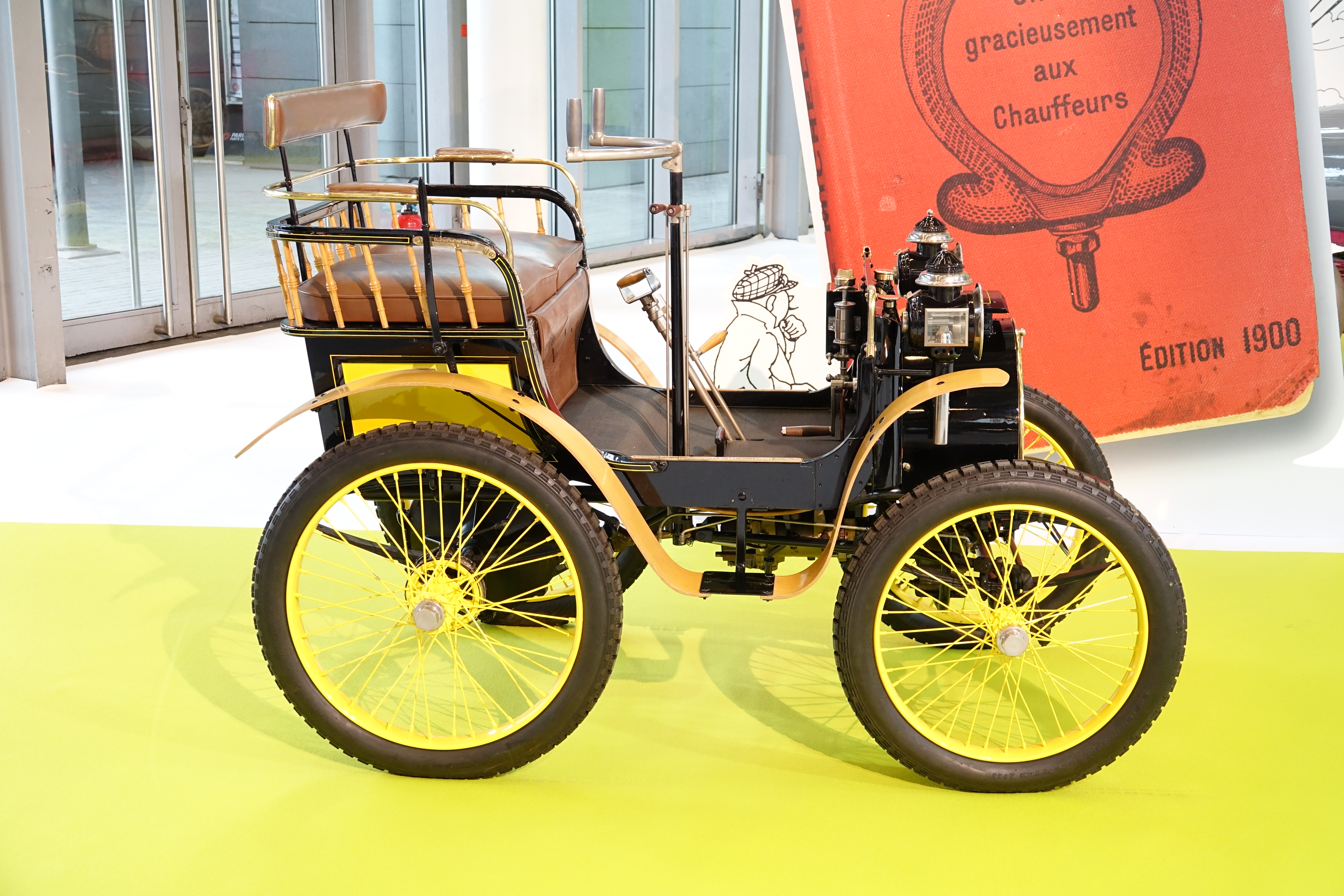
Renault Type A

Le 30 septembre 2018, pour célébrer les cent-vingt ans de la manifestation, une grande parade réunissant 230 des plus belles automobiles de l'histoire, de l'origine à nos jours, défile dans les rues de Paris en passant par les lieux qui ont marqué l’histoire parisienne de l’automobile : les Tuileries, la place de la Concorde, le Grand Palais et les Champs-Élysées. L'événement, organisé en association avec la Fédération française des véhicules d'époque (FFVE) et l'association Vincennes en Anciennes, prend son départ au pied de l'Obélisque de la Concorde où les véhicules sont exposés au public durant la matinée. Une trentaine de voitures du constructeur Renault, qui fête également ses 120 ans, font partie du cortège dont le premier modèle, la Type A.

### Historique
Pour cette édition, comme pour le Mondial de l'automobile de Paris 2016 ou pour le Salon de Francfort 2017, de nombreux constructeurs ont fait le choix de ne pas s'exposer sous les halls de la Porte de Versailles. Ainsi Ford, Mazda et Volvo, déjà forfait en 2016, sont rejoints par Nissan, Mitsubishi et Volkswagen sur la liste des absents (une semaine après l'annonce d'Audi, BMW et Mercedes-Benz informant qu'ils ne participeraient pas au salon de Détroit 2019). Puis début mai, c'est au tour de Lamborghini d'annoncer son absence pour l'édition 2018, mais finalement fin mai, le Groupe Schumacher, qui a ouvert son show room Autofficina Parigi aux portes de Paris début 2018, annonce représenter la marque au sein de la zone « Mondial Limited » réservée aux supercars. Toujours au mois de mai, le groupe Fiat Chrysler Automobiles (FCA) déclare forfait pour le salon et pour l'ensemble de ses marques (Fiat, Abarth, Lancia, Jeep et Alfa Romeo). C'est ainsi l'ensemble des salons planétaires qui sont concernés par la désaffection des grands constructeurs automobiles pour les expositions statiques internationales.
Les constructeurs absents :
- Abarth
- Alfa Romeo
- Bentley
- Fiat
- Ford
- Jeep
- Lancia
- Mazda
- Mini
- Mitsubishi
- Nissan
- Opel
- Polestar
- Rolls-Royce
- Ssangyong
- Subaru
- Volkswagen
- Volvo

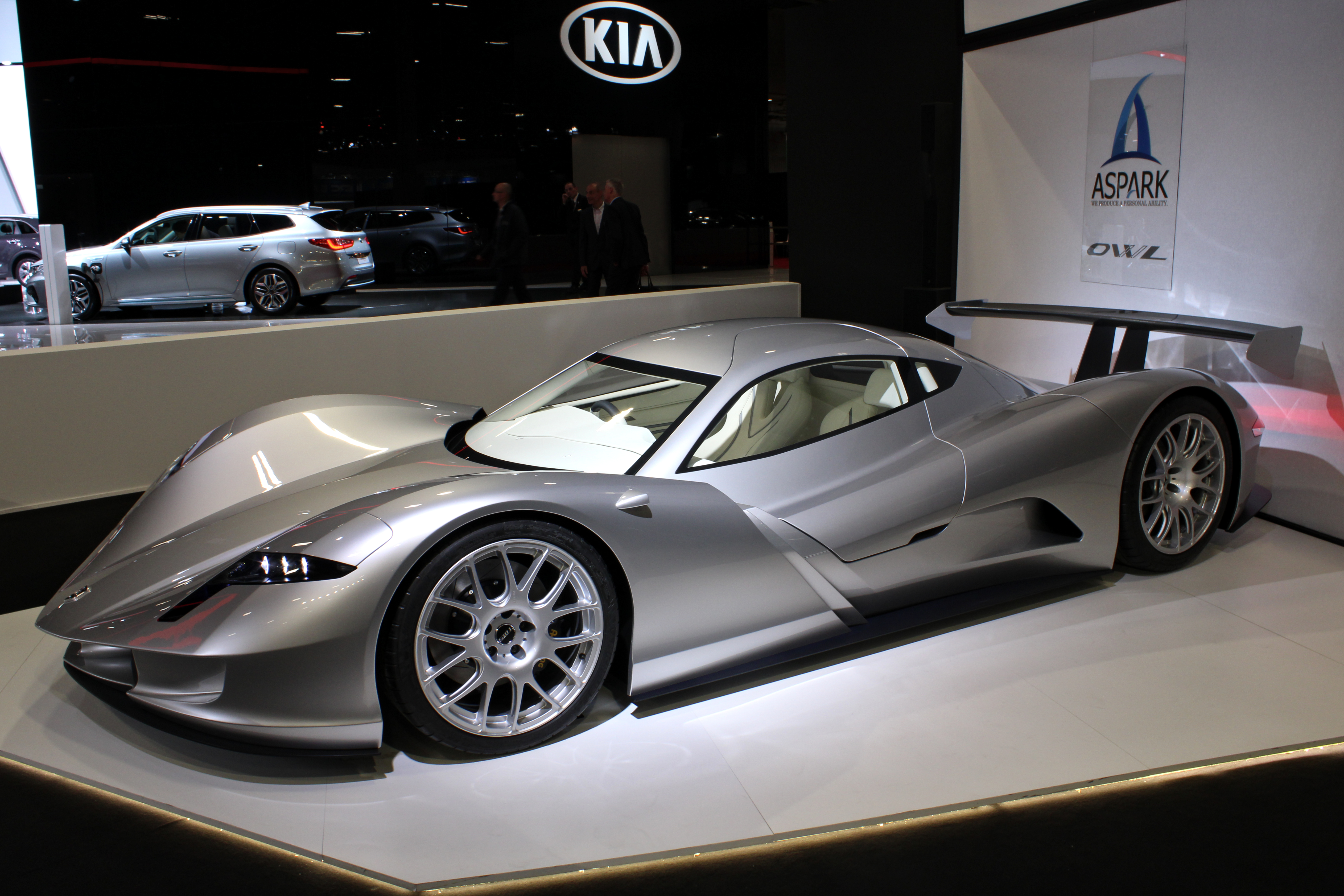
Aspark Owl

Mais dans le même temps, de nouveaux constructeurs arrivent, tels le japonais Aspark qui présente sa supercar électrique Owl de 1 150 ch, ou encore GAC Motor (Guangzhou Automobile Cie) qui est le seul constructeur chinois à s'exposer au Mondial de l'Auto 2018, après les premières représentations chinoises de Great Wall Motors et Landwind en 2006, qui n'ont toujours pas abouti à une commercialisation de leurs modèles sur le marché européen, tout comme leurs compatriotes Qoros et Brillance.

GAC Motor
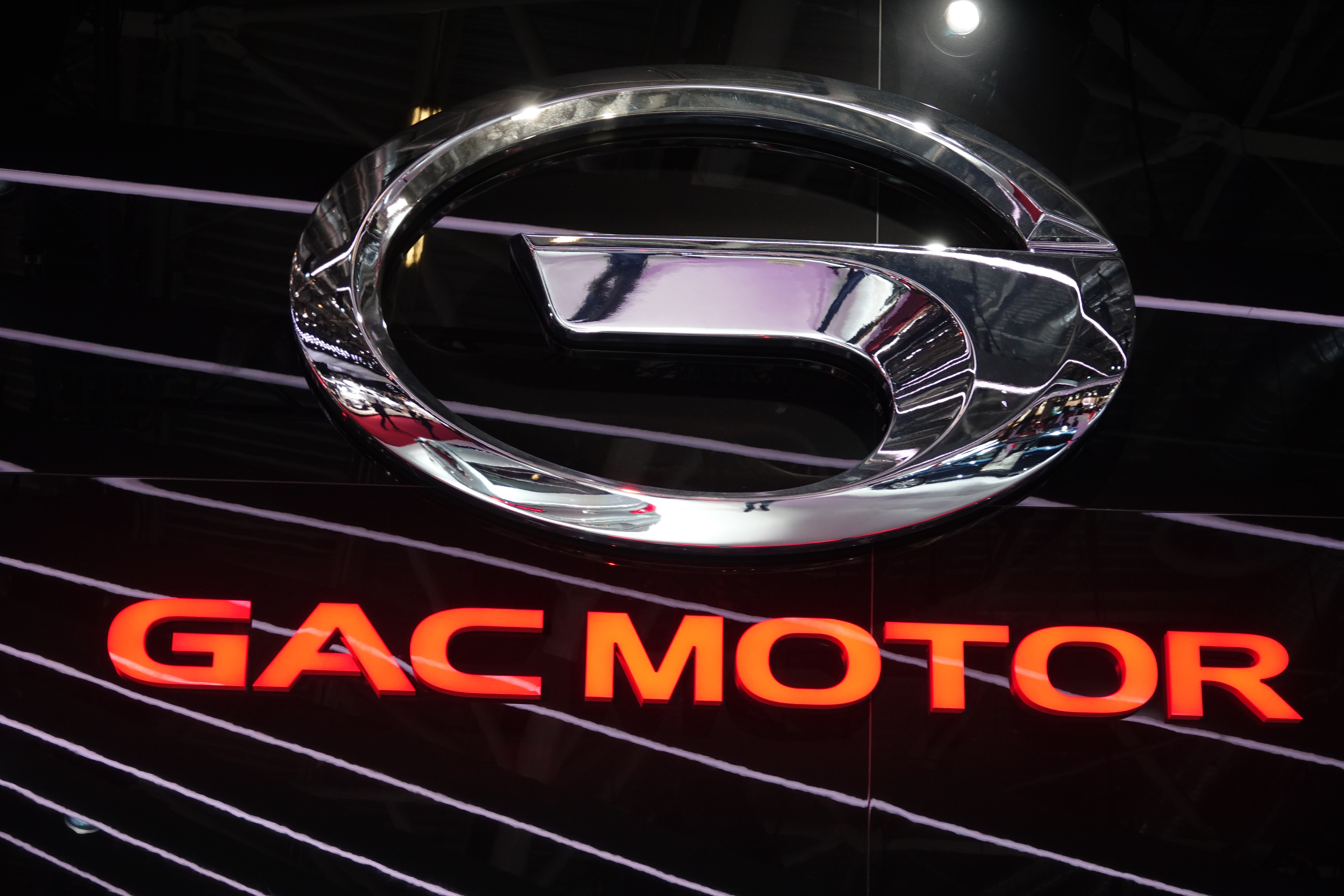
Logo GAC Motor
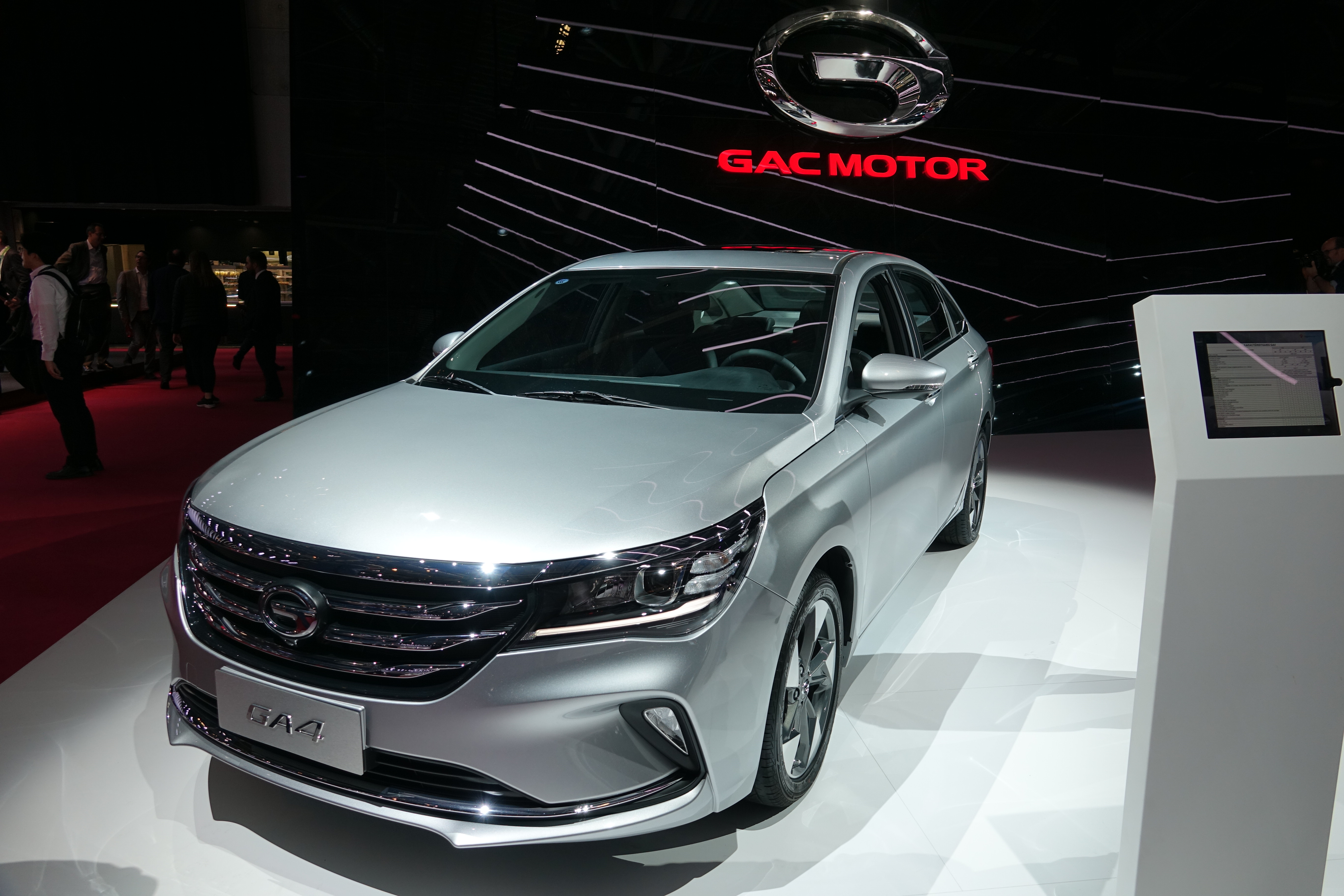
GAC GA4
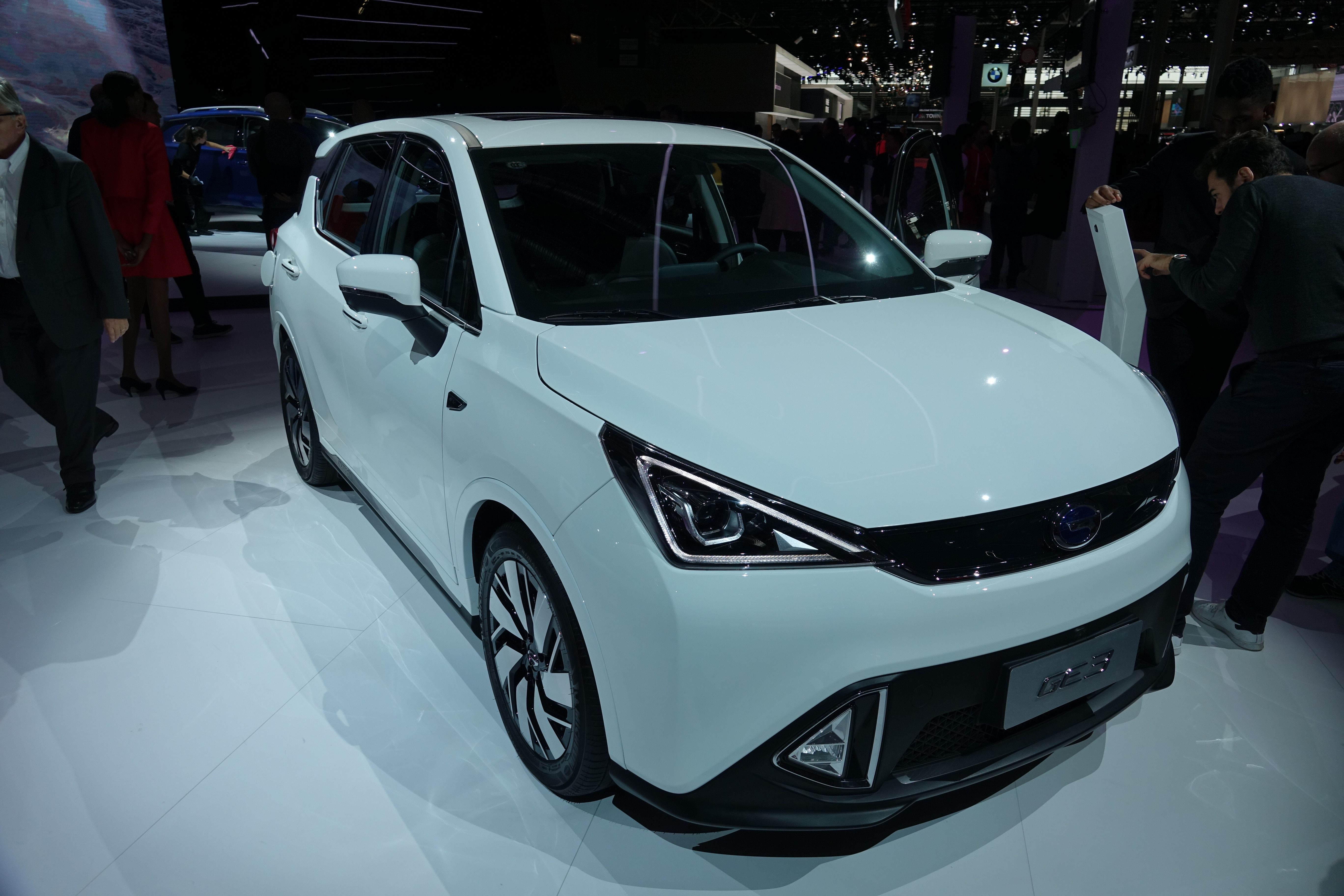
GAC GE3
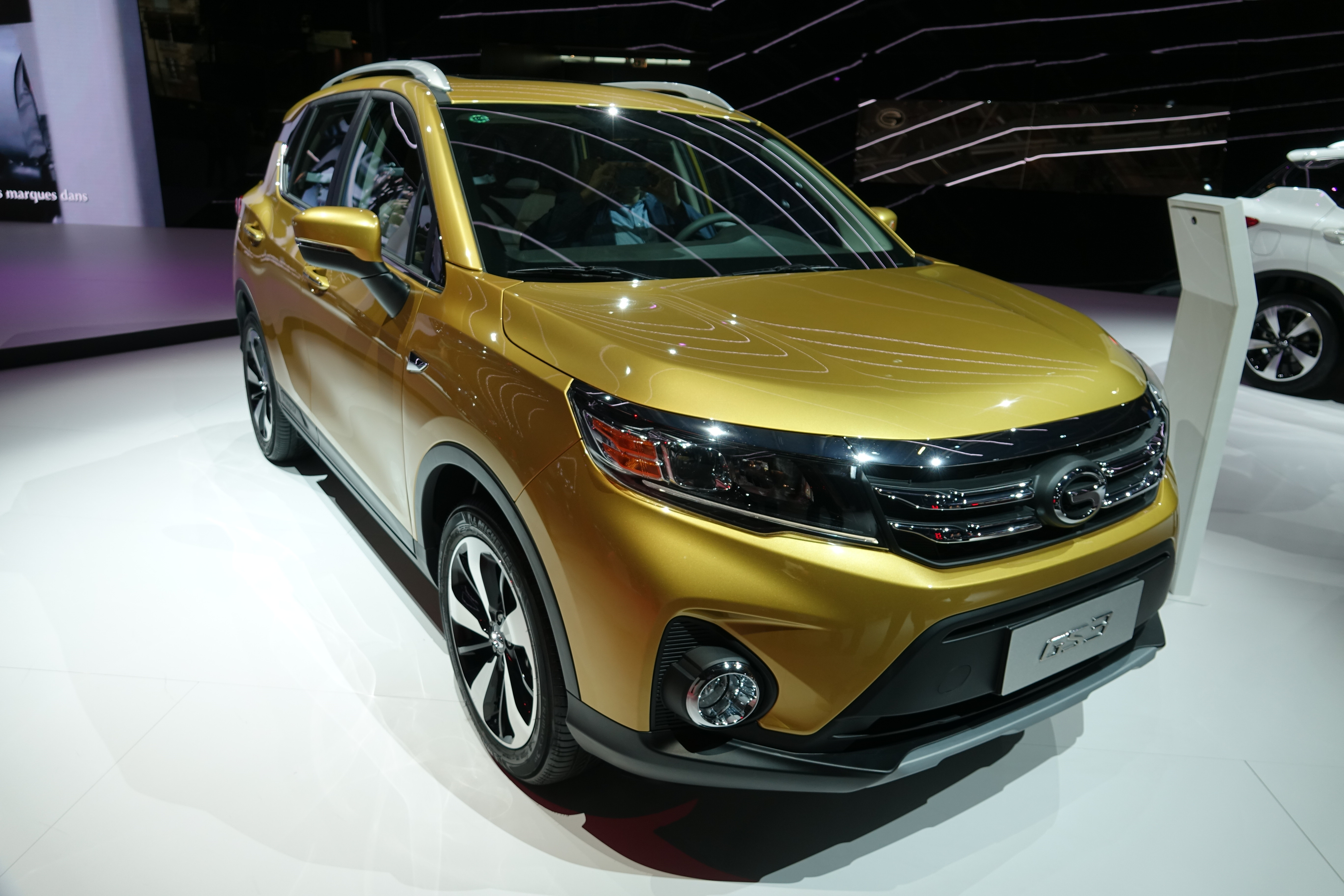
GAC GS3
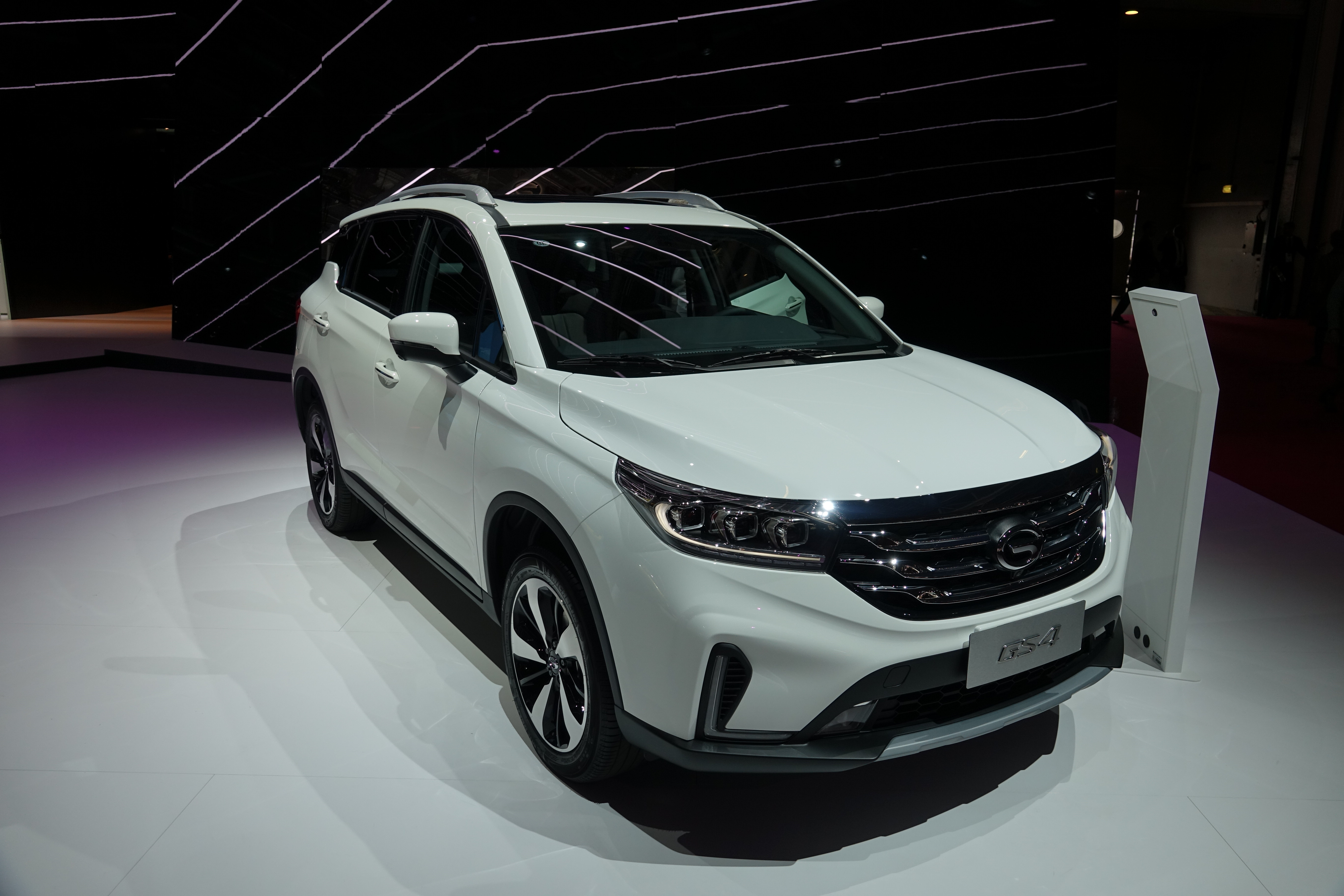
GAC GS4
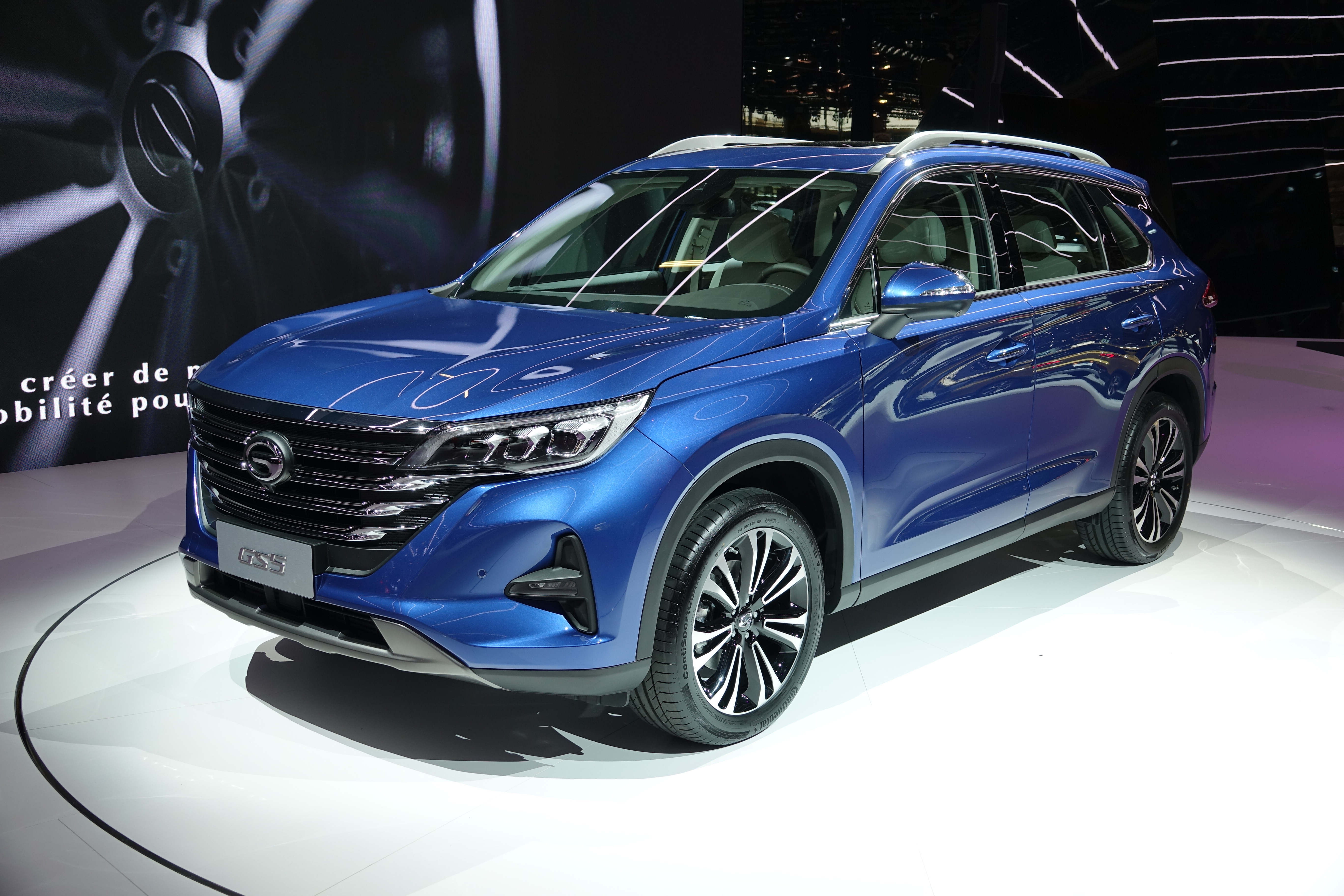
GAC GS5
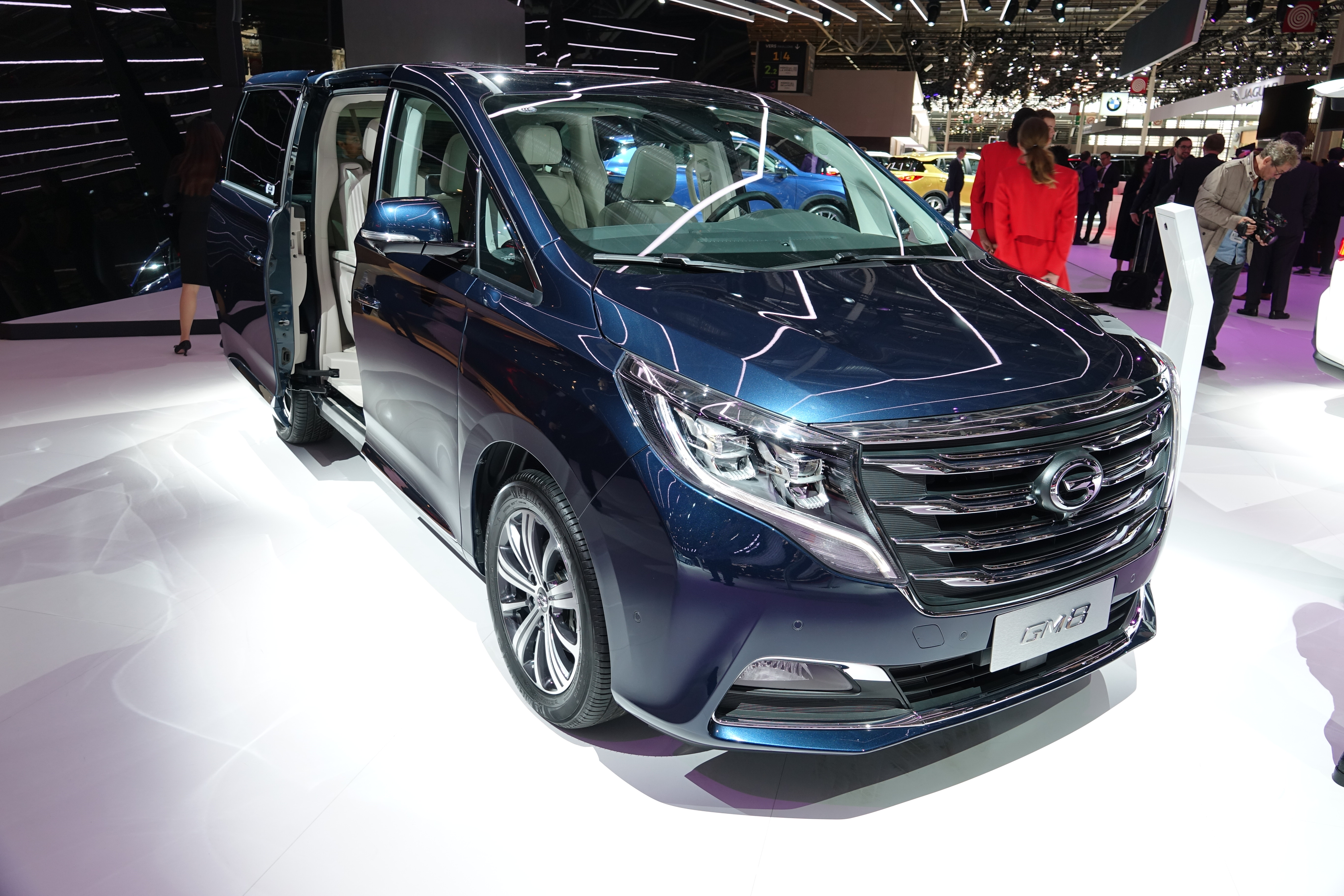
GAC GM8
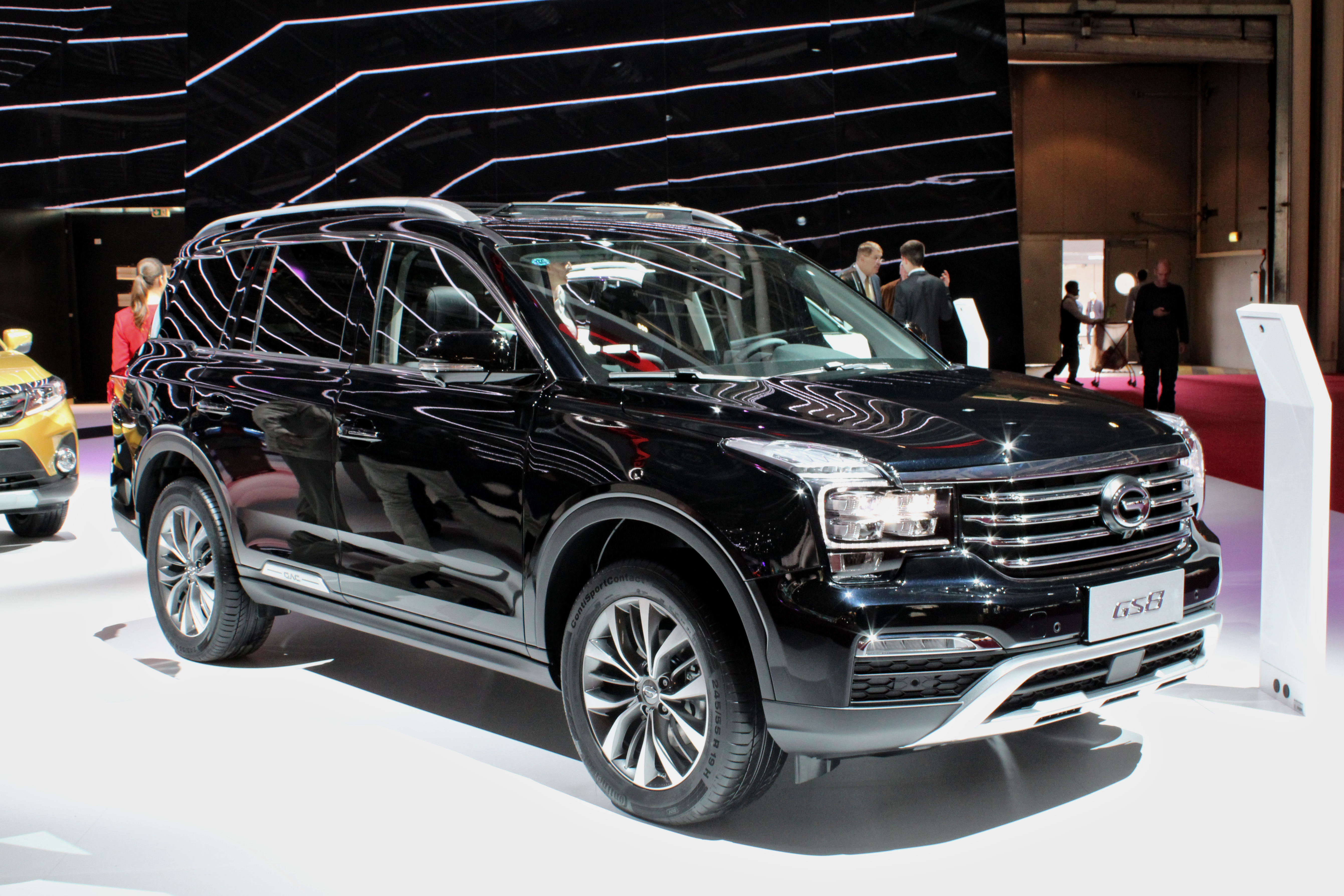
GAC GS8

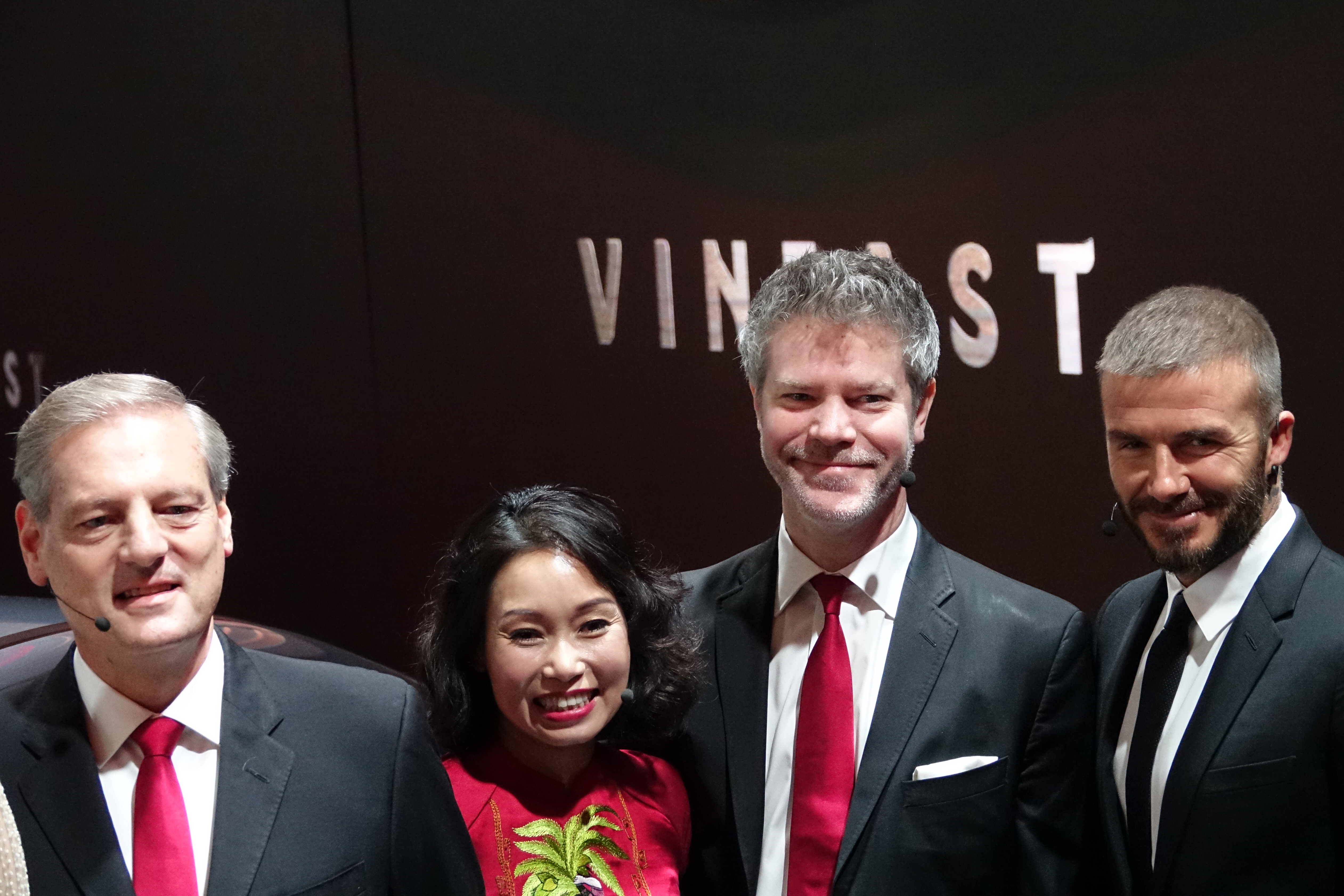
Présentation de VinFast

VinGroup, groupe vietnamien leader dans les secteurs de la construction et de l'immobilier, avec des intérêts dans les secteurs de l'éducation, la santé, l'agriculture, ou le tourisme, construit une entreprise automobile associée à Pininfarina et à des experts européens en ingénierie. VinGroup présente sa branche automobile Vinfast, le premier constructeur automobile vietnamien à s'exposer au Mondial de l'Auto de Paris, accompagné de David Beckham.
Les constructeurs présents :
- Aspark
- Alpine
- Aston Martin
- Audi
- BMW
- Citroën
- Dacia
- Dangel
- DS Automobiles
- E-Moke
- Ferrari
- GAC
- Honda
- Hyundai
- Infiniti
- Isuzu
- Jaguar
- Kia
- Land Rover
- Lamborghini
- Lexus
- Ligier
- Lotus
- Maserati
- Mercedes-Benz
- Morgan
- MPM Motors
- Peugeot
- Porsche
- Renault
- Seat
- Škoda
- Smart
- Suzuki
- Tesla
- Toyota
- Vinfast

Et autre particularité, le constructeur automobile Seat est installé à l'extérieur des pavillons avec un stand consacré à la marque et à la nouveauté Seat Tarraco.

### Fréquentation
Malgré un contexte difficile pour tous les salons automobiles mondiaux avec l'absence de nombreuses marques, le salon parisien reçoit plus d'un million de visiteurs (1.068.194) dont 400 000 ont visité le Mondial de la Moto, ainsi que 10 452 journalistes accrédités. Le Mondial de l'Auto de Paris reste le plus grand salon automobile du monde en termes de fréquentation, devant l'IAA de Francfort et le salon de Genève.

### Exposition
Comme lors de chaque édition, le salon propose une exposition spécifique, ainsi en 2012 c'était L'automobile dans la publicité, en 2014 L'automobile et la mode et en 2016 Les voitures de cinéma. Cette année, le premier niveau du pavillon 5 est consacré à une exposition de véhicules représentant Les routes mythiques dans le monde, en collaboration avec la Fédération française des véhicules d'époque (FFVE). Une cinquantaine de voitures et une vingtaine de motocyclettes historiques sont mises en scène dans des décors symbolisant un thème comme les départs en vacances, la Route 66 ou encore les années 1970/1980.

Les routes mythiques
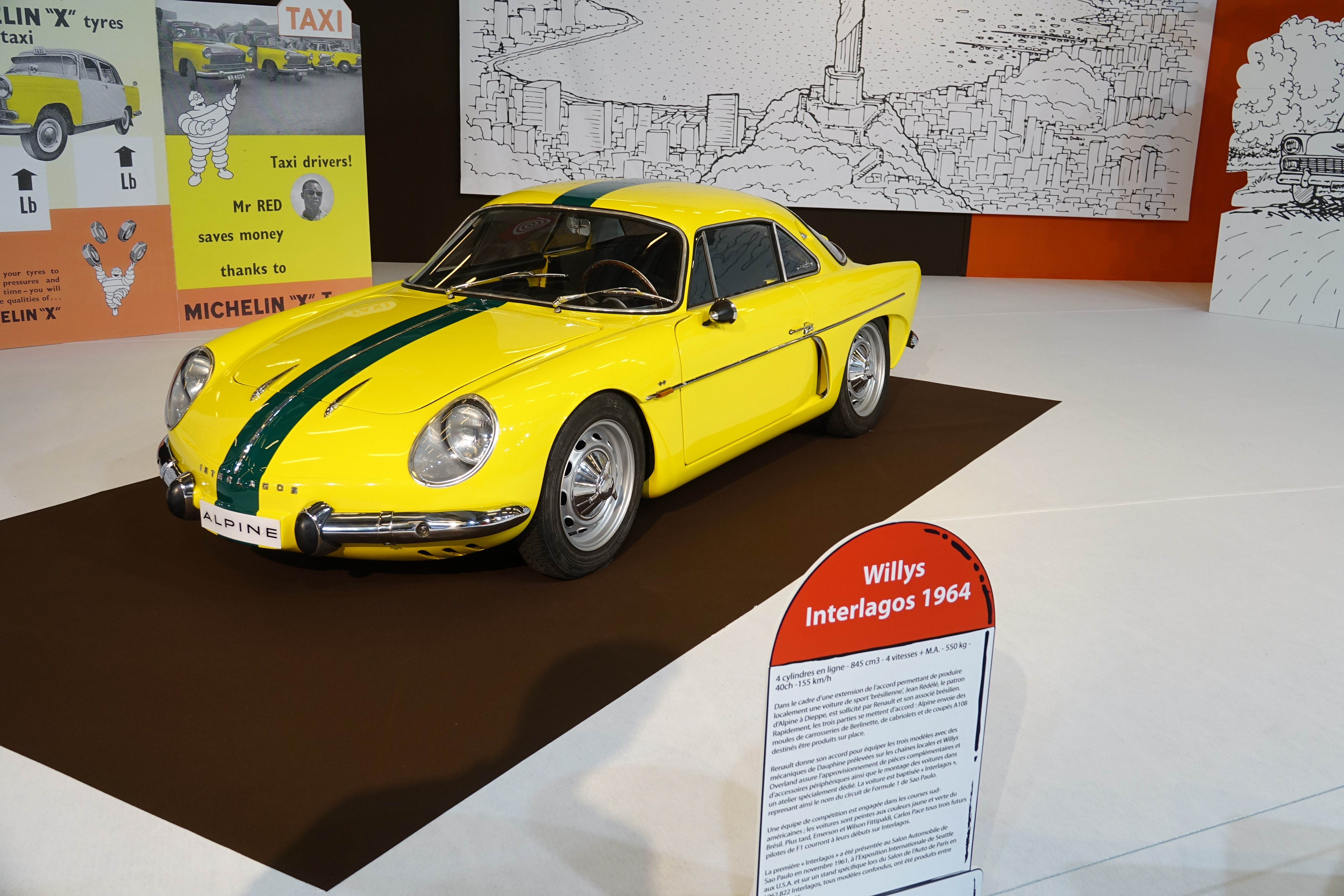
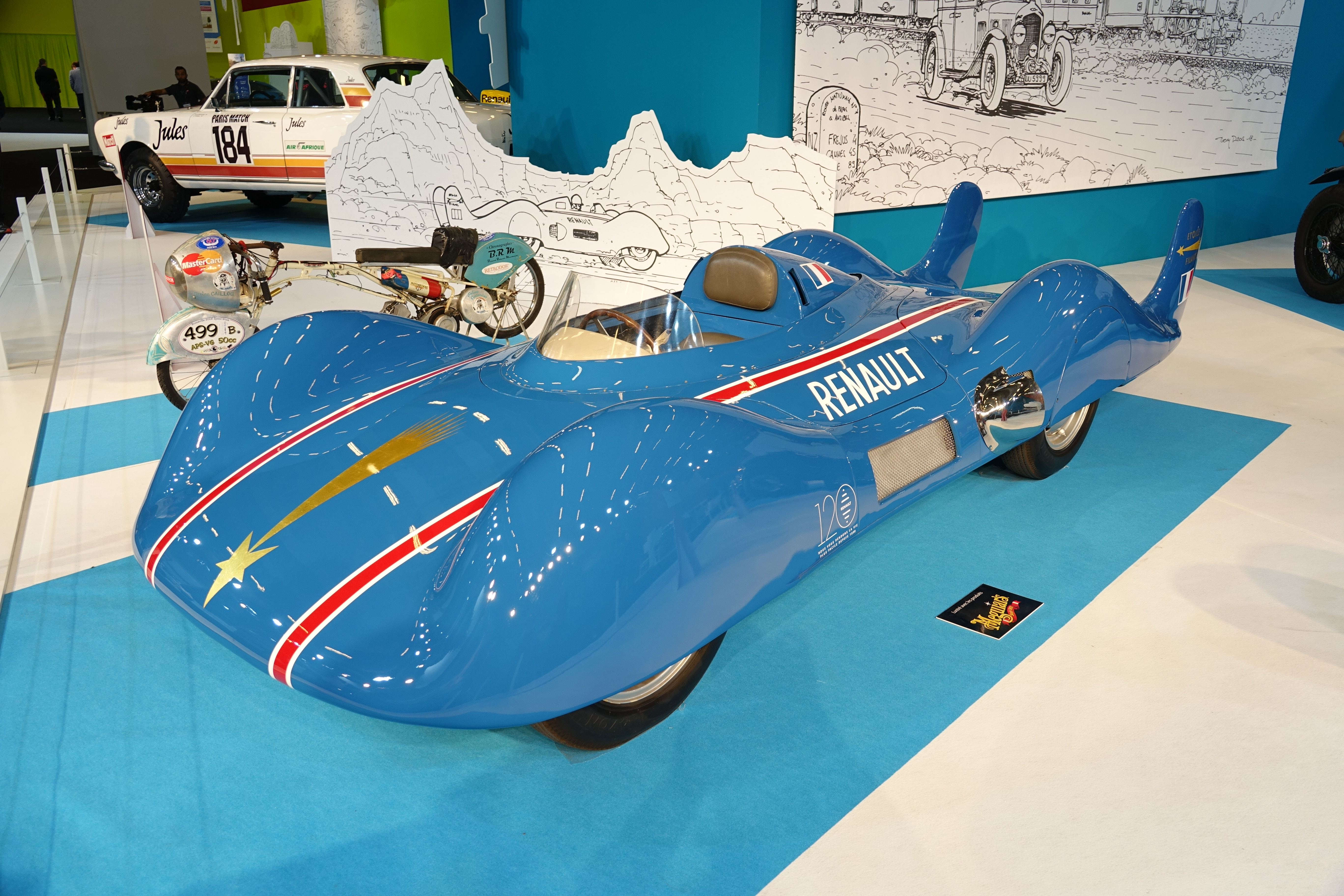
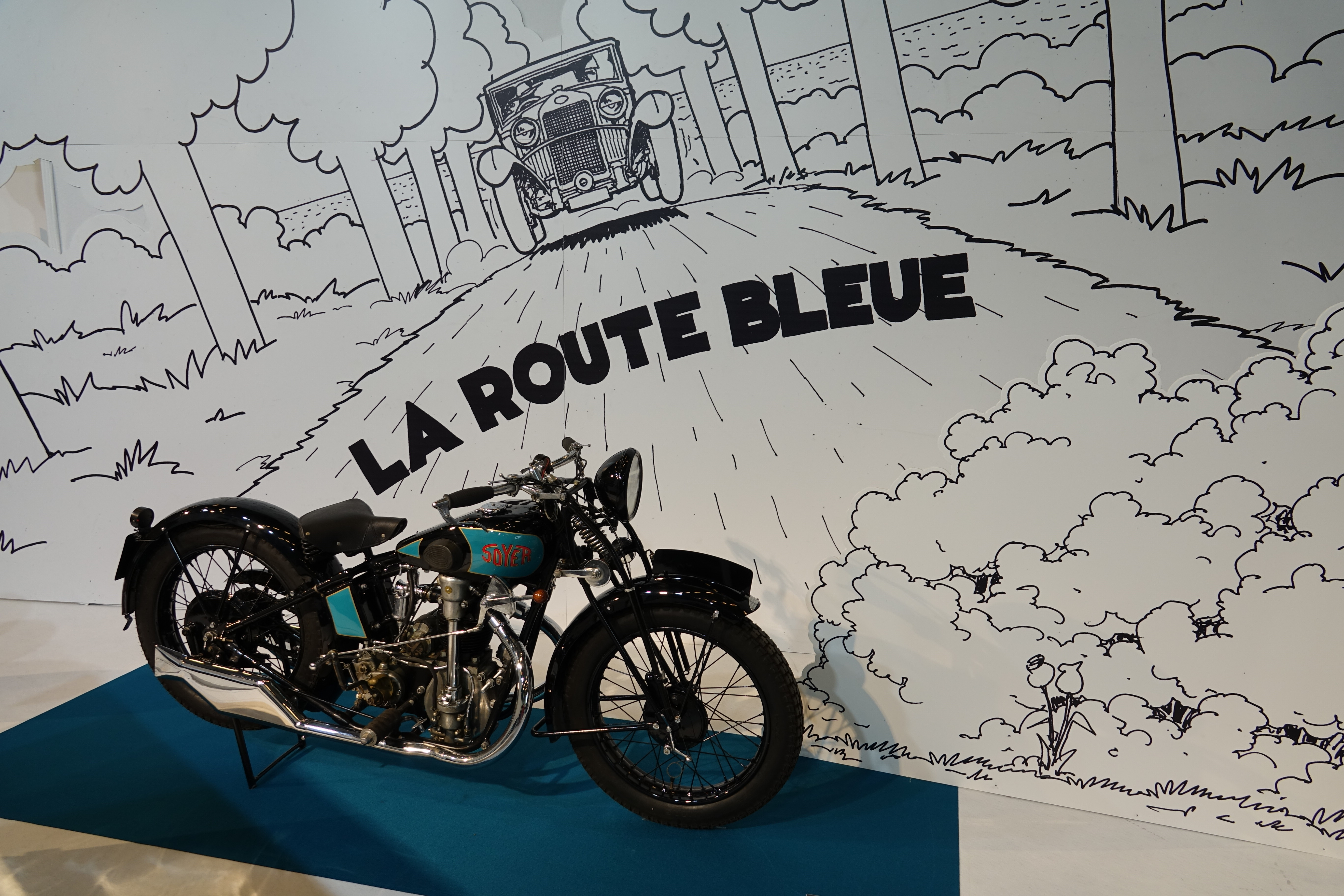
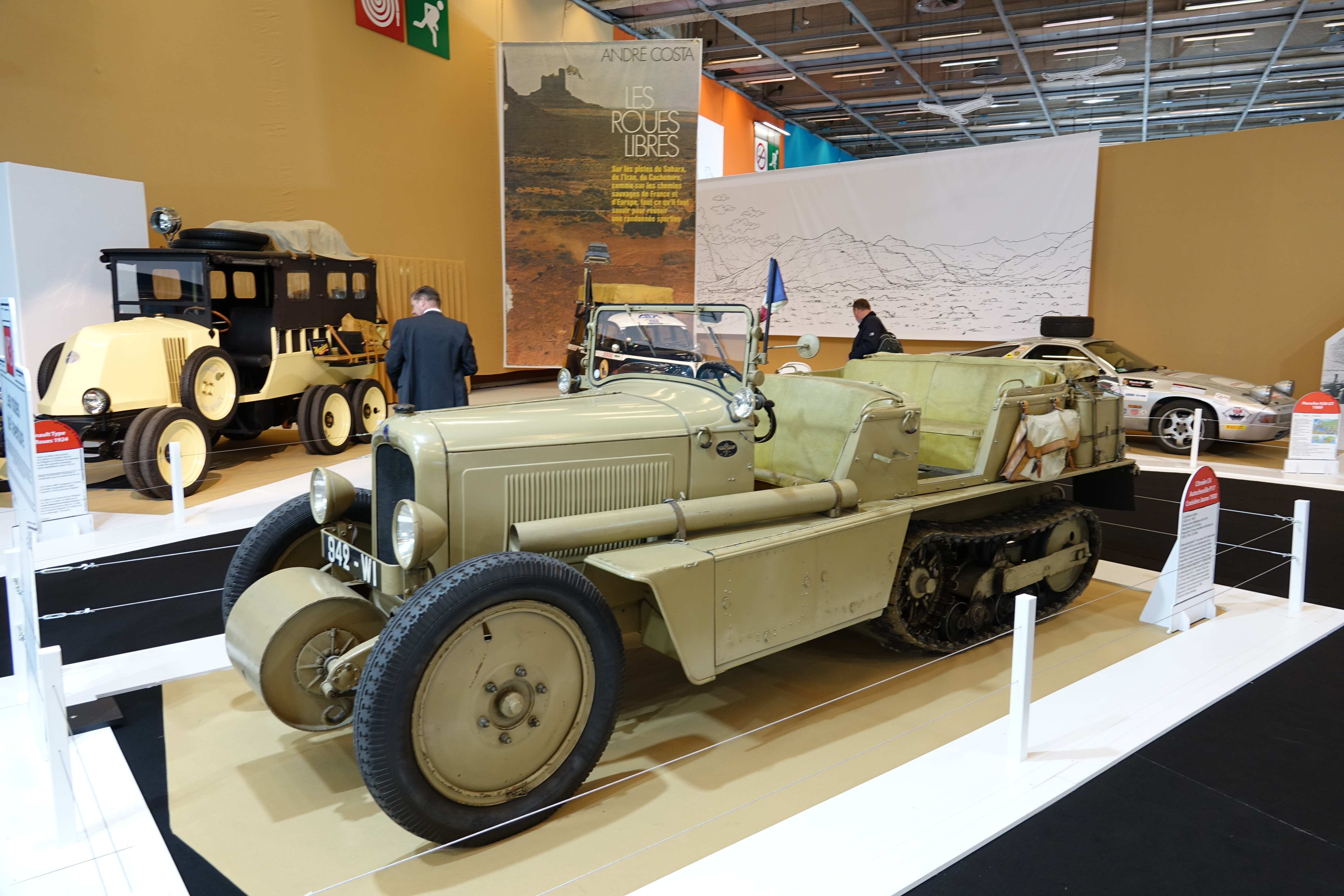
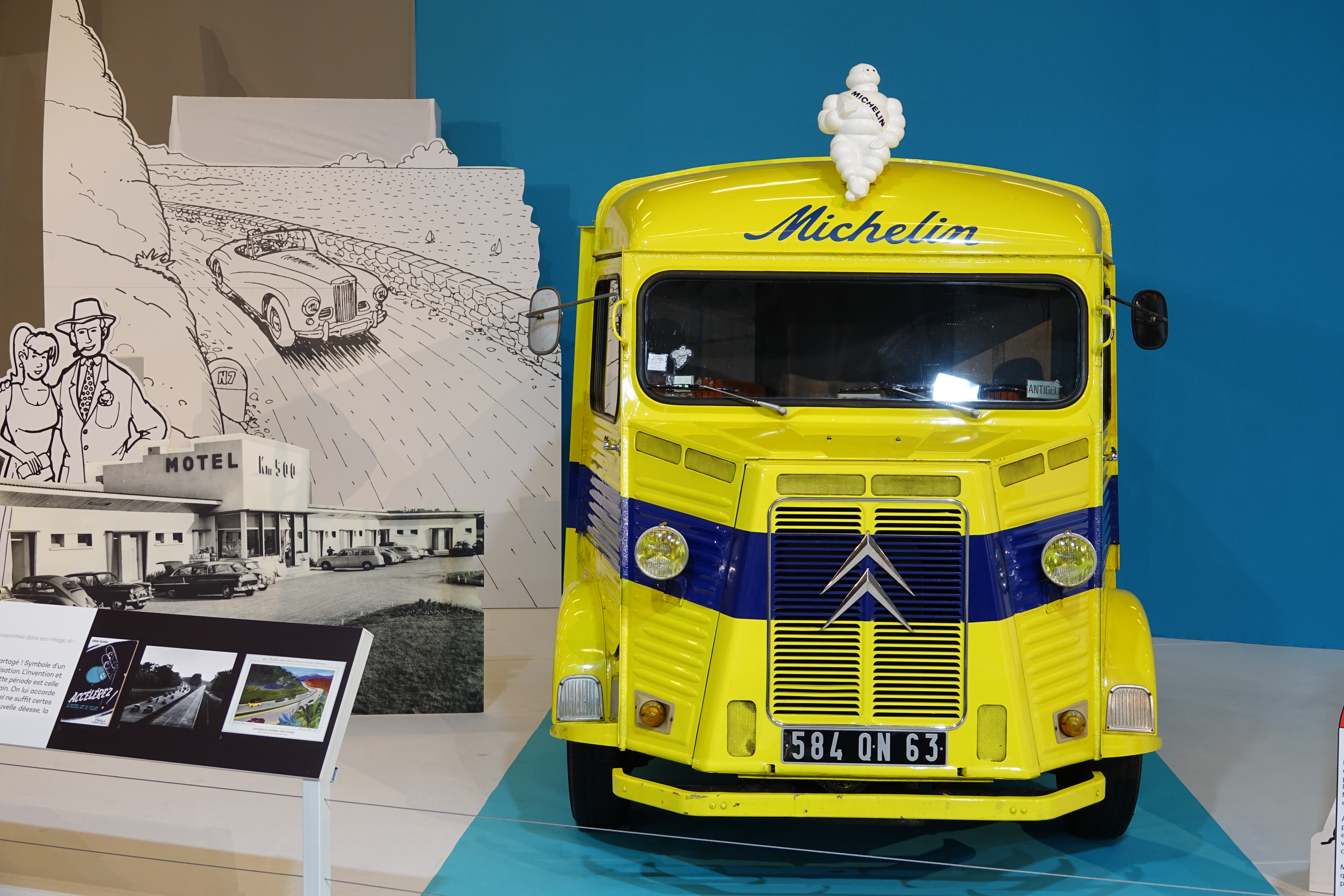
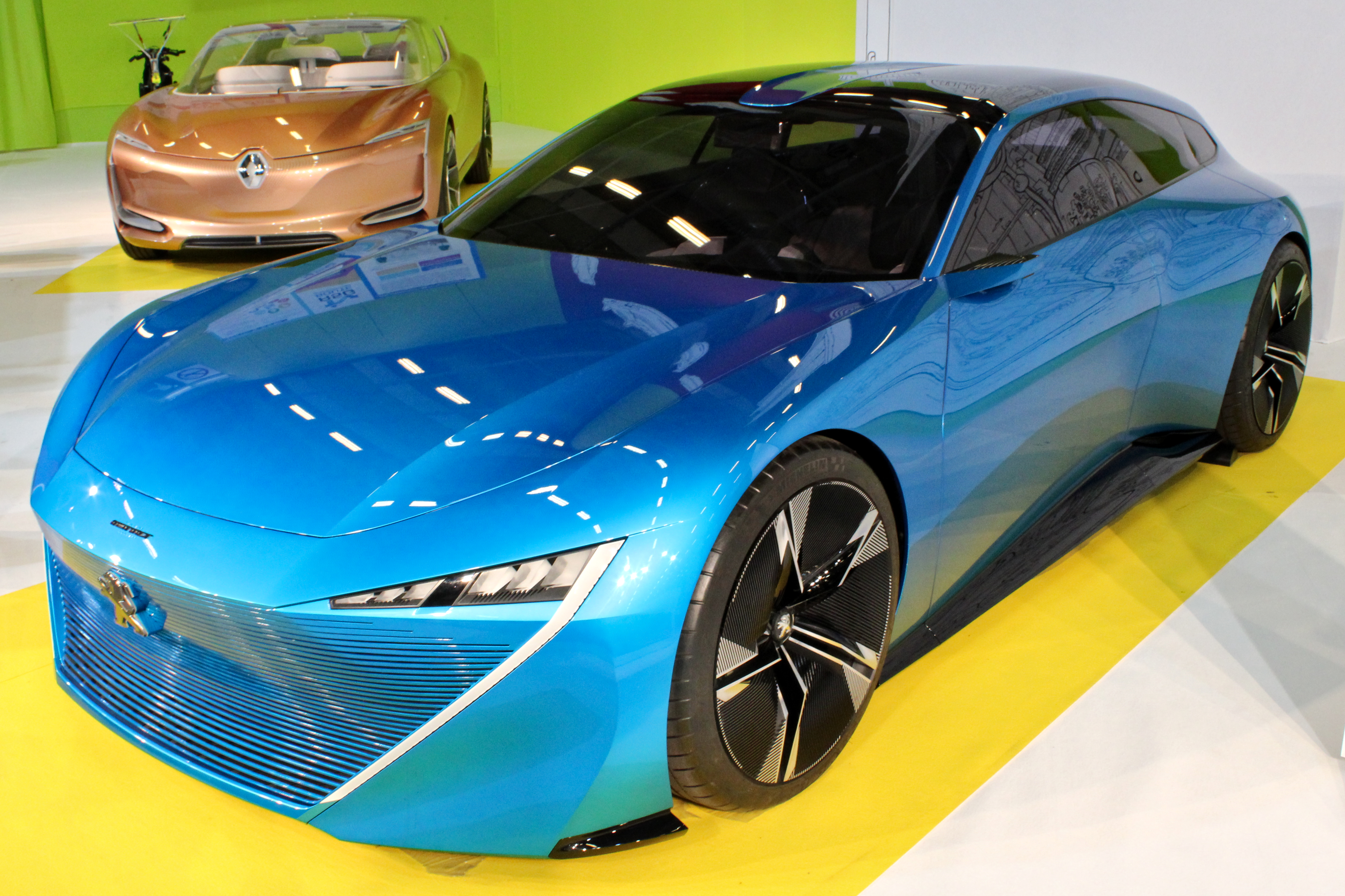
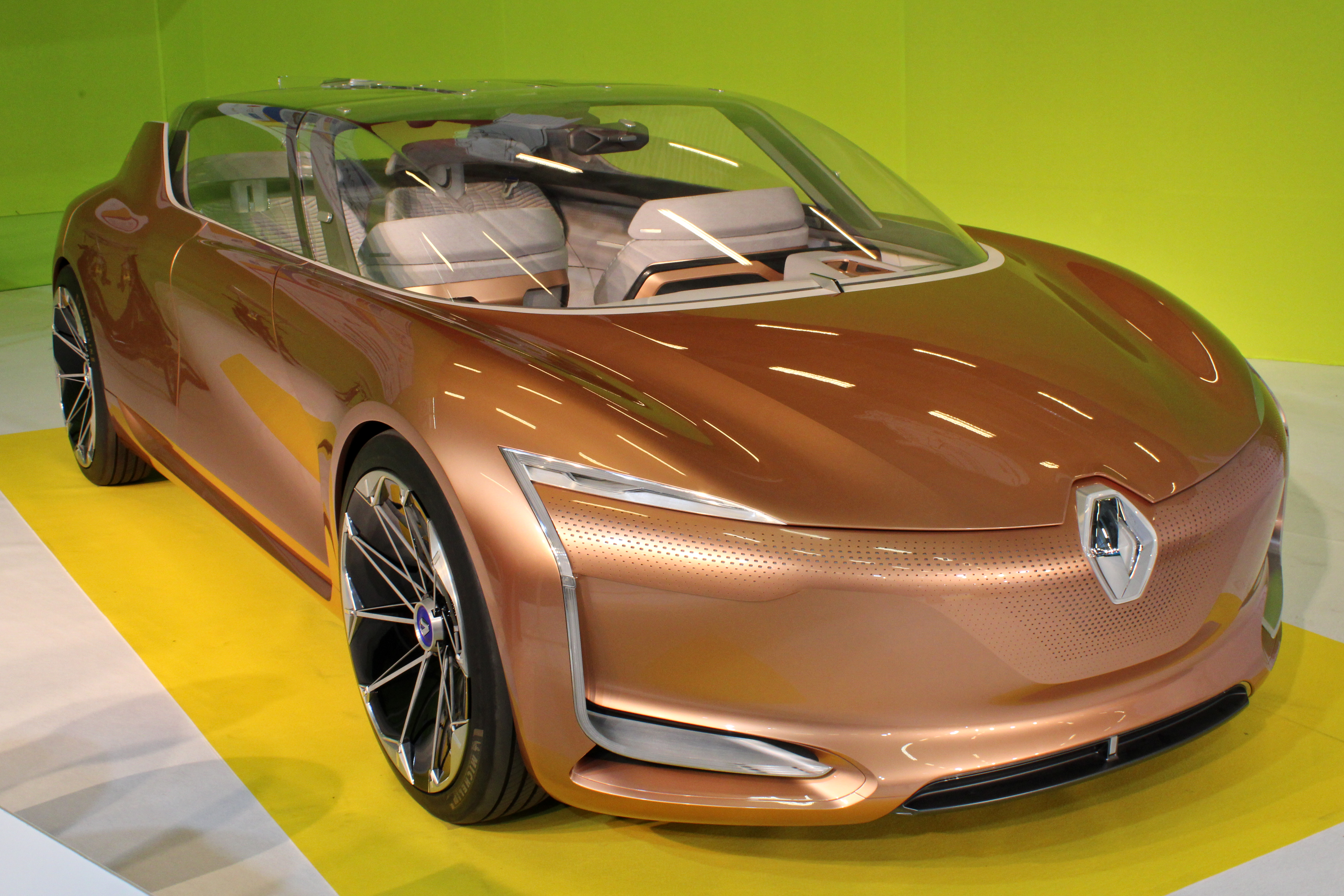

### Exhibition
De nombreuses nouveautés sont présentées sur les stands des constructeurs. Certaines en première française, européenne ou mondiale, certaines déjà commercialisées mais pas encore présentées au public français comme la Citroën C5 Aircross, accompagnées de modèles restylés ainsi que des de concept-cars pouvant préfigurer des modèles à venir.
Exposition publique en :  première mondiale,  première européenne,  première française.

#### Nouveautés
- Aston Martin DBS Superleggera[18]
- Aston Martin Vantage
- Audi A1 II
- Audi A6 V Allroad
- Audi A6 V Avant
- Audi e-tron Quattro
- Audi Q3 II
- Audi Q8
- Audi SQ2
- BMW M2 Competition
- BMW M5 Competition
- BMW Série 3 VII
- BMW Série 8 II
- BMW X4 II
- BMW X5 IV
- BMW Z4 III
- Bugatti Divo
- Citroën C3 JCC+
- Citroën C5 Aircross
- Cupra Ateca
- DS 3 Crossback
- DS 3 Crossback E-Tense
- DS 7 Crossback E-Tense
- Ferrari 488 Pista Spider
- Ferrari Monza SP1 et SP2[19]
- Honda CR-V V
- Honda CR-V V Origin[20]
- Honda HR-V First Edition
- Hyundai i30 Fastback
- Hyundai i30 Fastback N
- Hyundai Kona Electric
- Hyundai Nexo
- Kia Pro cee'd
- Kia e-Niro
- Lexus ES VII
- Lexus UX
- Ligier JS2 R
- Maserati Ghibli Ribelle
- Maserati Levante Trofeo
- Mercedes-AMG GT 4 portes
- Mercedes-Benz Classe A IV 35 AMG
- Mercedes-Benz Classe A IV berline
- Mercedes-Benz Classe B III
- Mercedes-Benz Classe GLE II
- Mercedes-Benz EQC
- Peugeot 3008 II Hybrid4
- Peugeot 508 II Hybrid
- Peugeot 508 II SW
- Renault Mégane IV RS Trophy
- Seat Tarraco
- Škoda Karoq Scout
- Škoda Kodiaq RS
- Suzuki Jimny IV
- Tesla Model 3
- Toyota Camry
- Toyota Corolla XII
- Toyota Corolla Touring Sports
- Toyota RAV4 V
- Toyota Yaris 20ème anniversaire
- Toyota Yaris GR Sport

Nouveautés
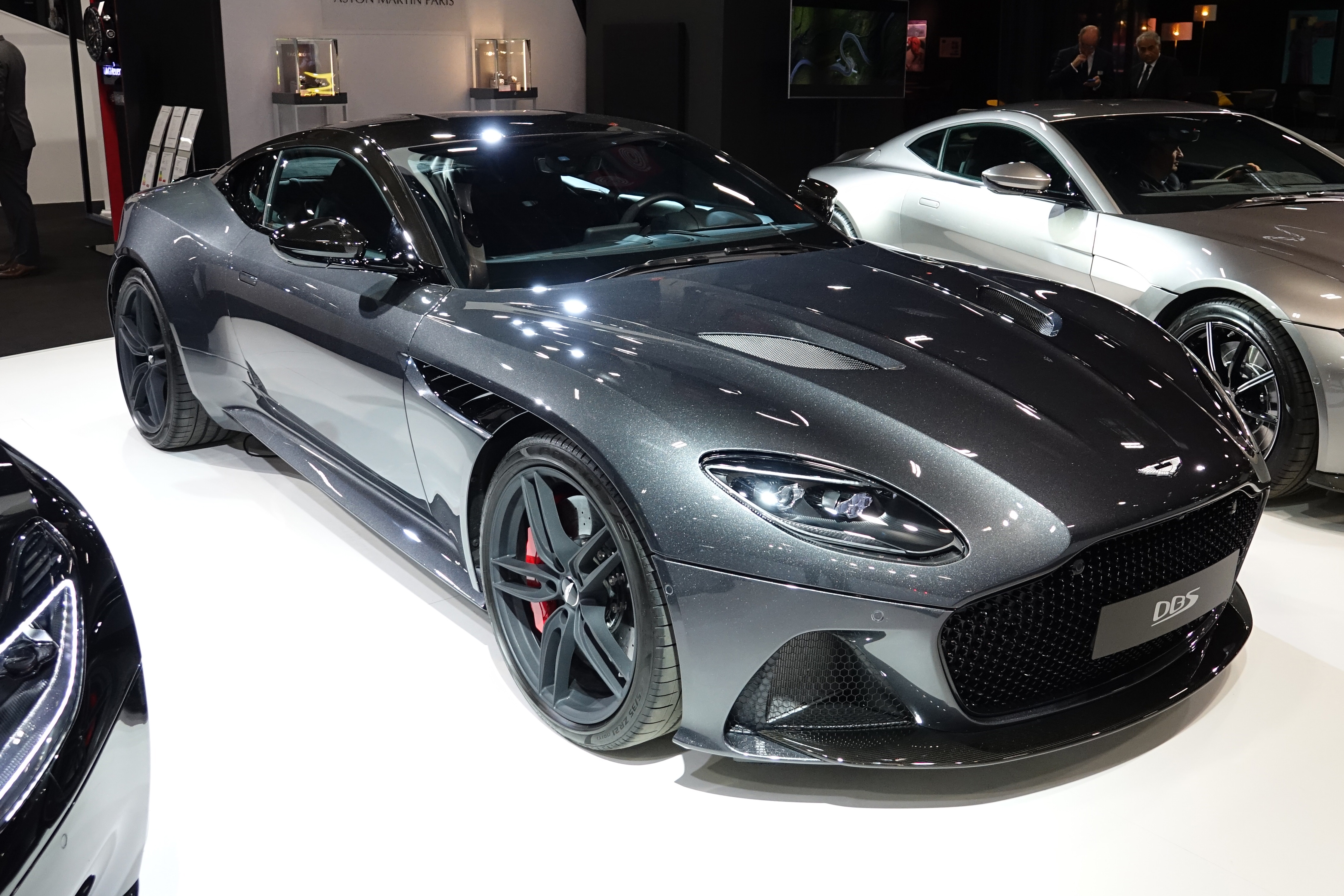
Aston Martin DBS Superleggera
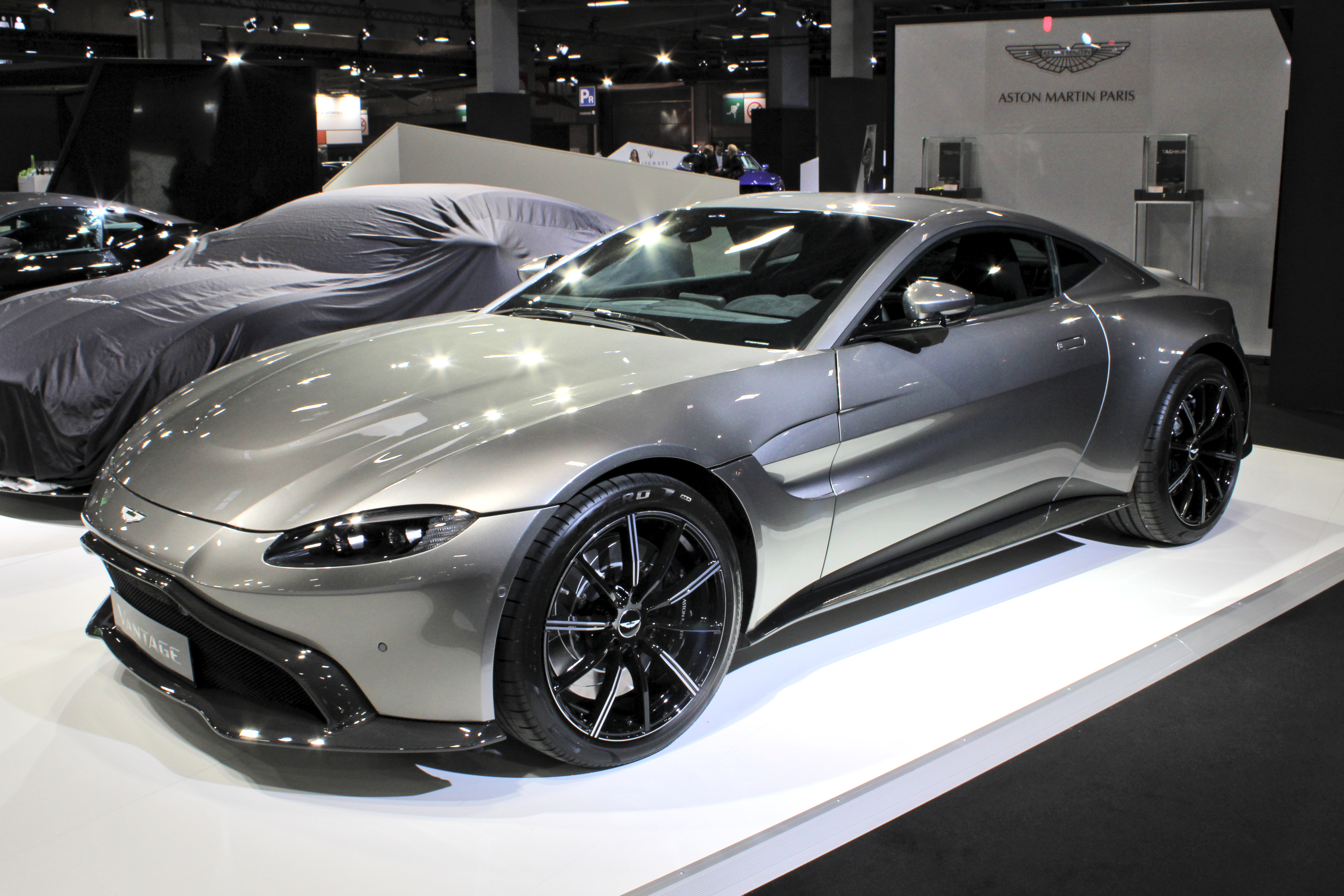
Aston Martin Vantage
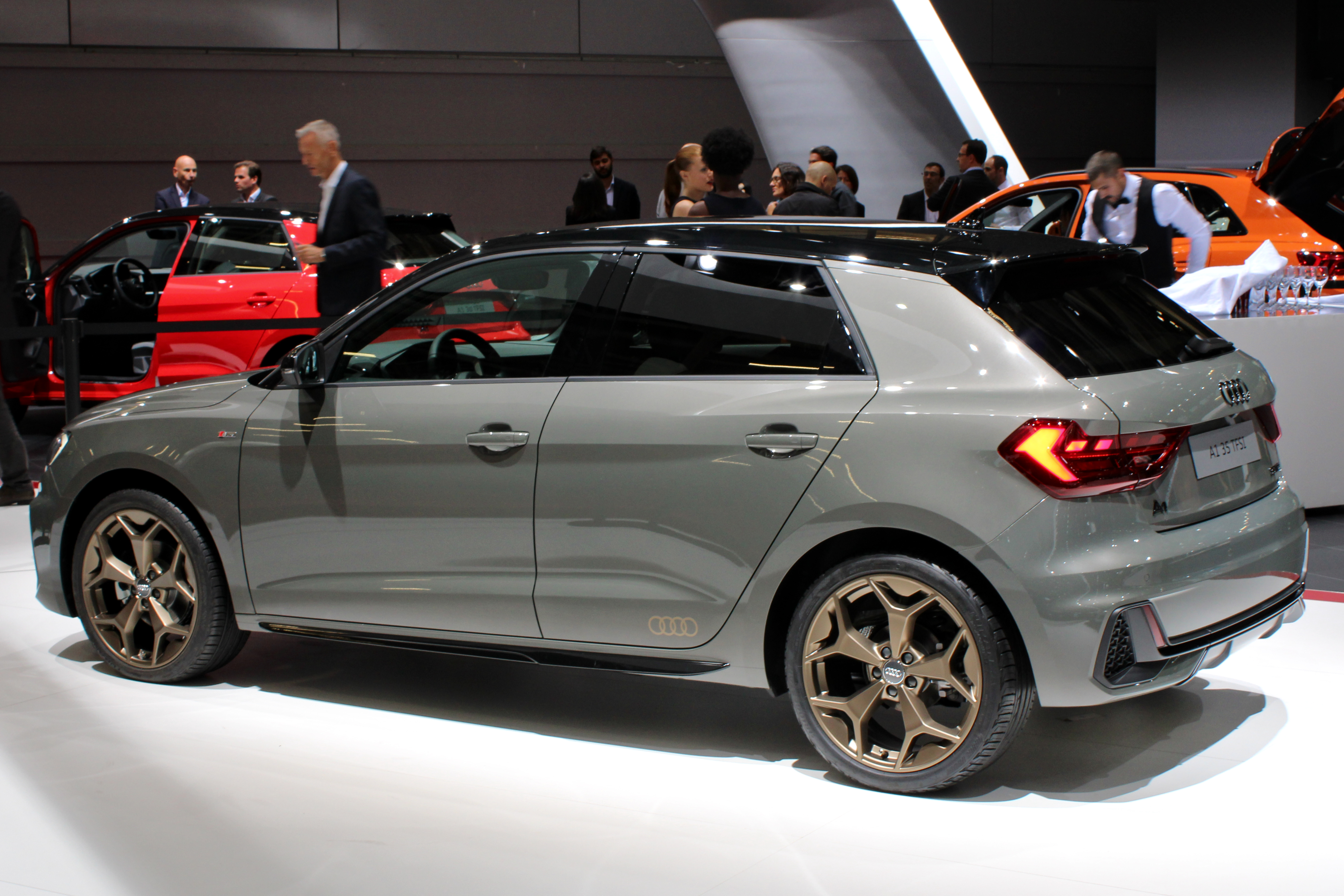
Audi A1 II
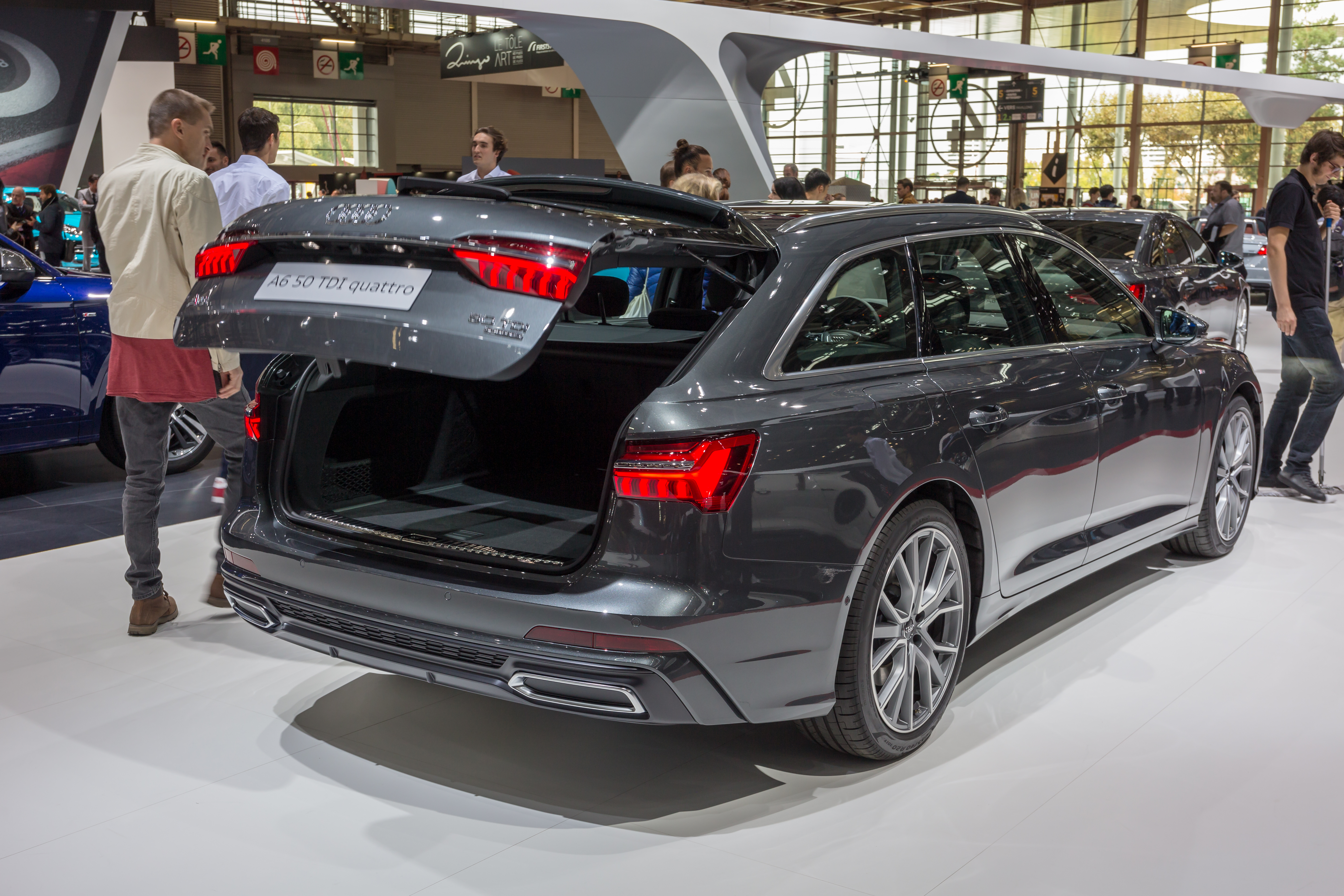
Audi A6 V Avant
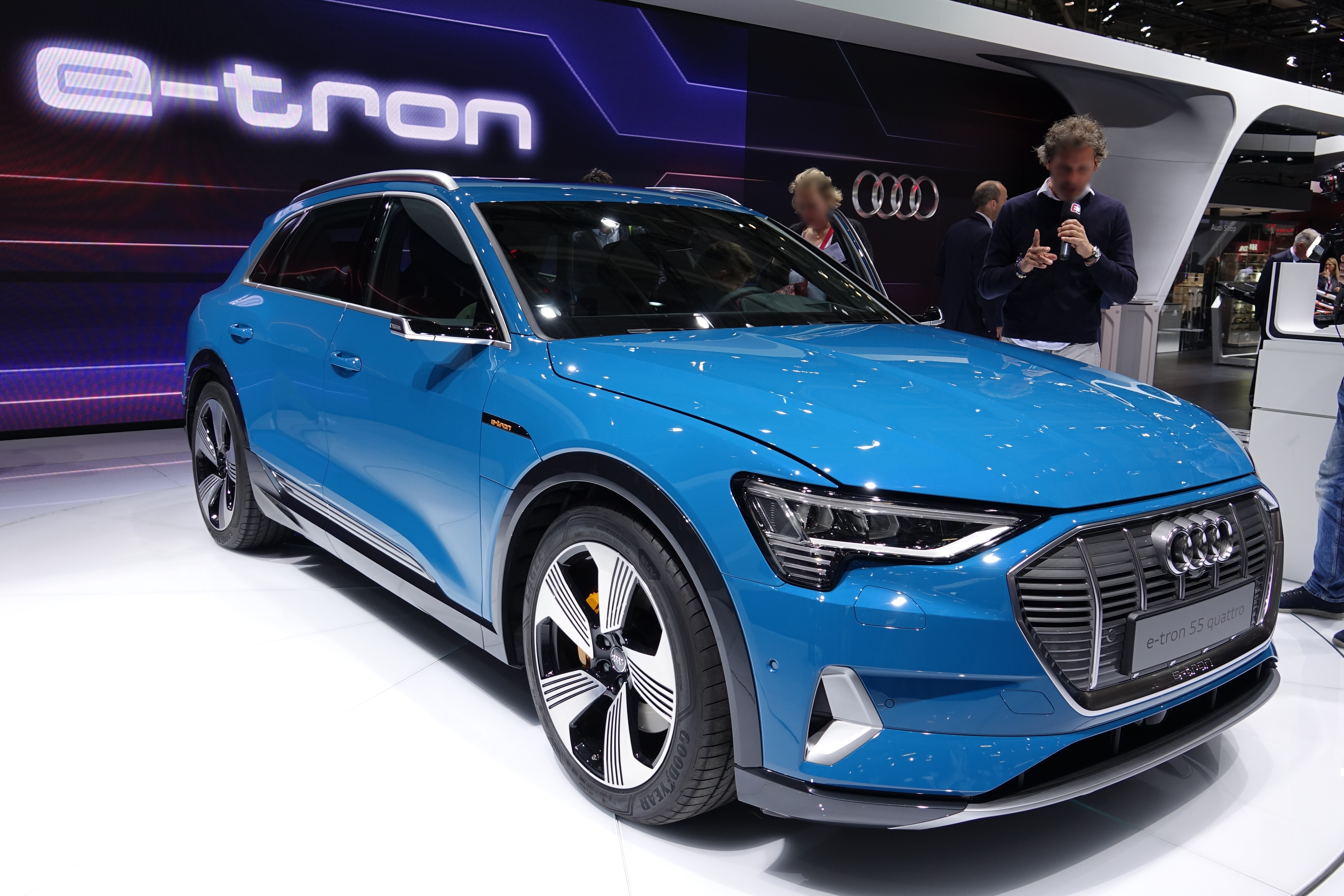
Audi e-tron quattro
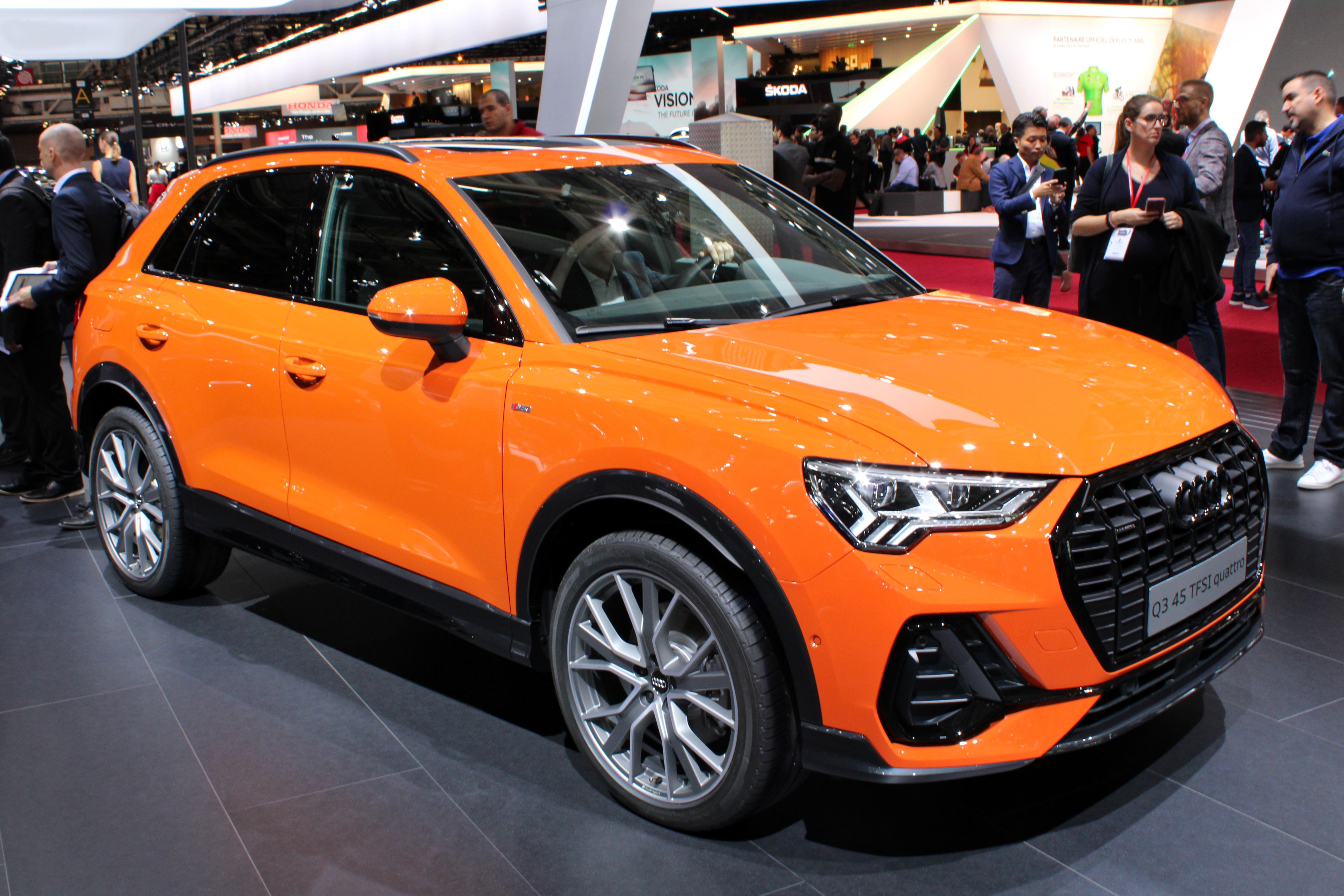
Audi Q3 II
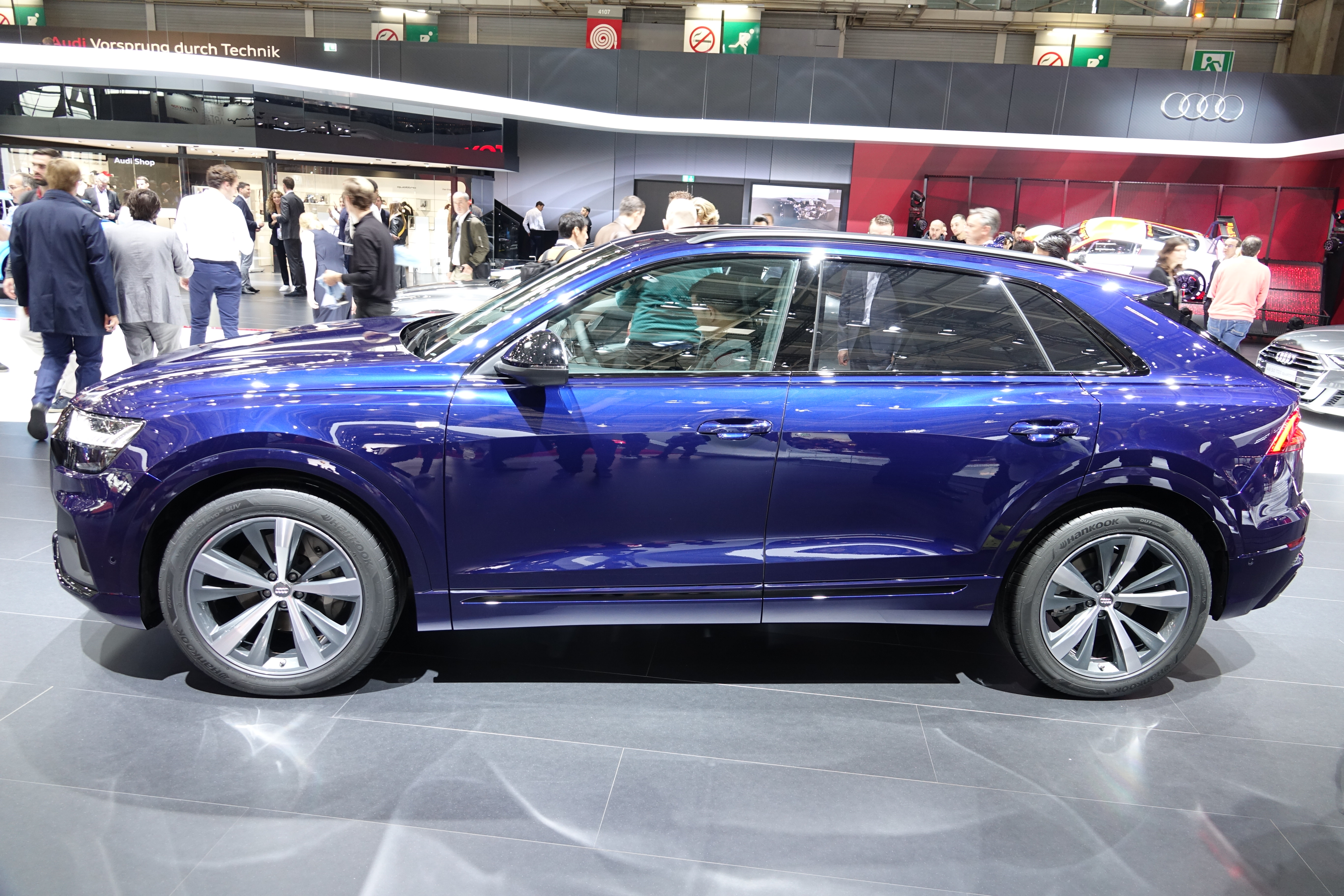
Audi Q8
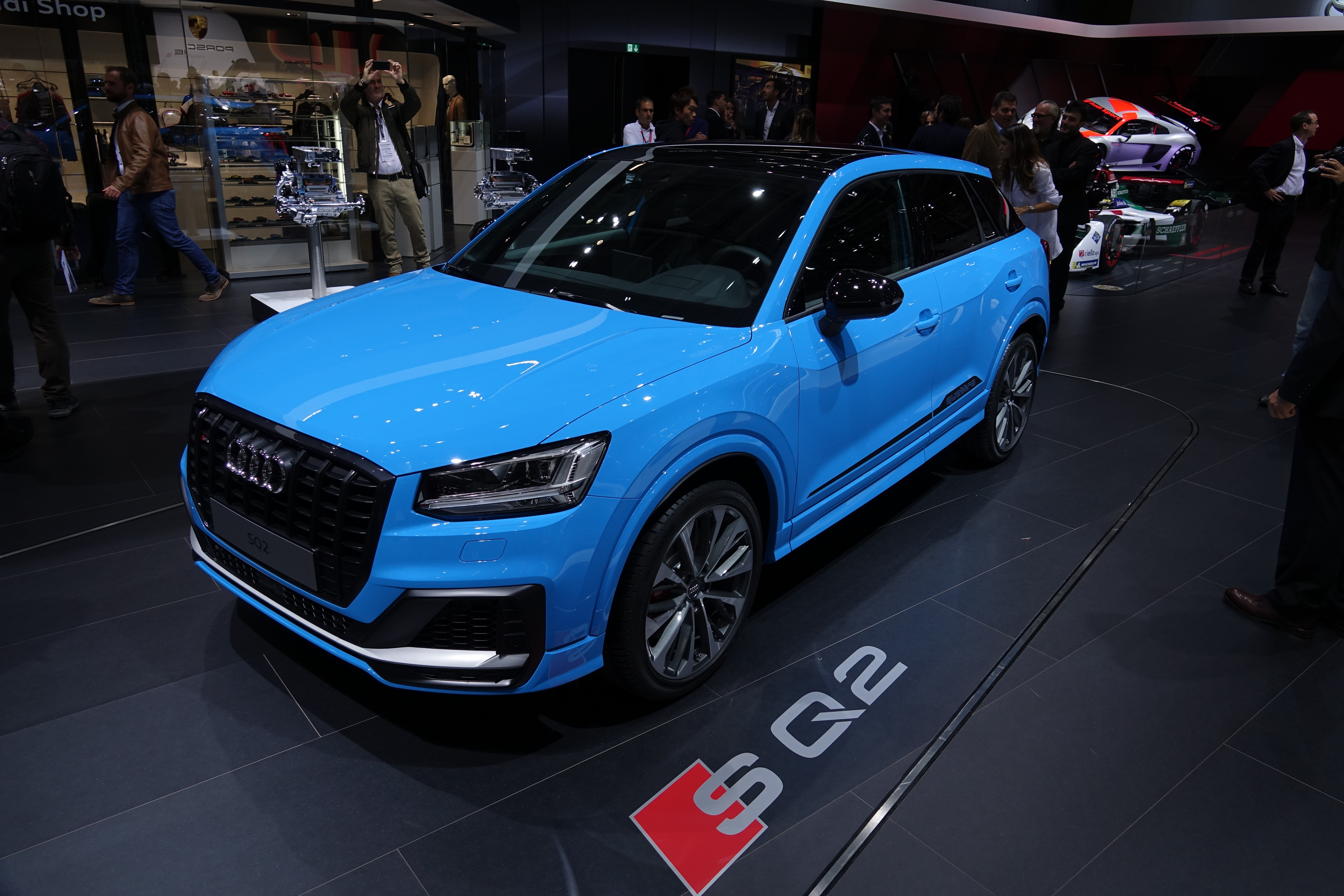
Audi SQ2
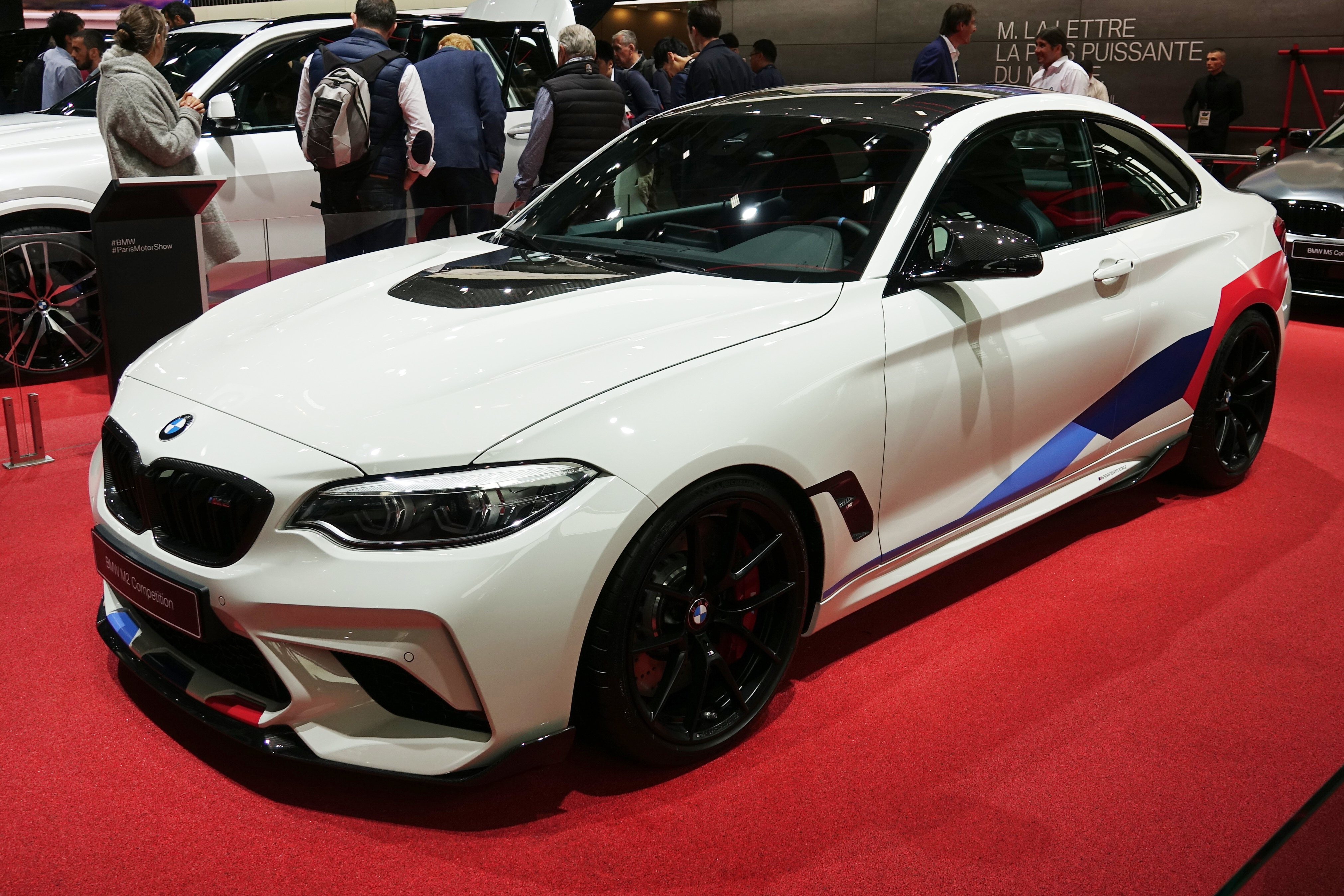
BMW M2 Competition
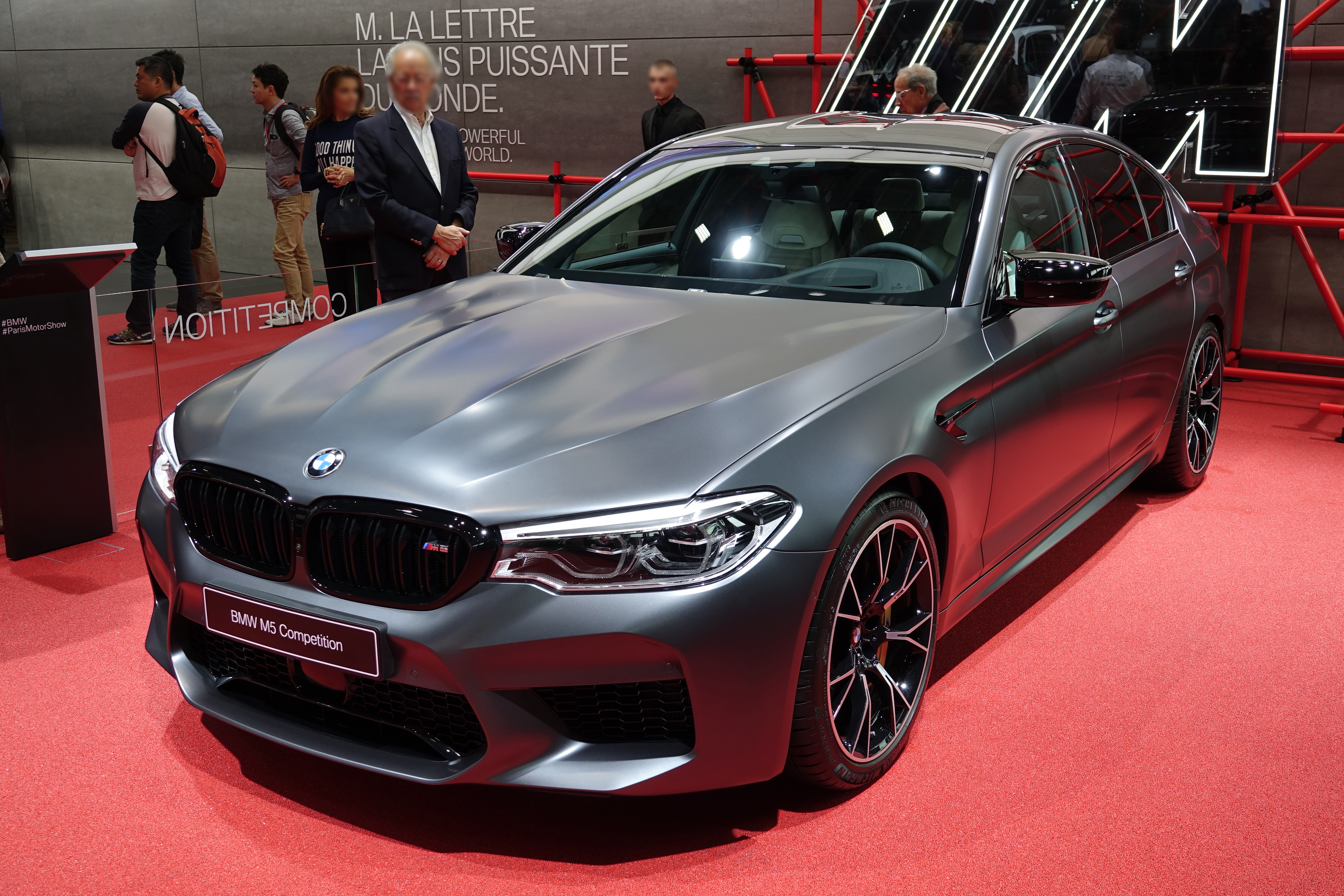
BMW M5 Competition
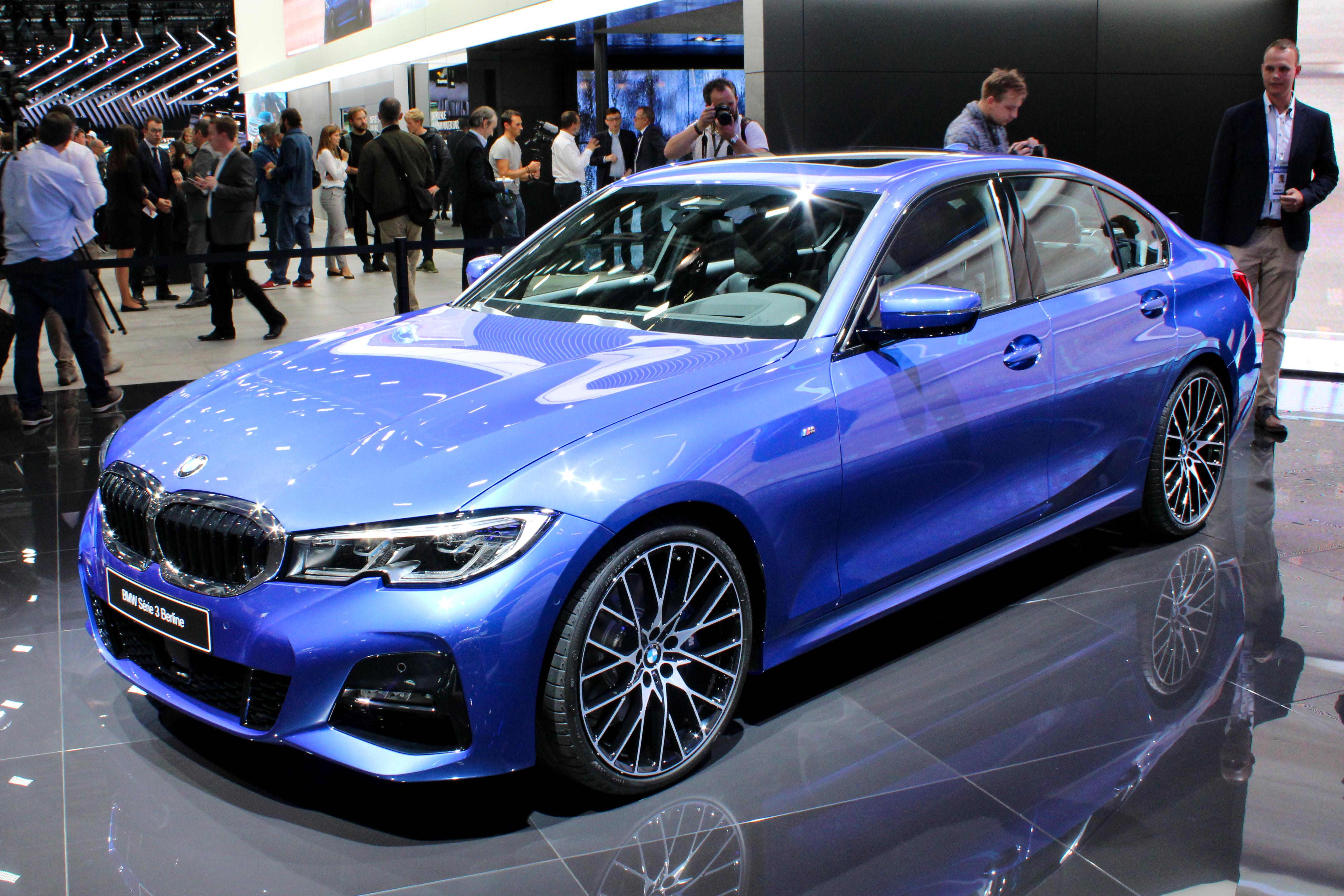
BMW Série 3 VII
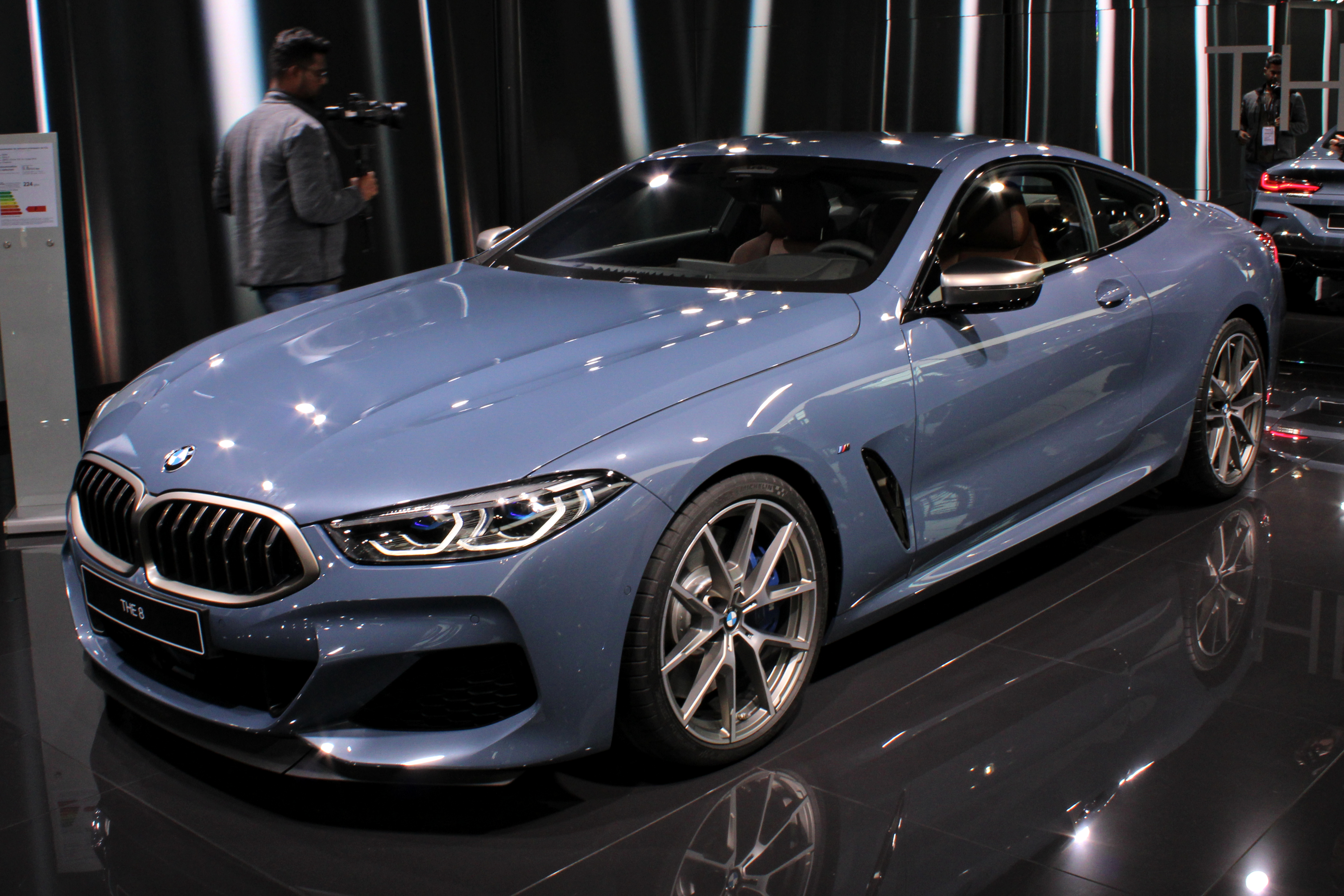
BMW Série 8 II
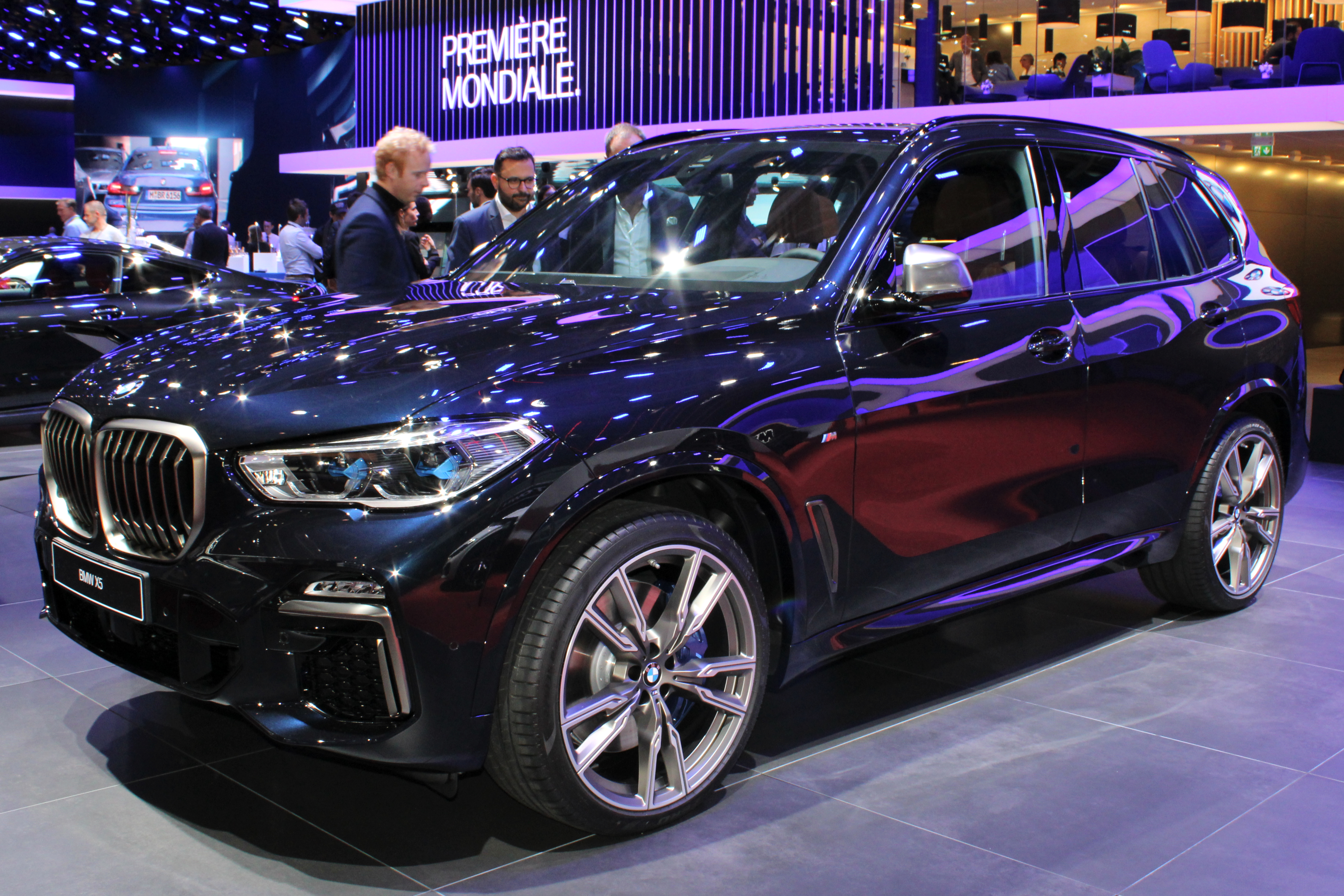
BMW X5 IV
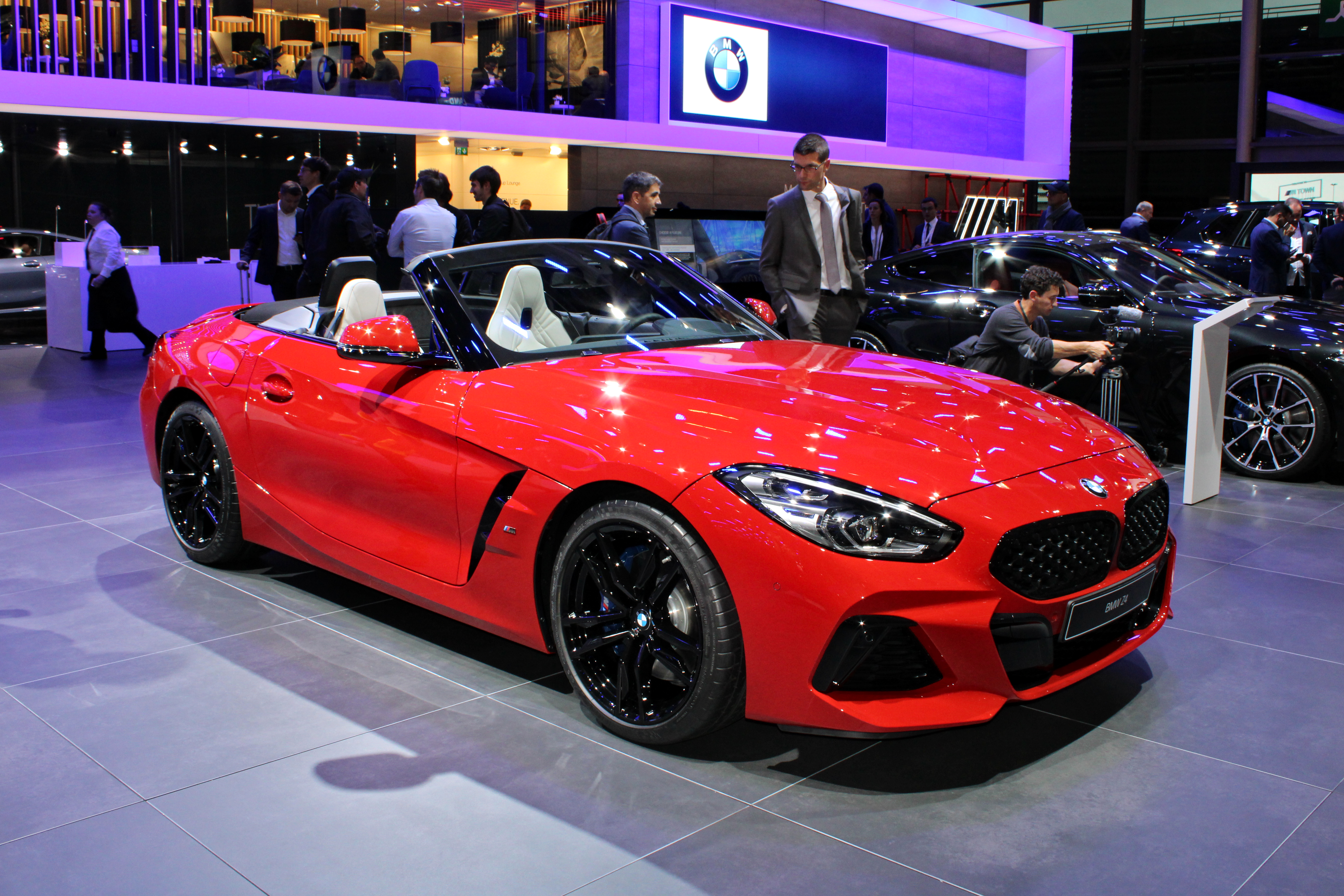
BMW Z4 III
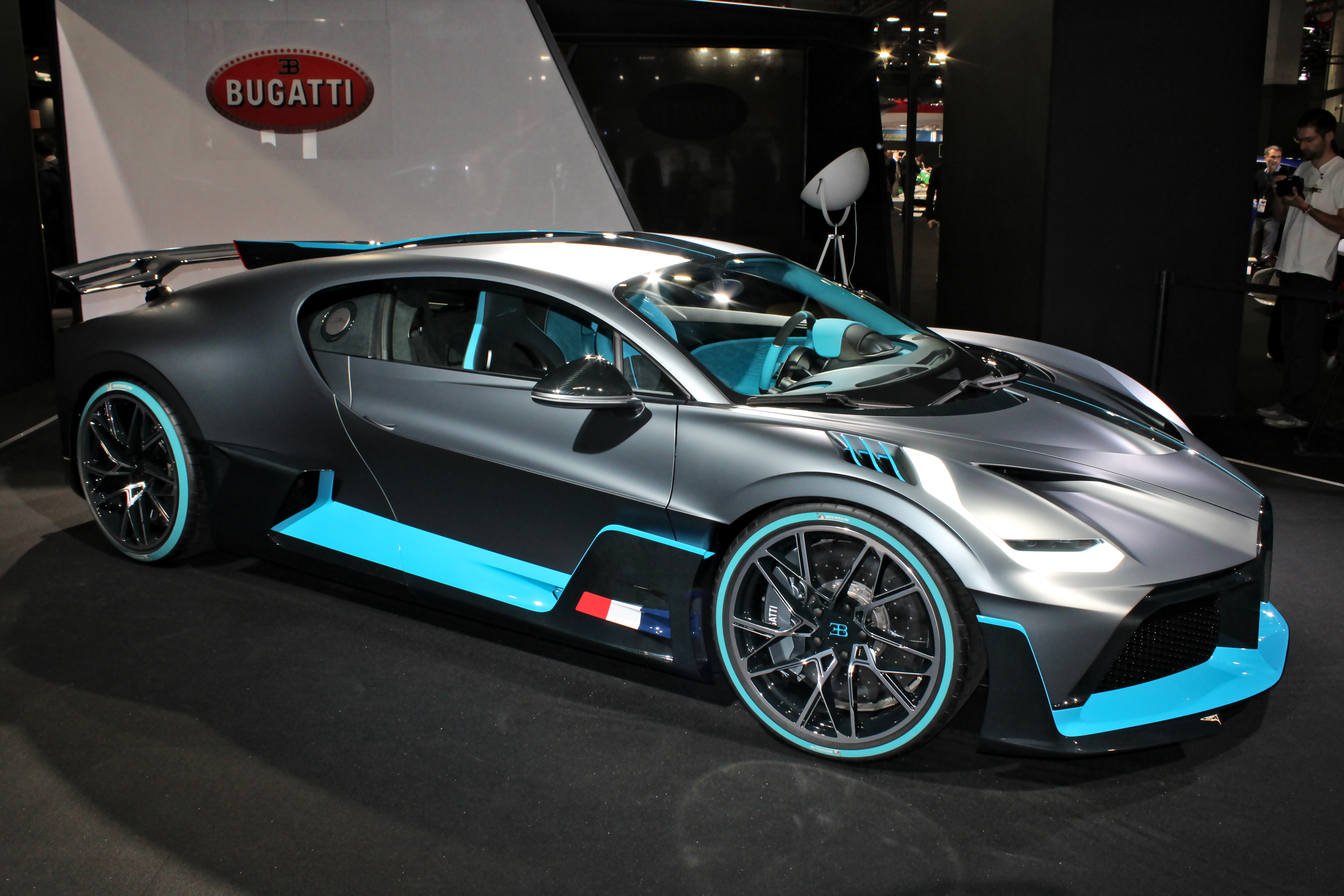
Bugatti Divo
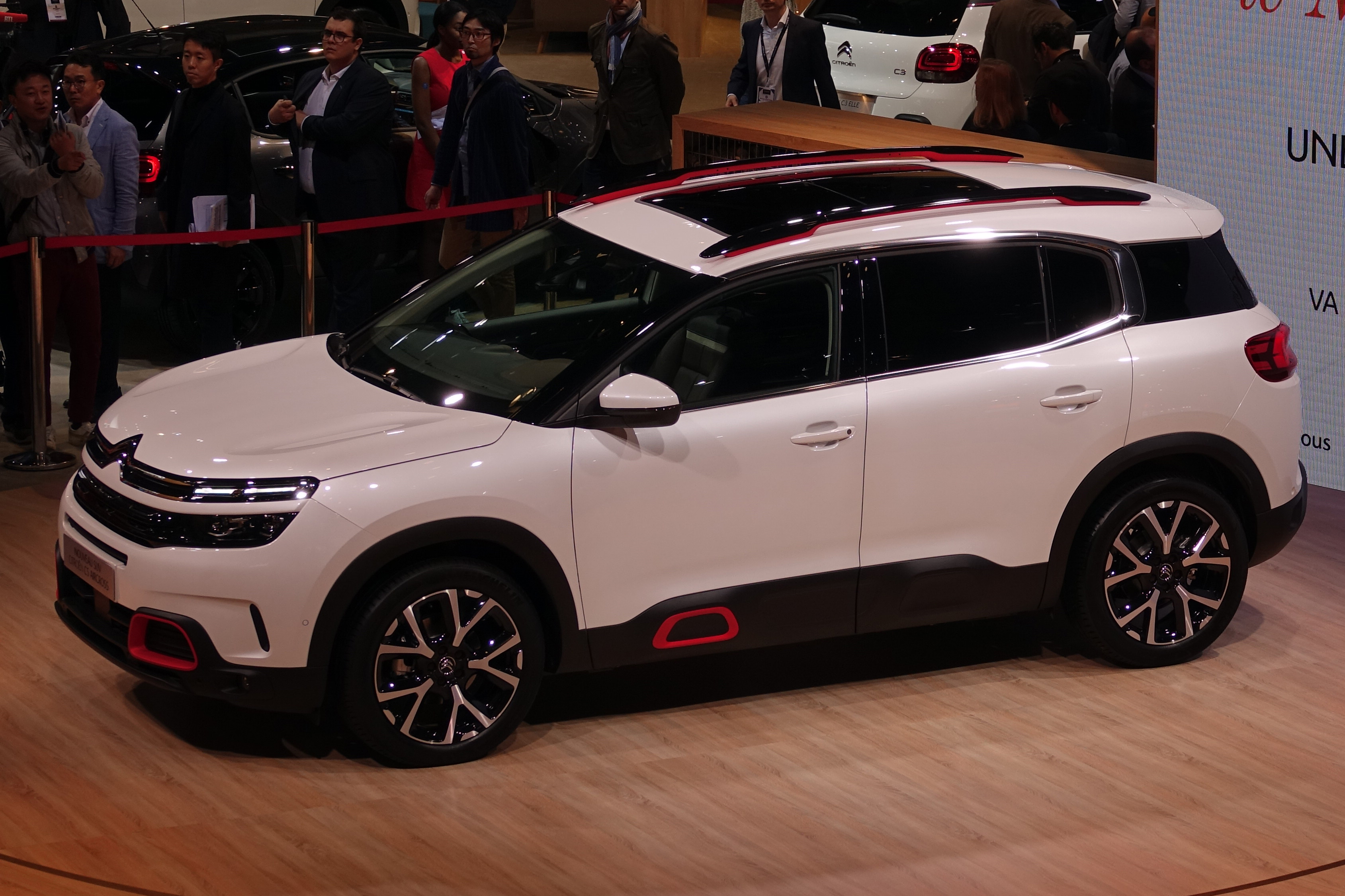
Citroën C5 Aircross
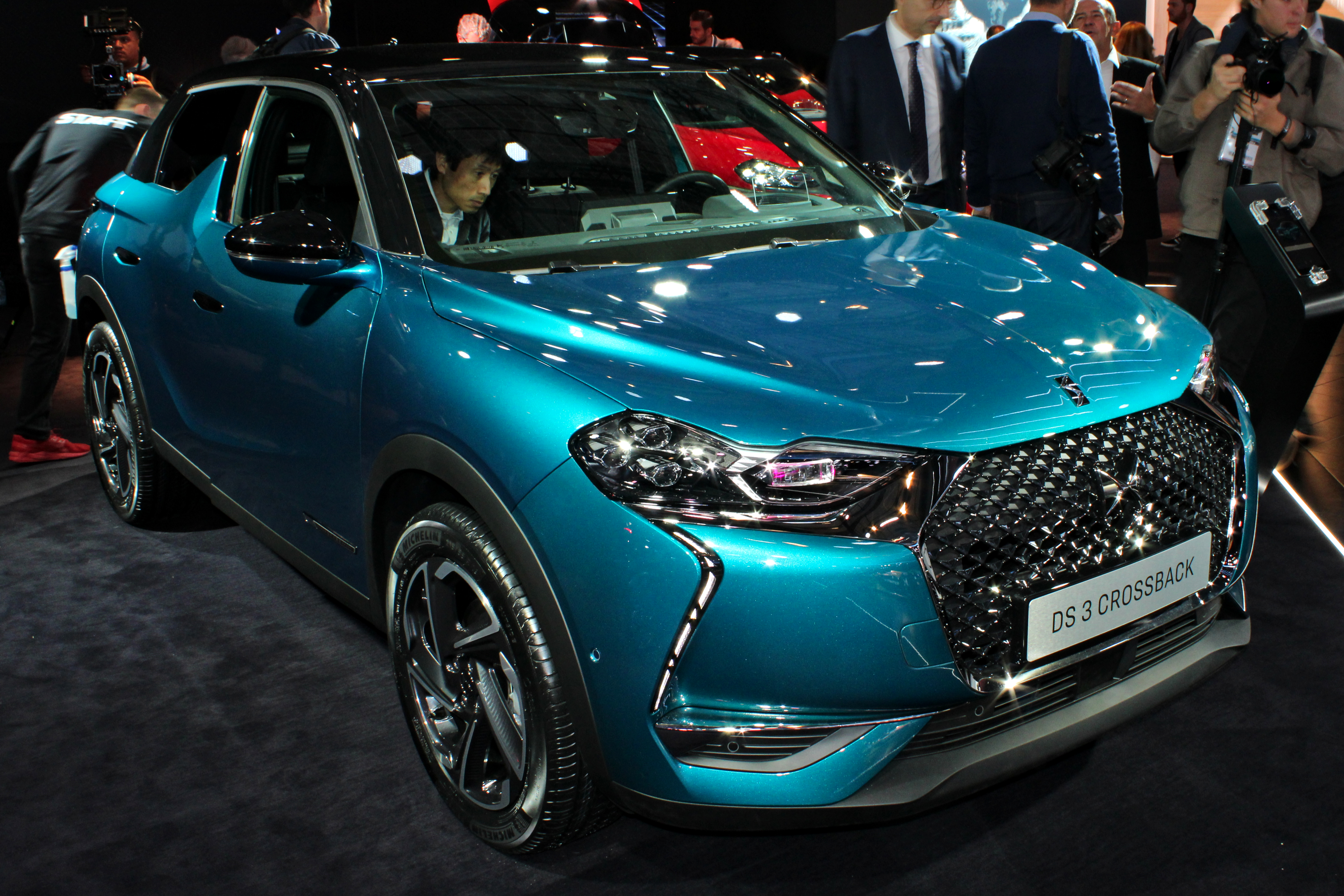
DS 3 Crossback
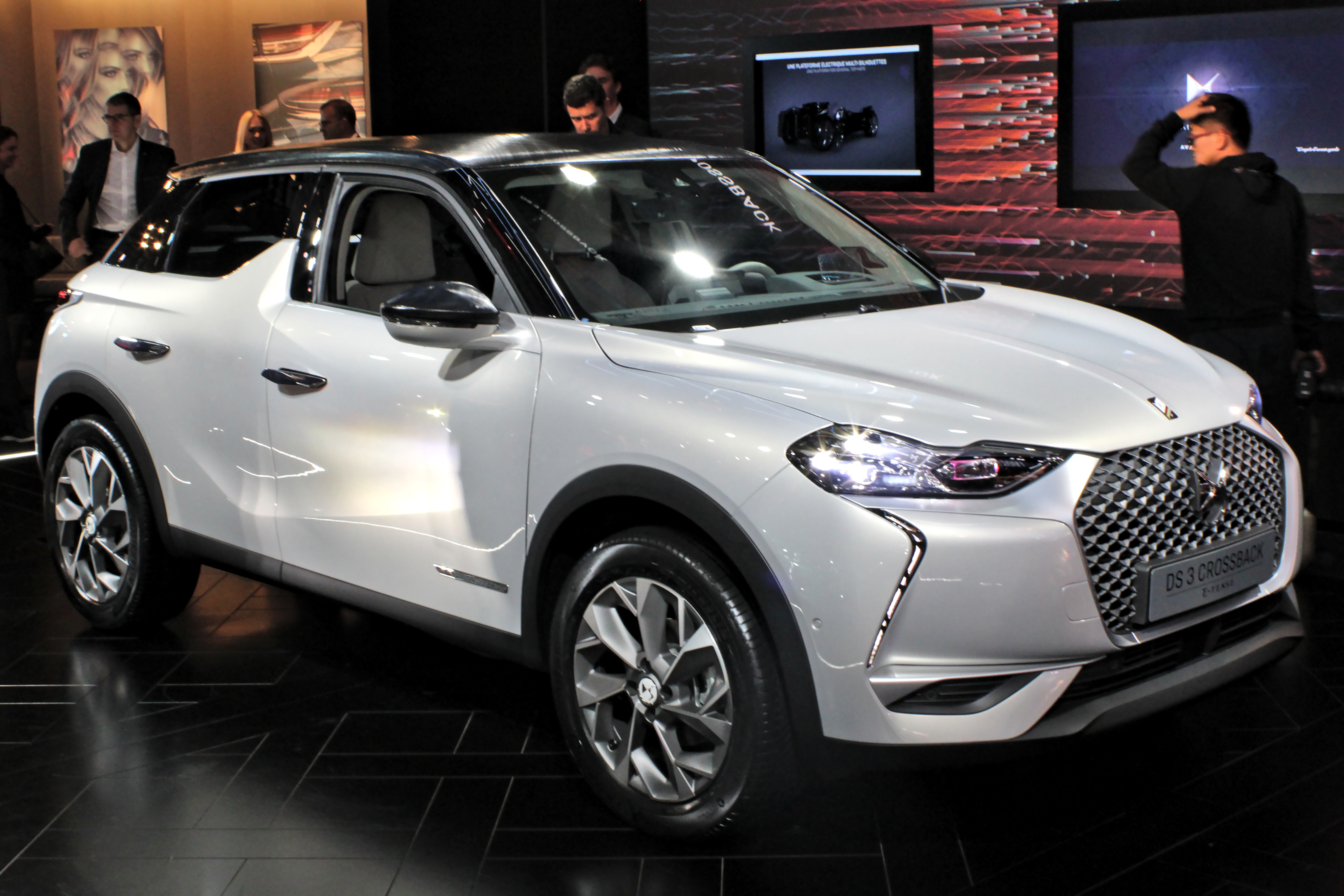
DS 3 Crossback E-Tense
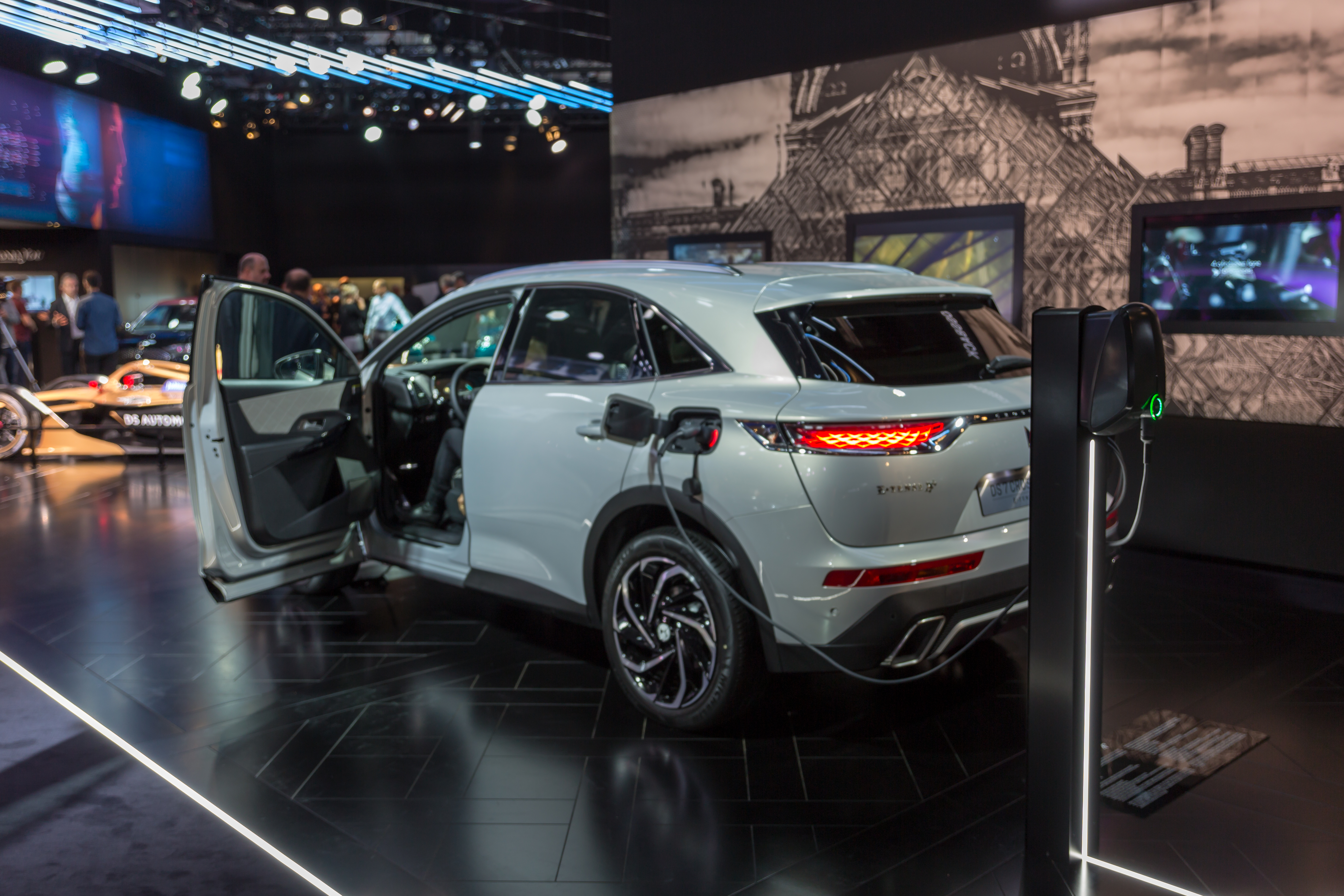
DS 7 Crossback E-Tense
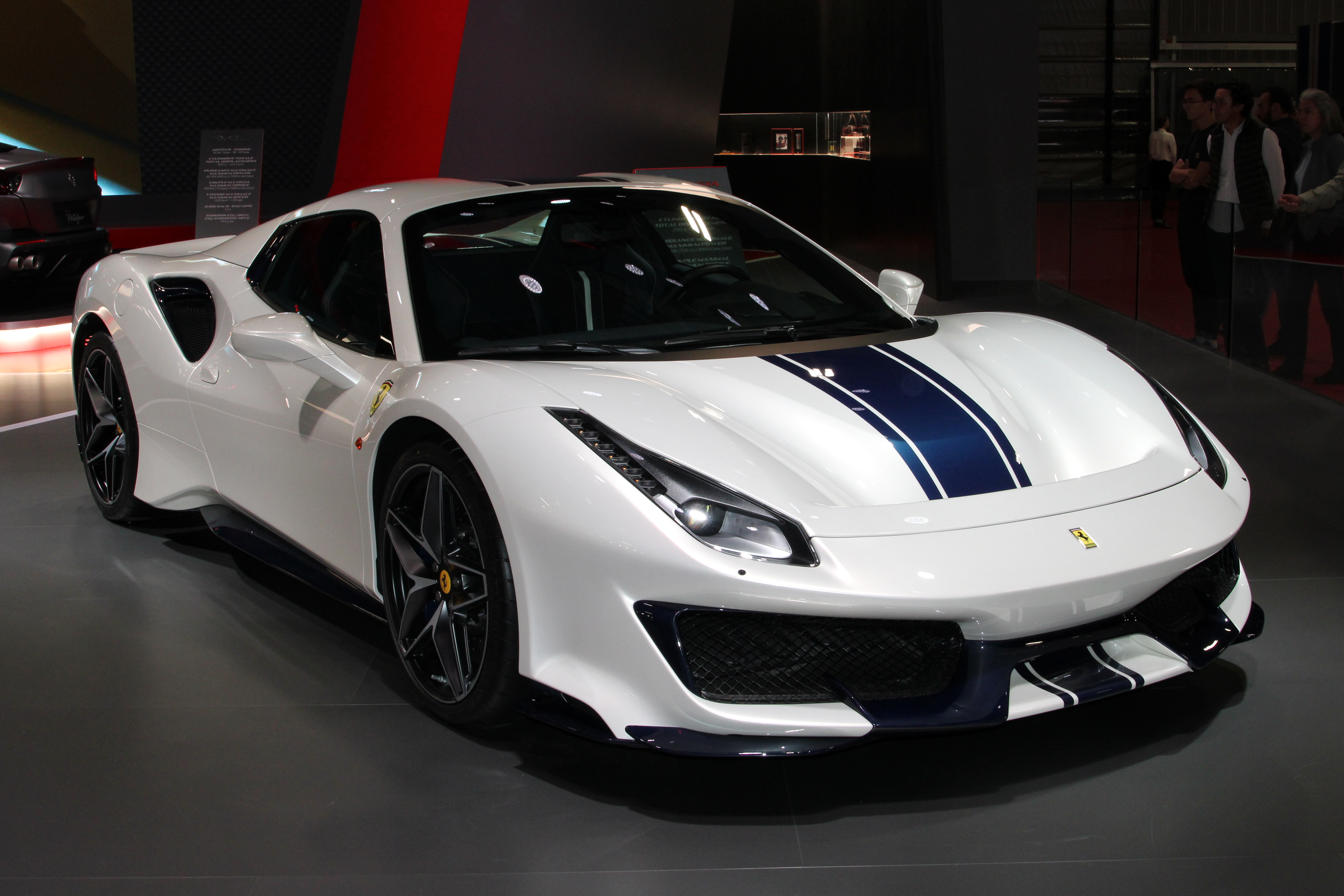
Ferrari 488 Pista Spider
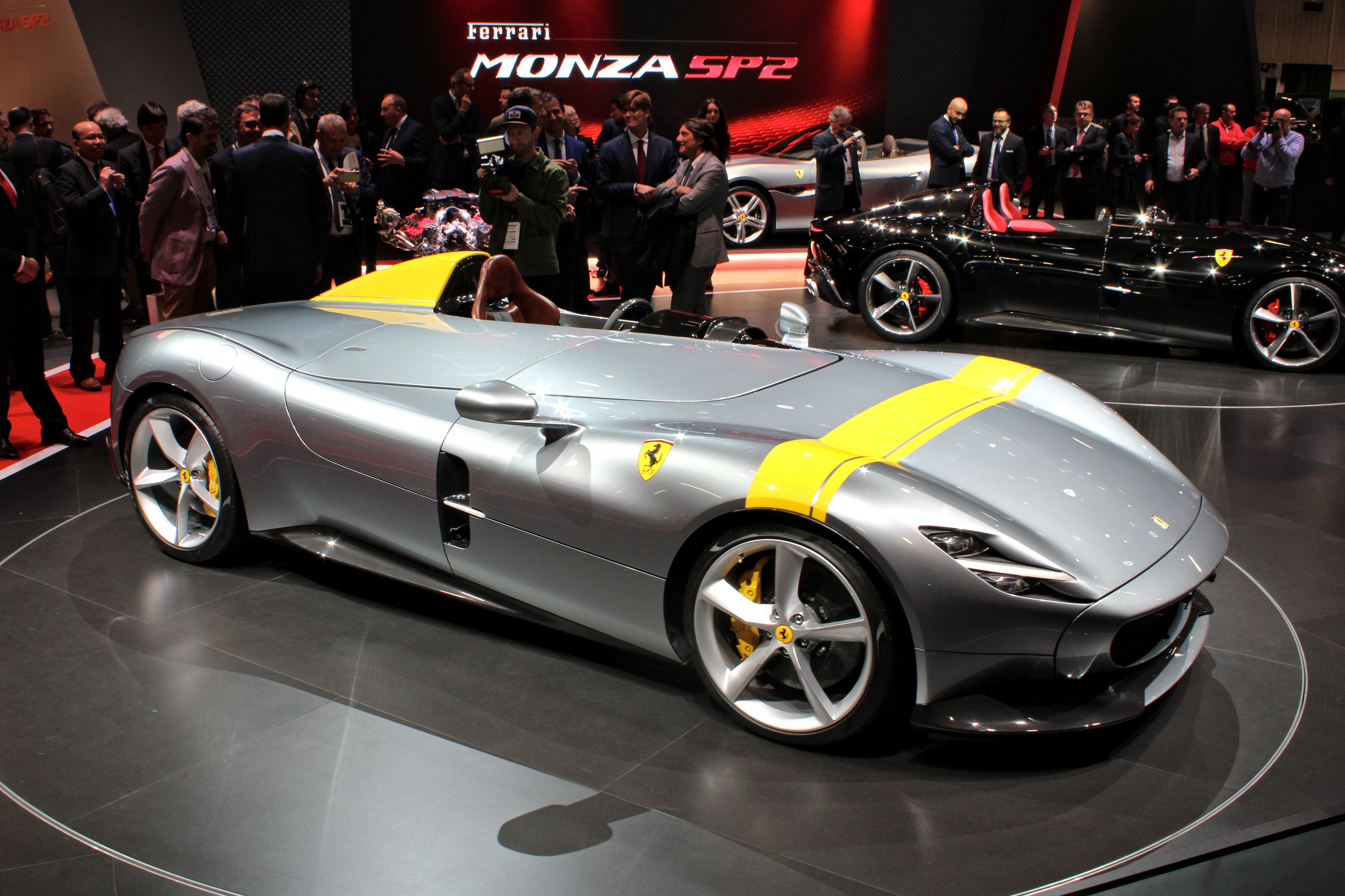
Ferrari Monza SP1
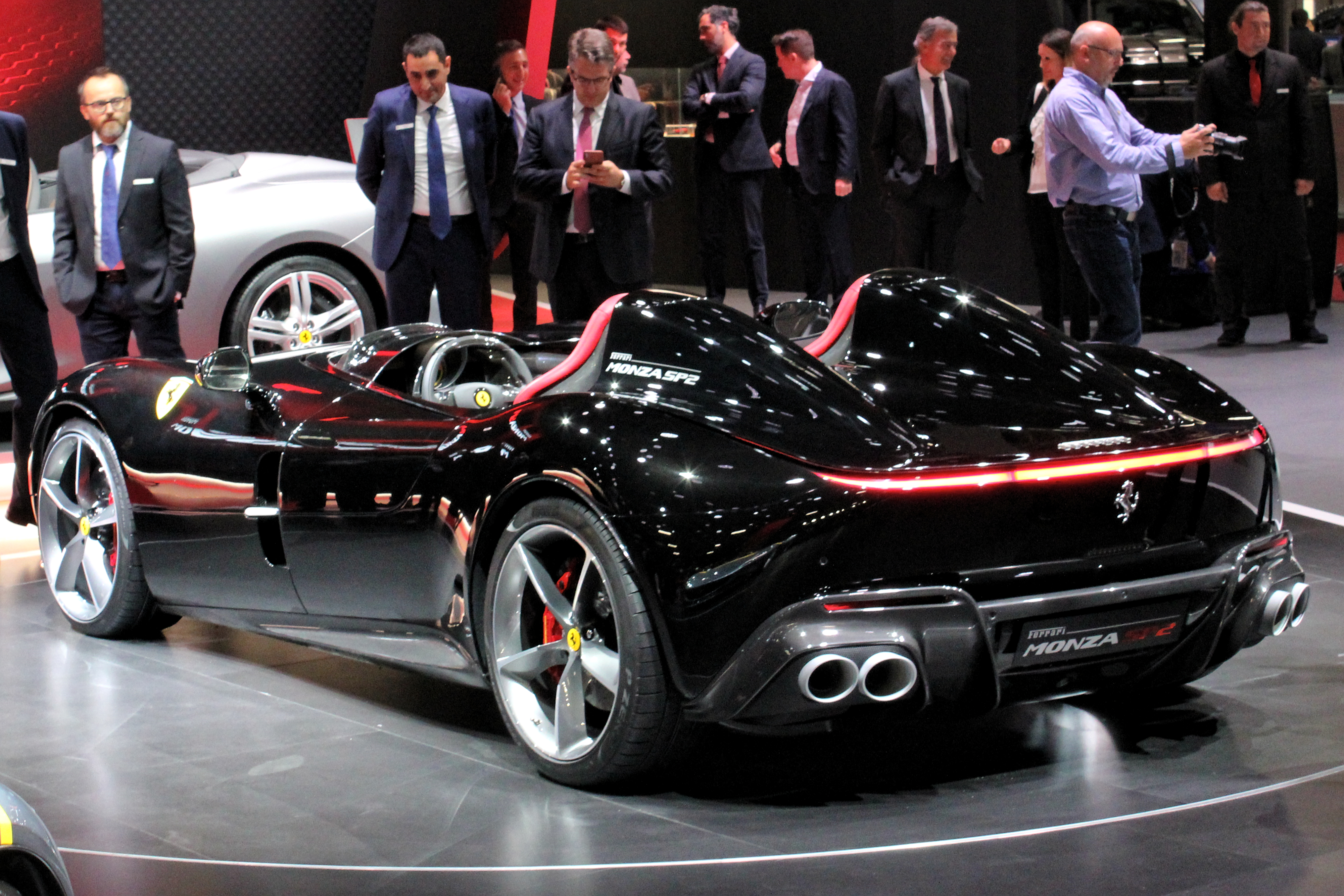
Ferrari Monza SP2
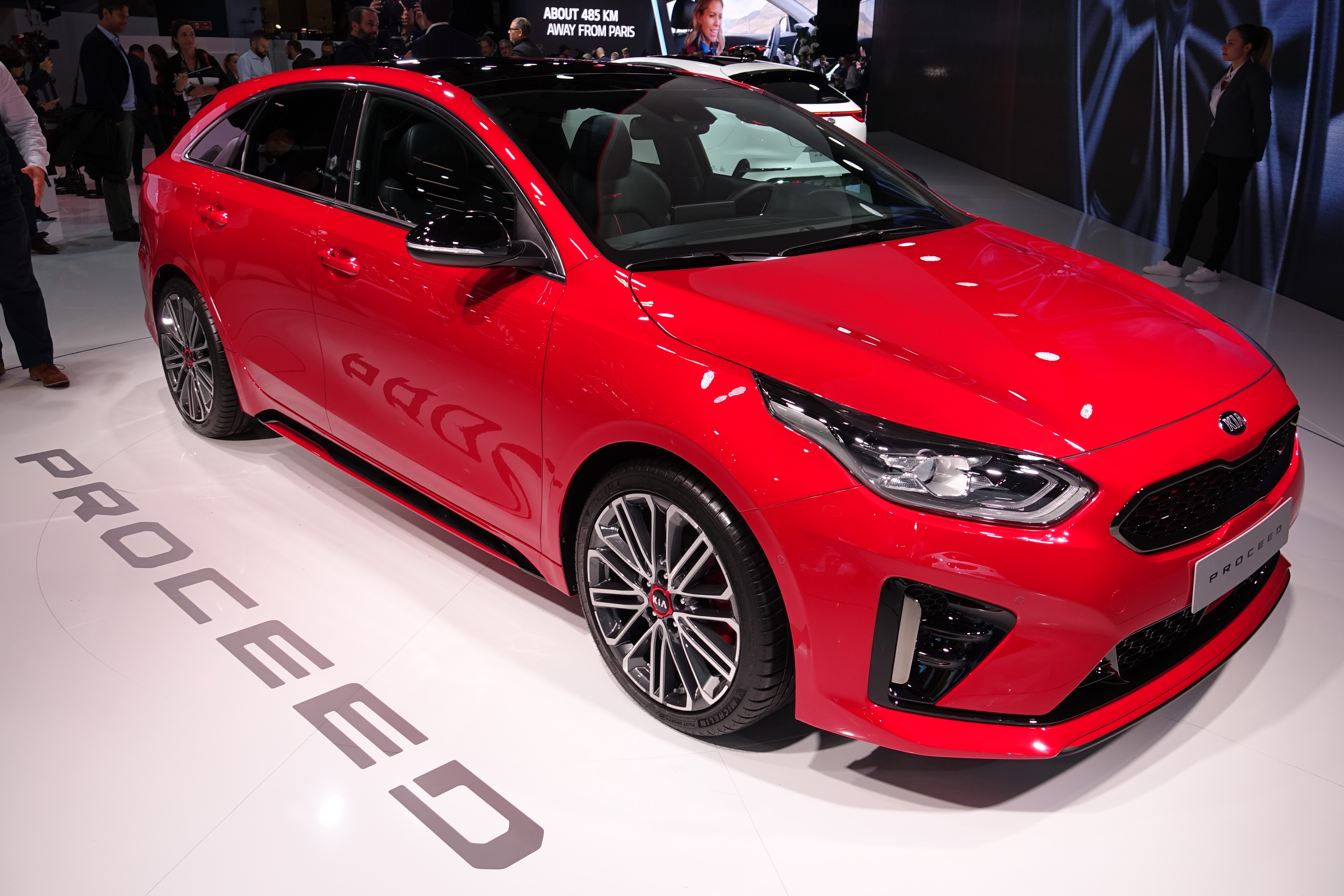
Kia ProCeed
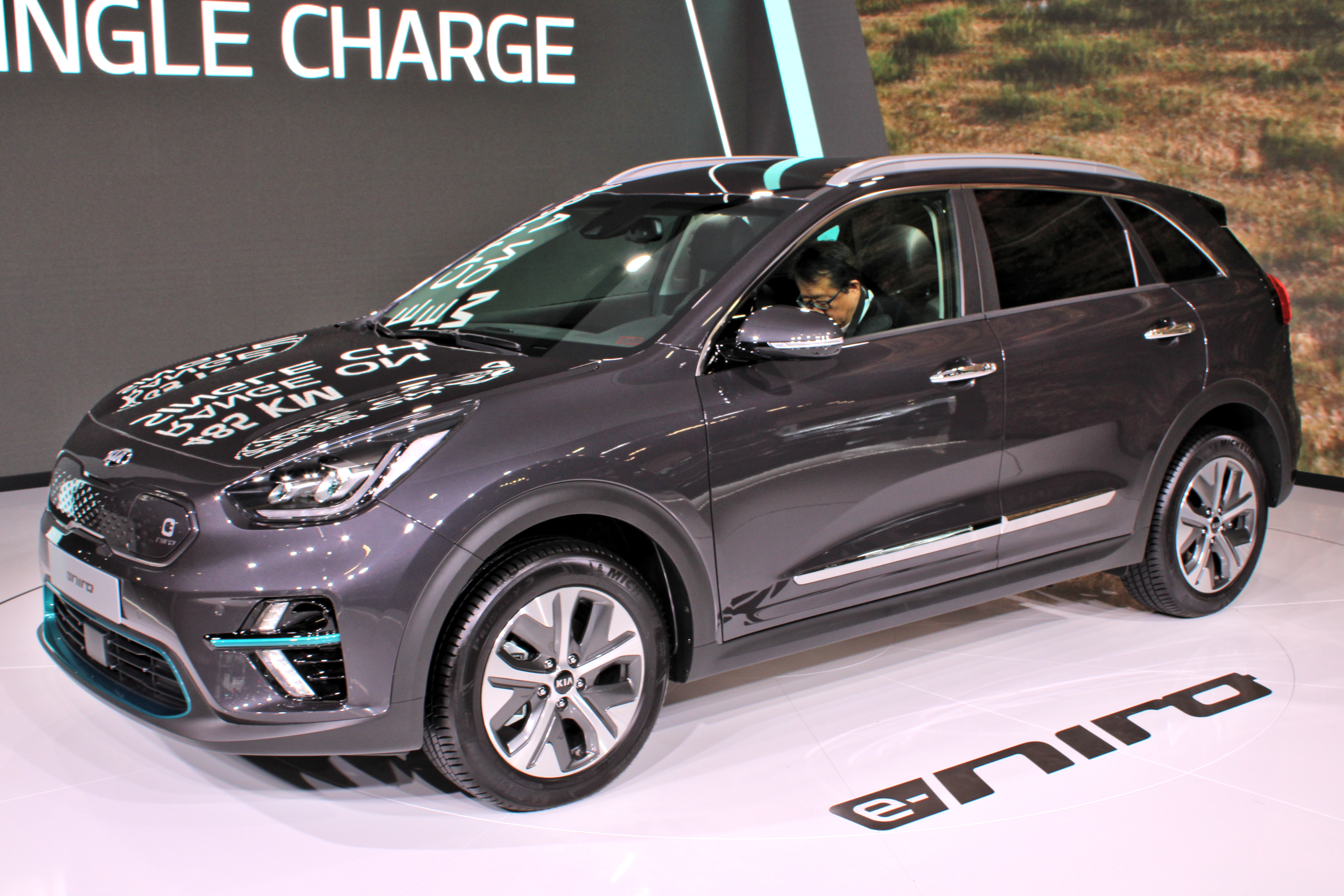
Kia e-Niro
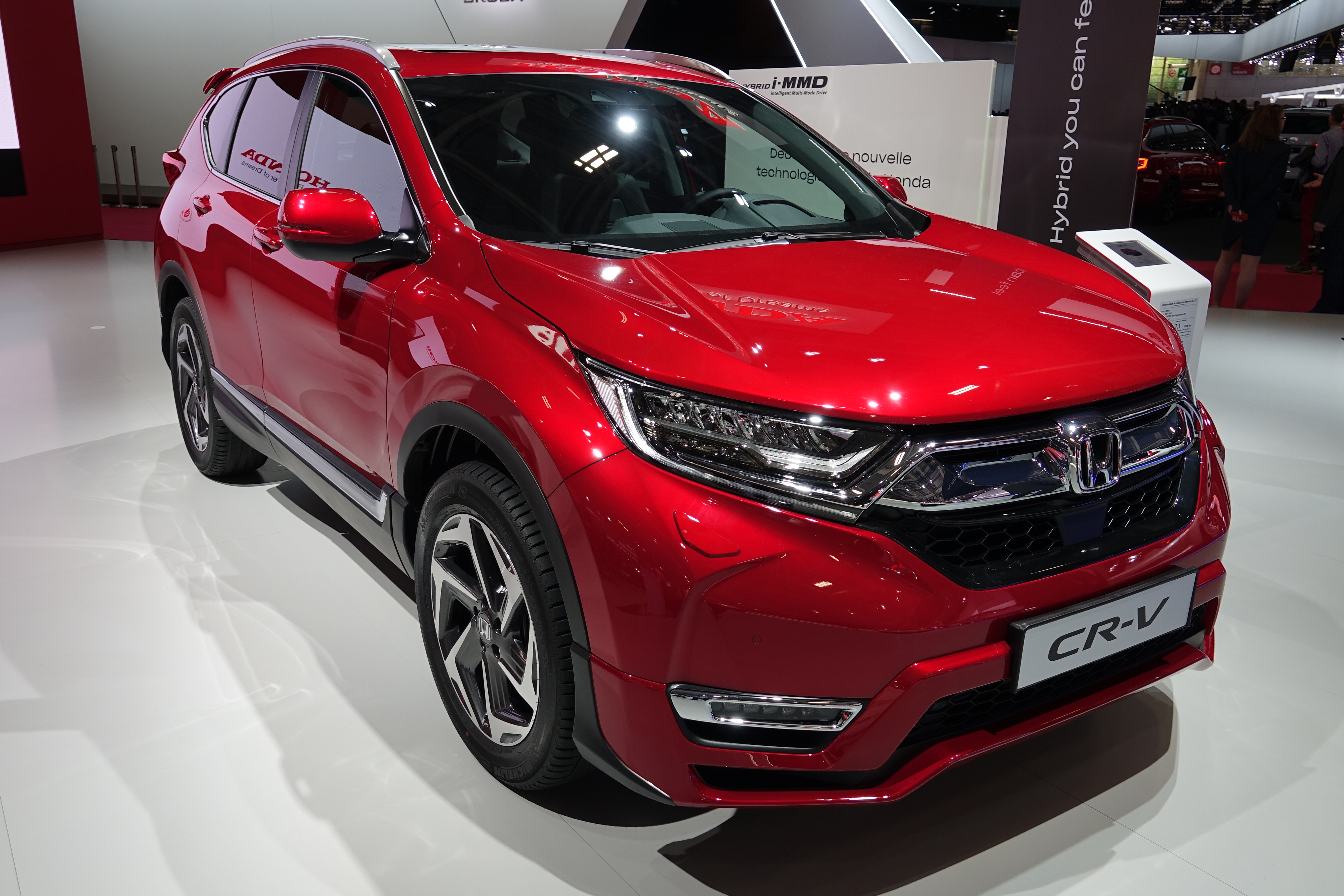
Honda CR-V V
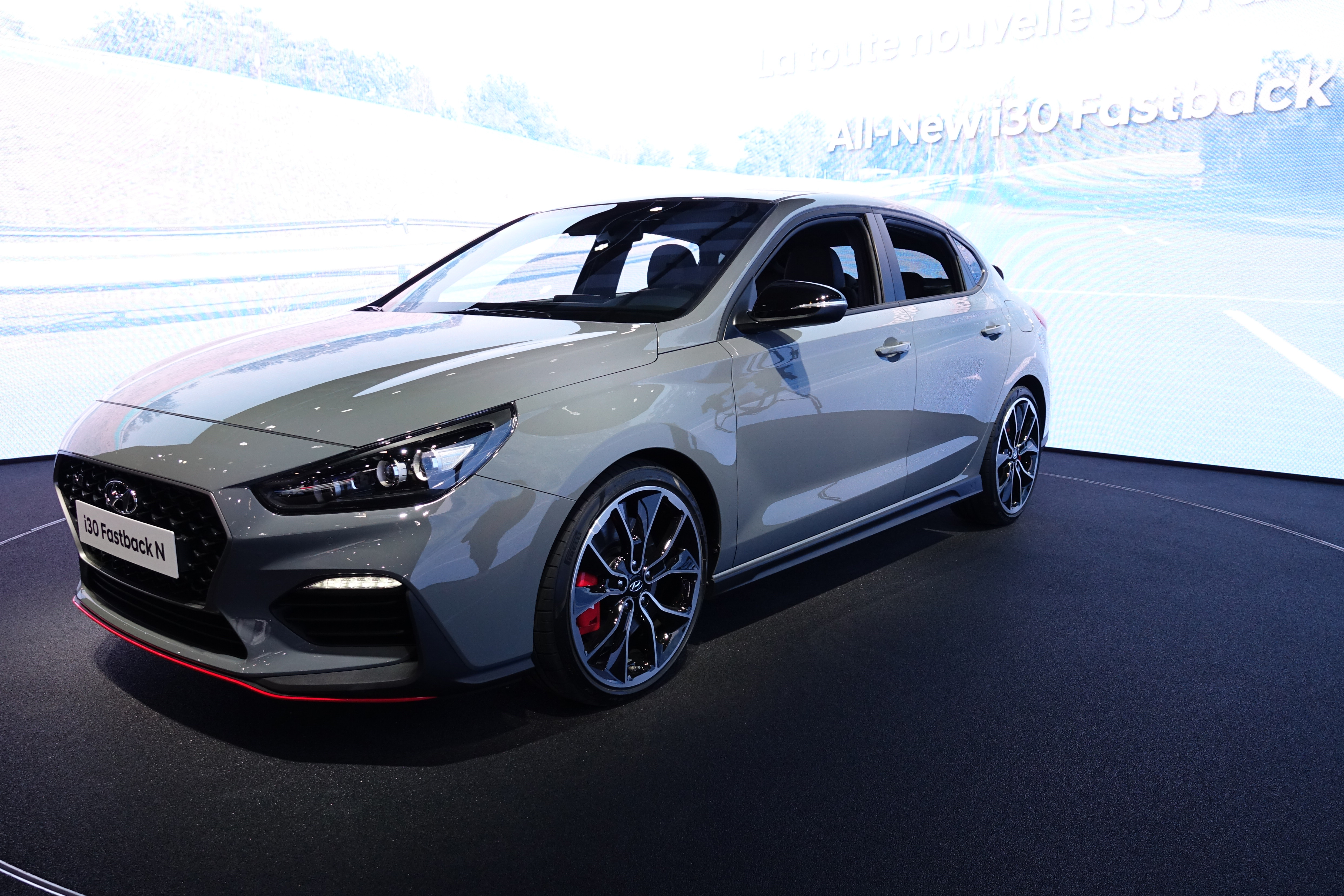
Hyundai i30 Fastback N
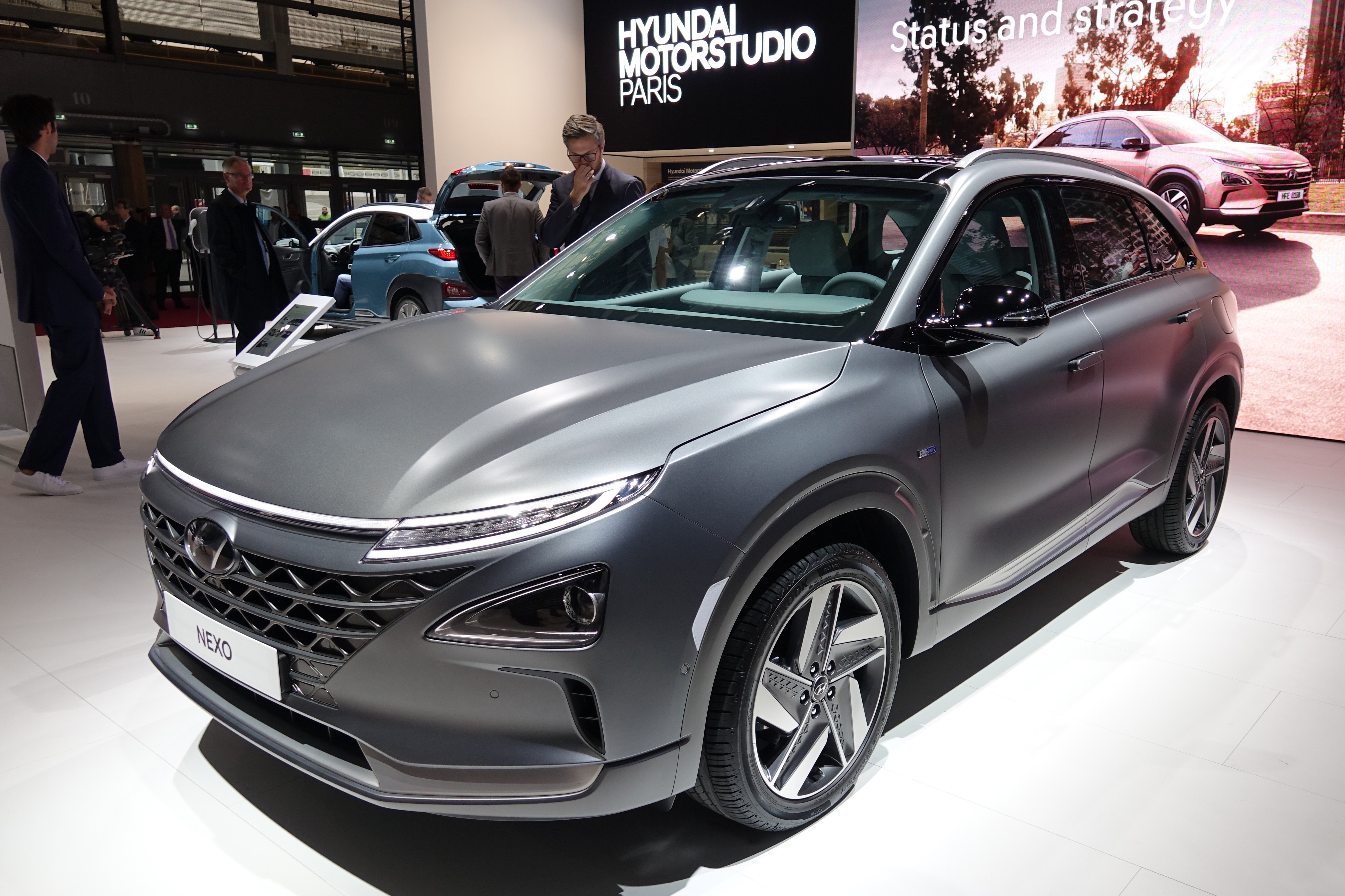
Hyundai Nexo
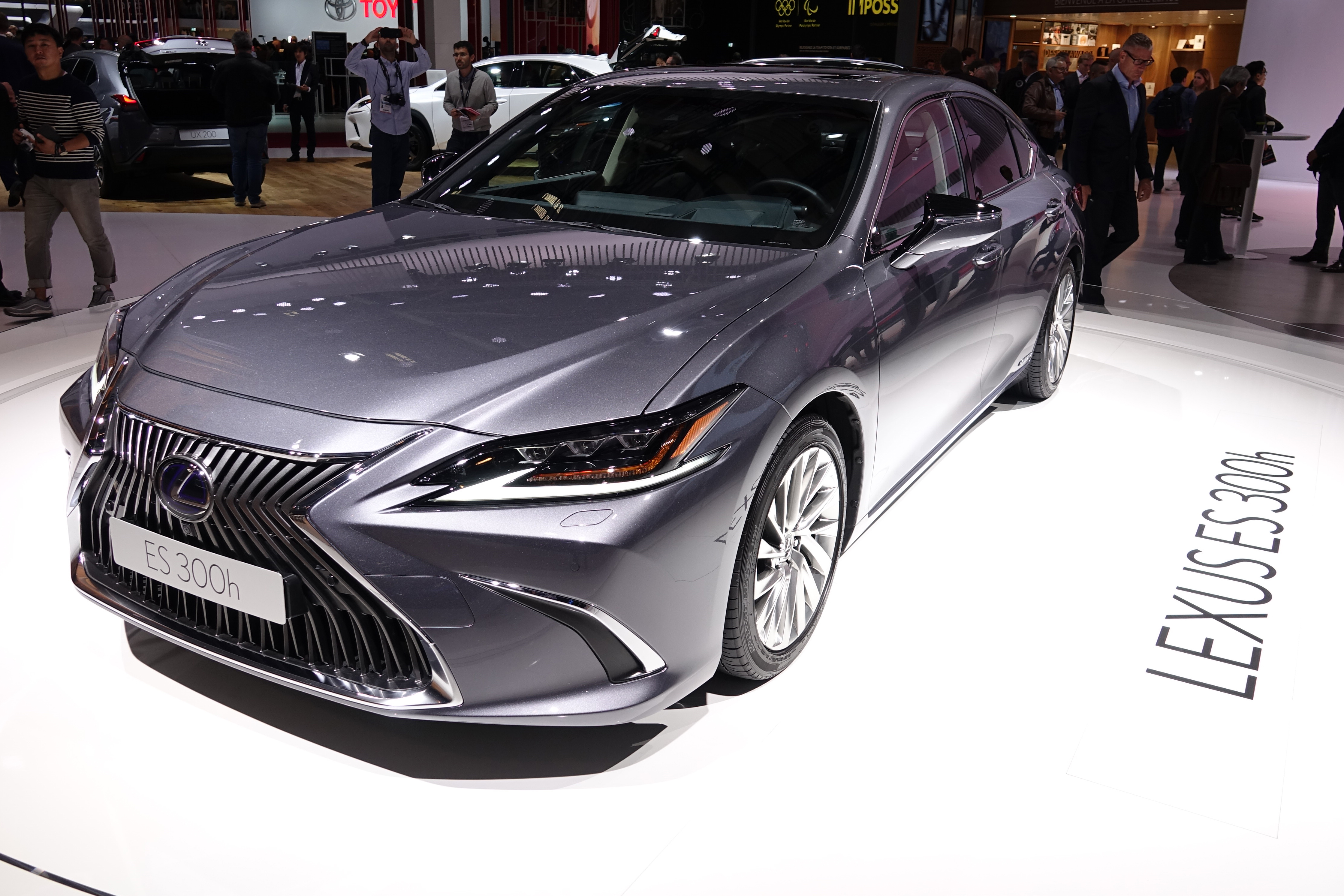
Lexus ES VII
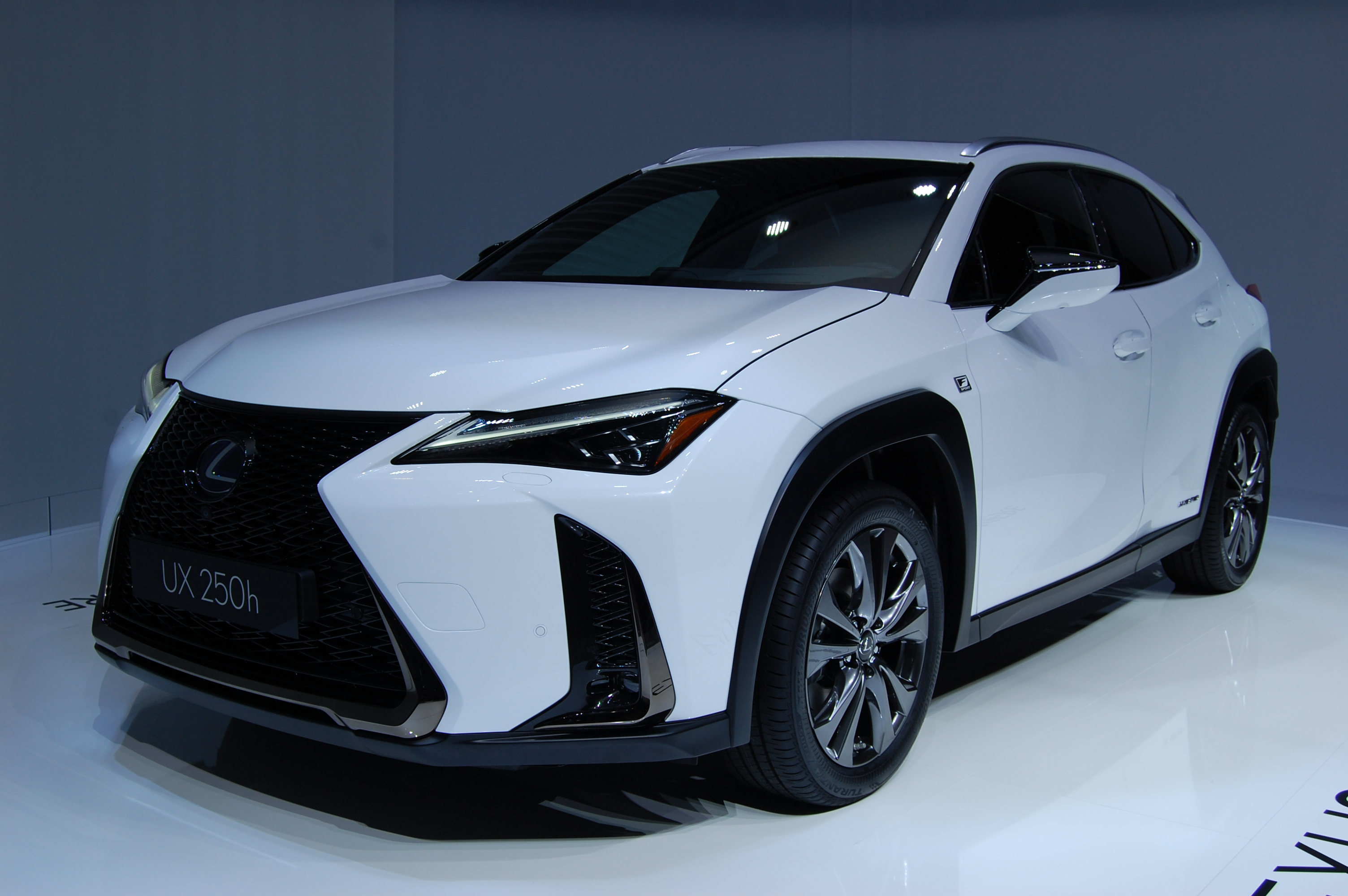
Lexus UX
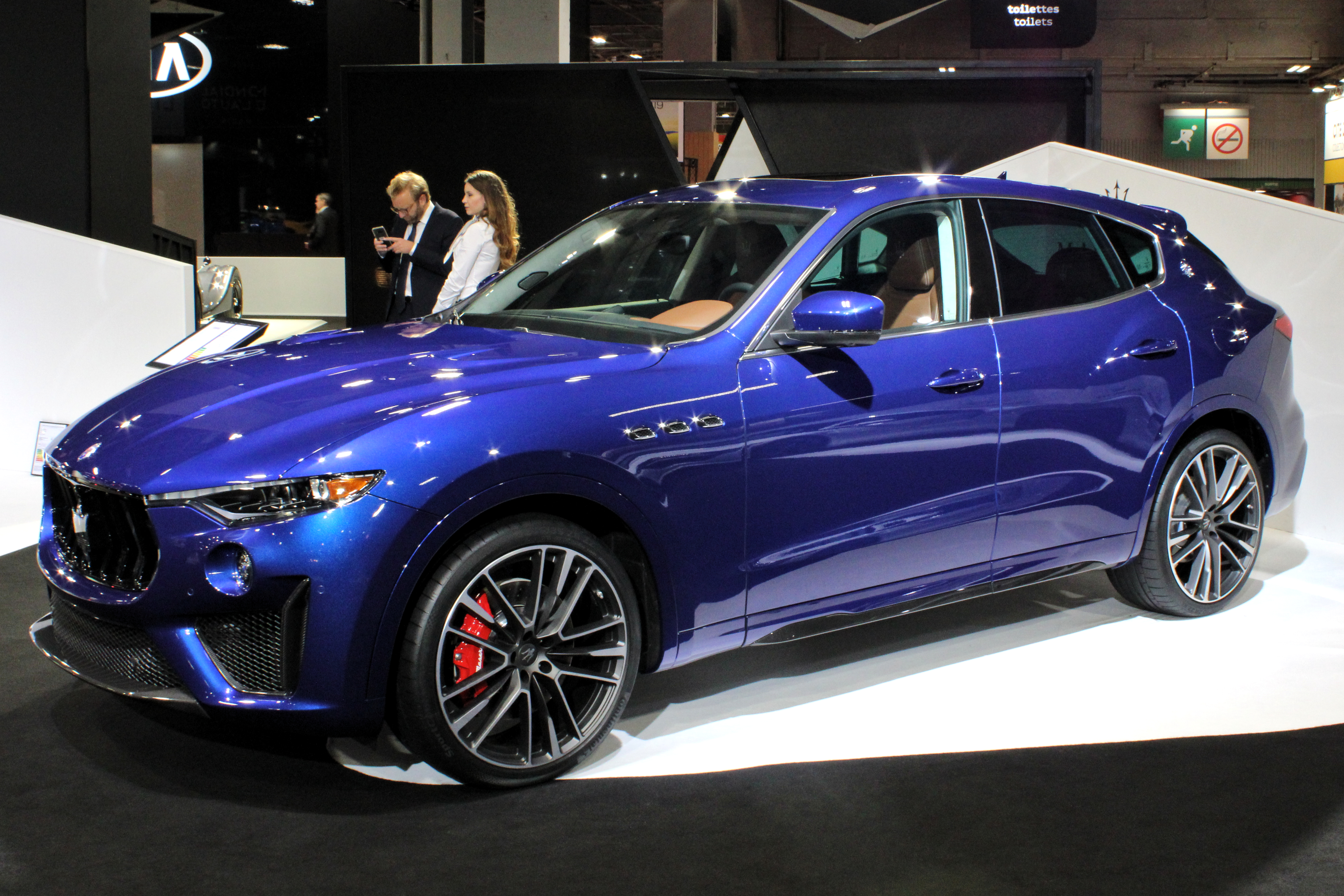
Maserati Levante Trofeo
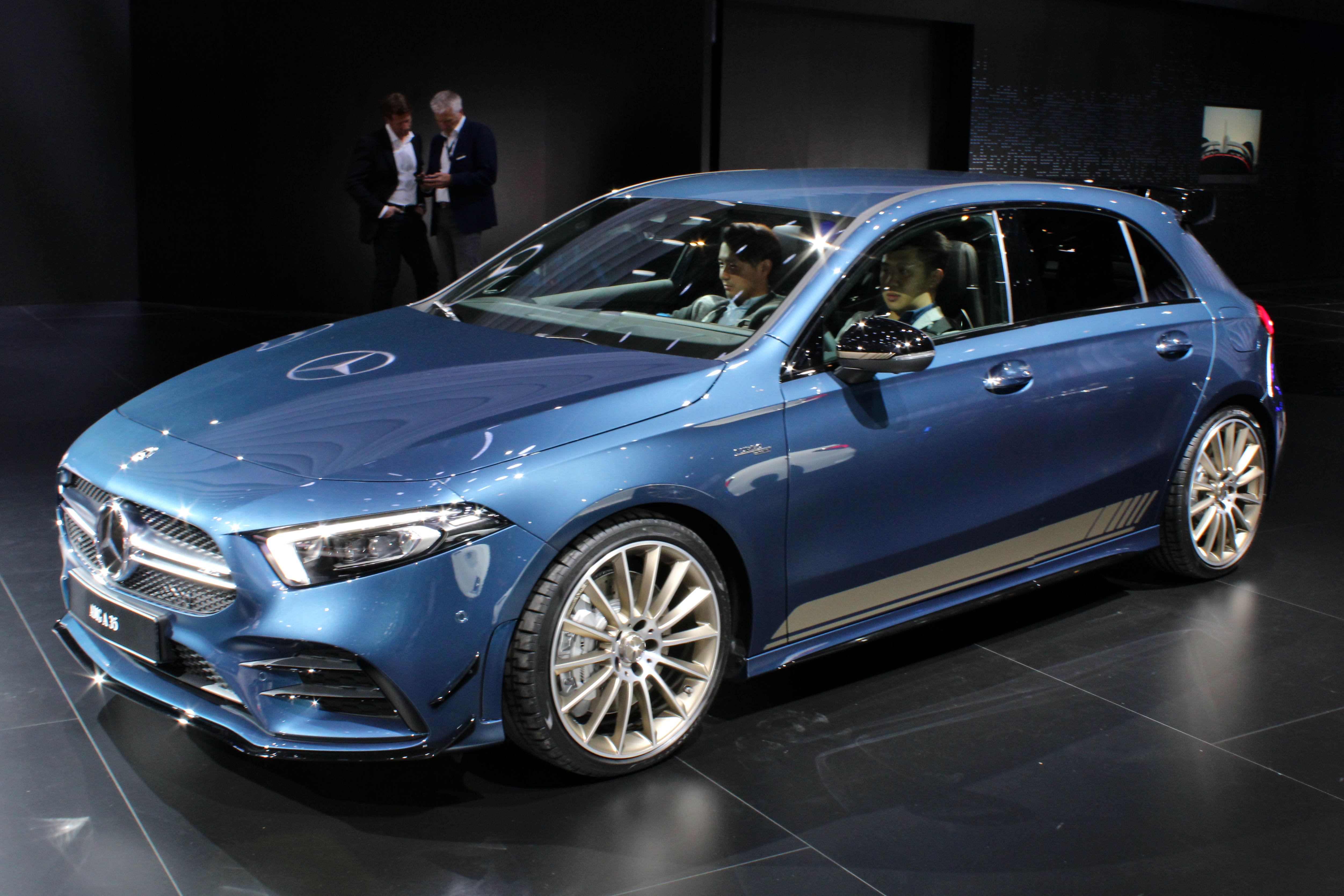
Mercedes-Benz Classe A IV 35 AMG
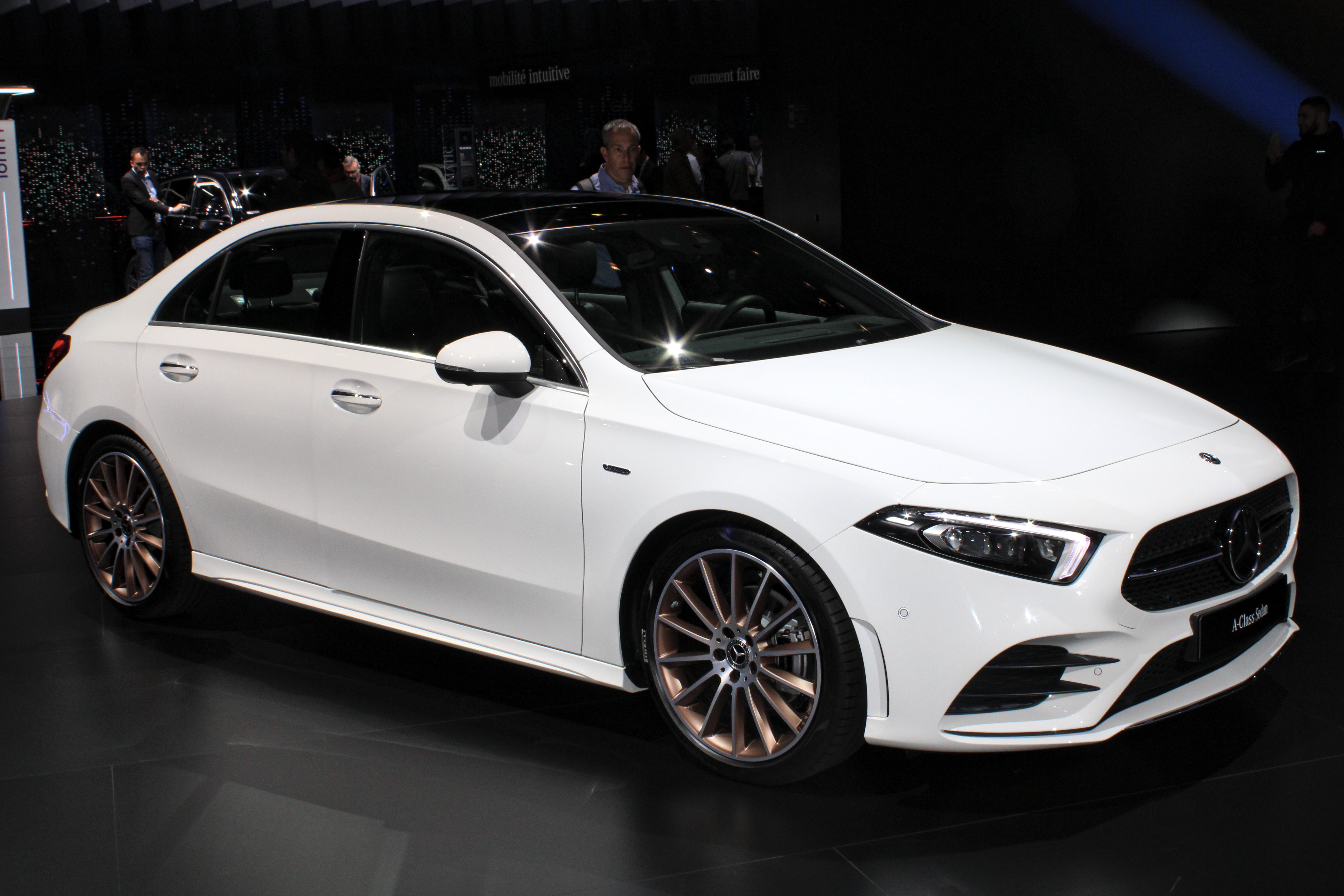
Mercedes-Benz Classe A IV berline
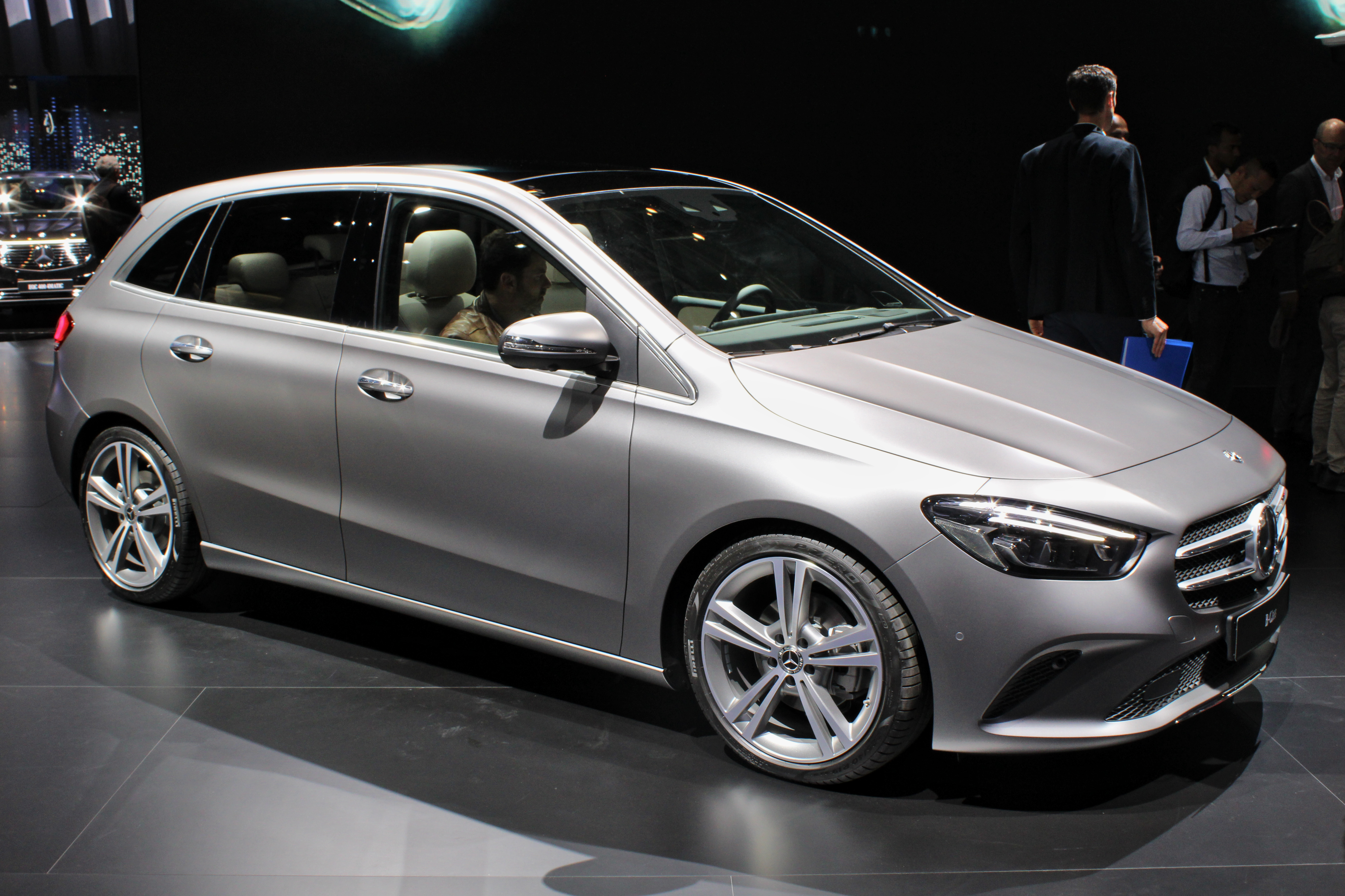
Mercedes-Benz Classe B III
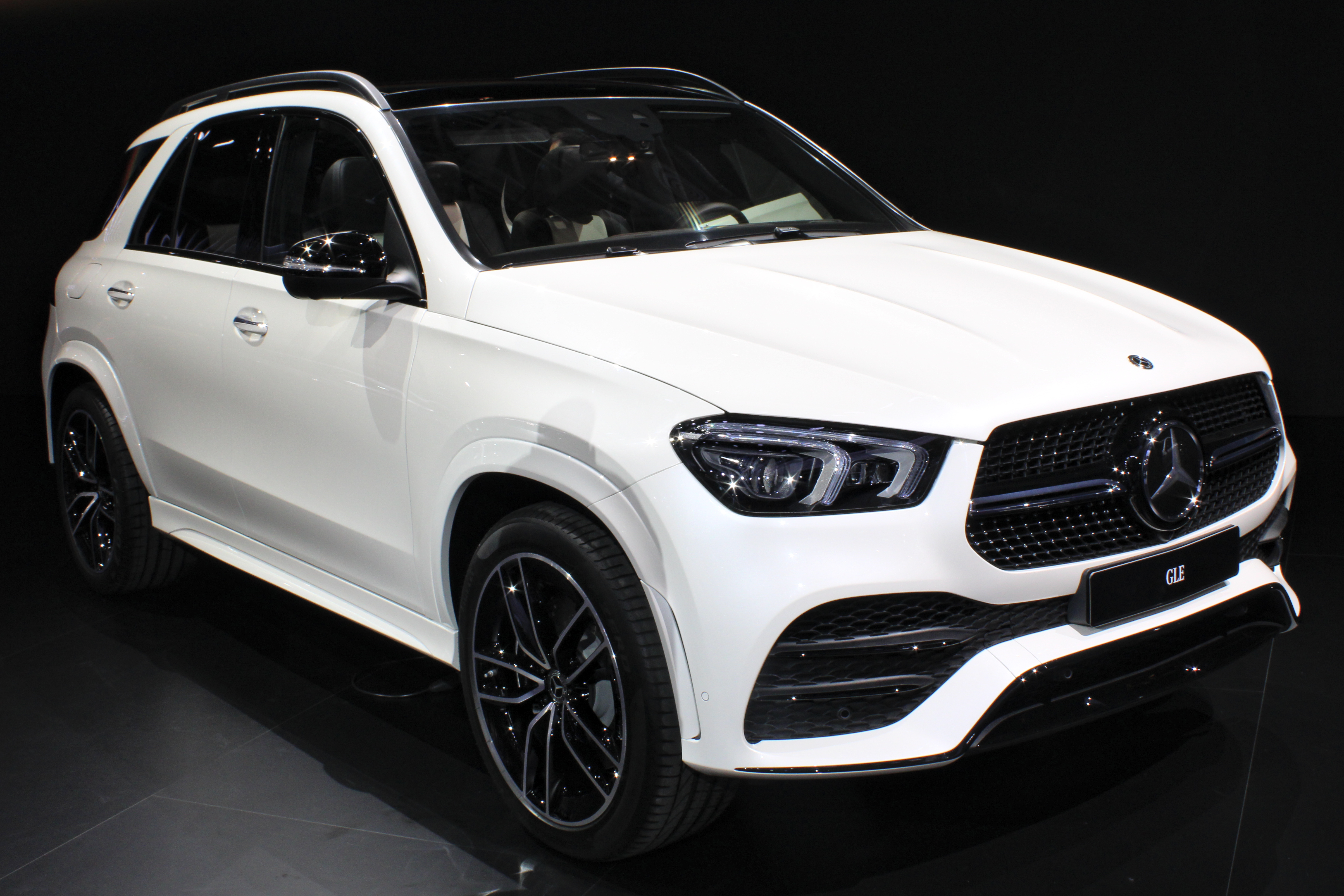
Mercedes-Benz Classe GLE II
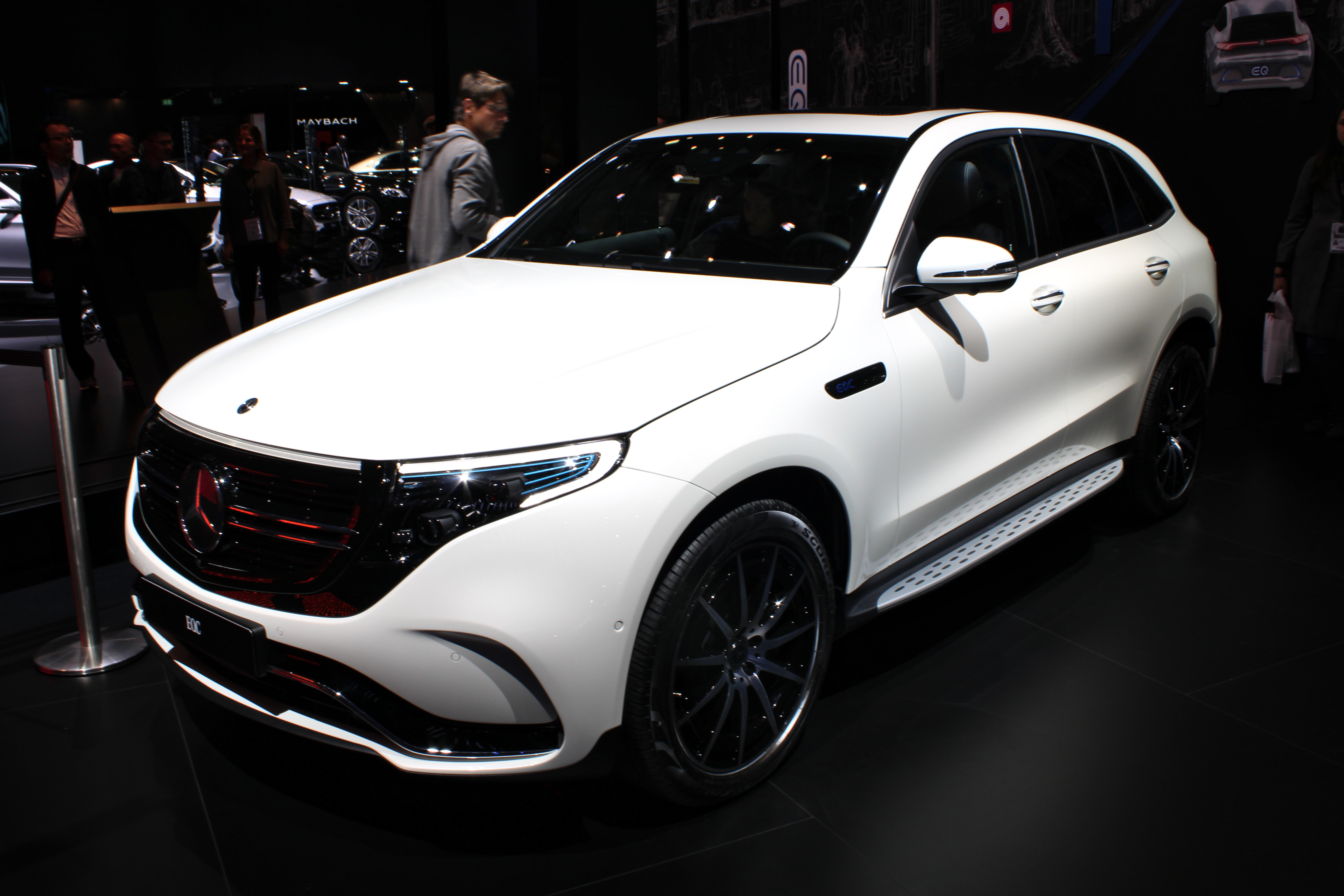
Mercedes-Benz EQC
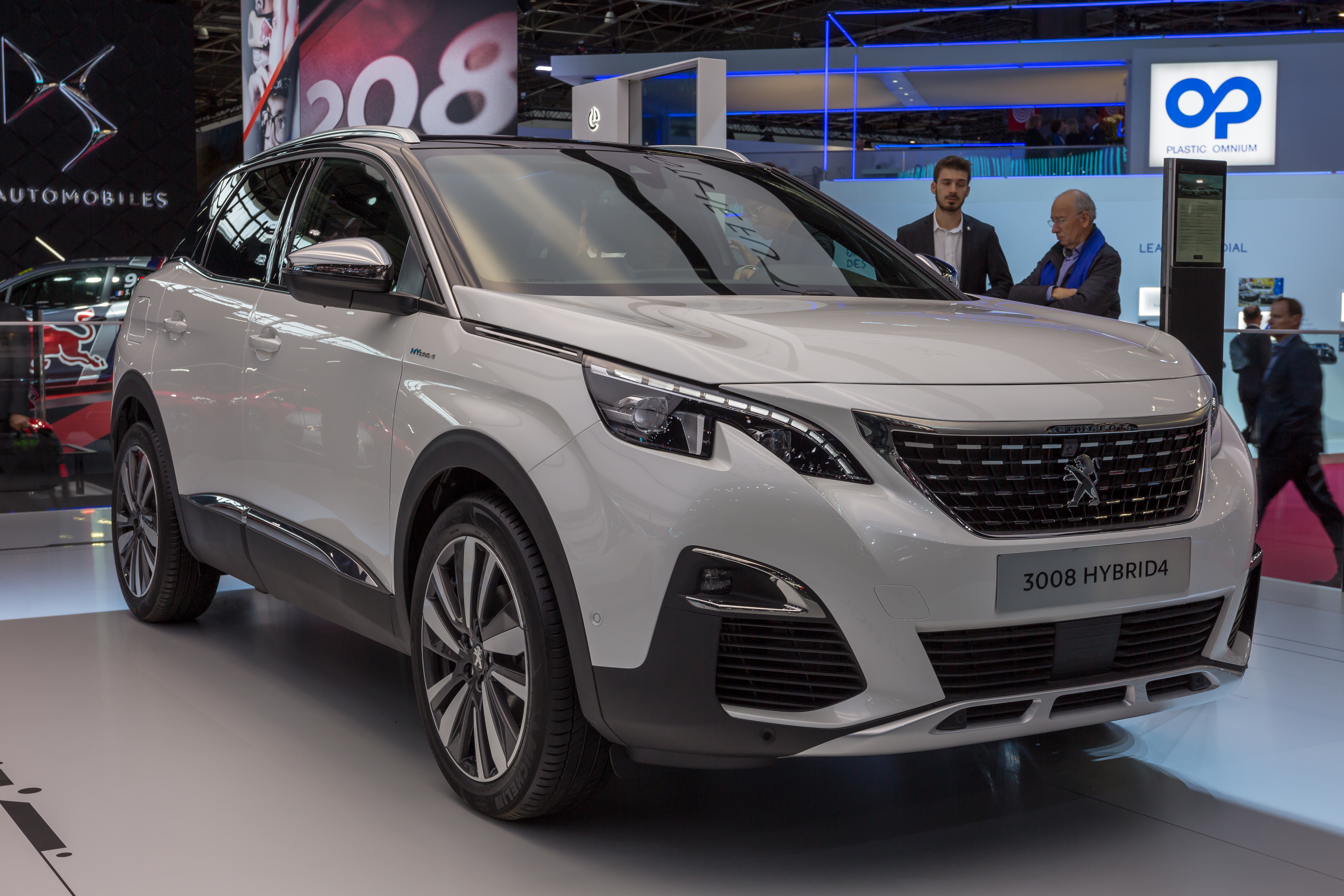
Peugeot 3008 II Hybrid4
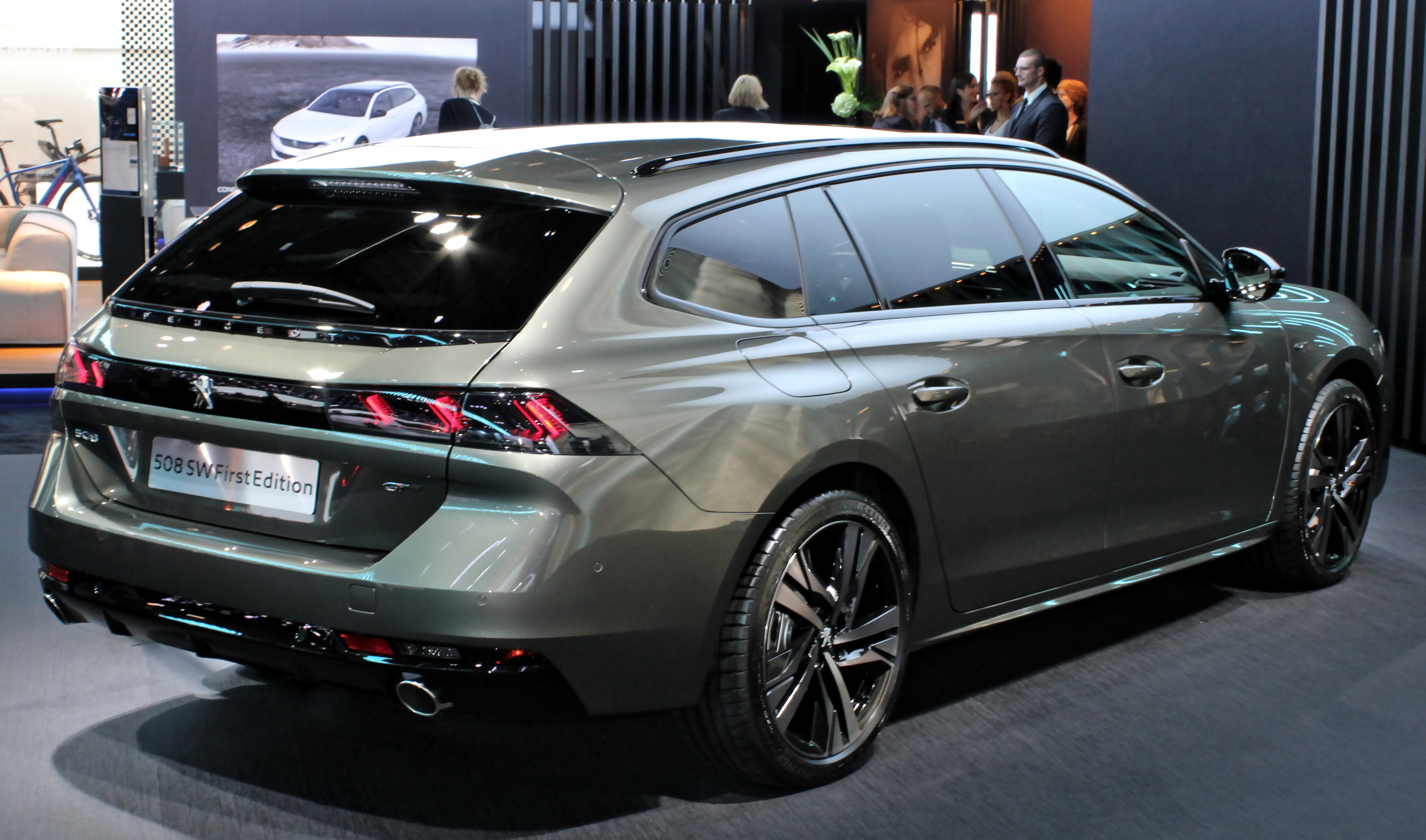
Peugeot 508 II SW
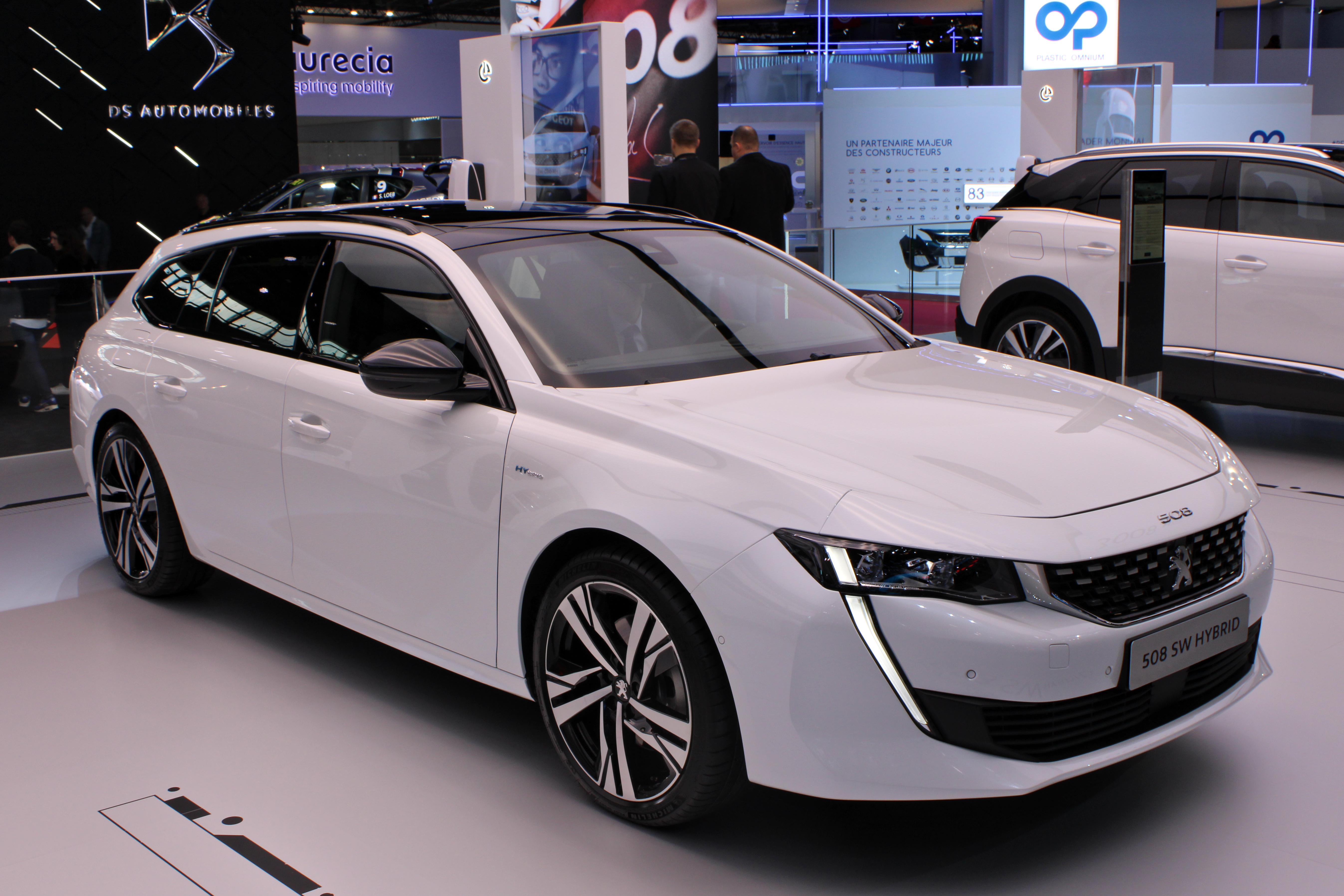
Peugeot 508 II SW Hybrid
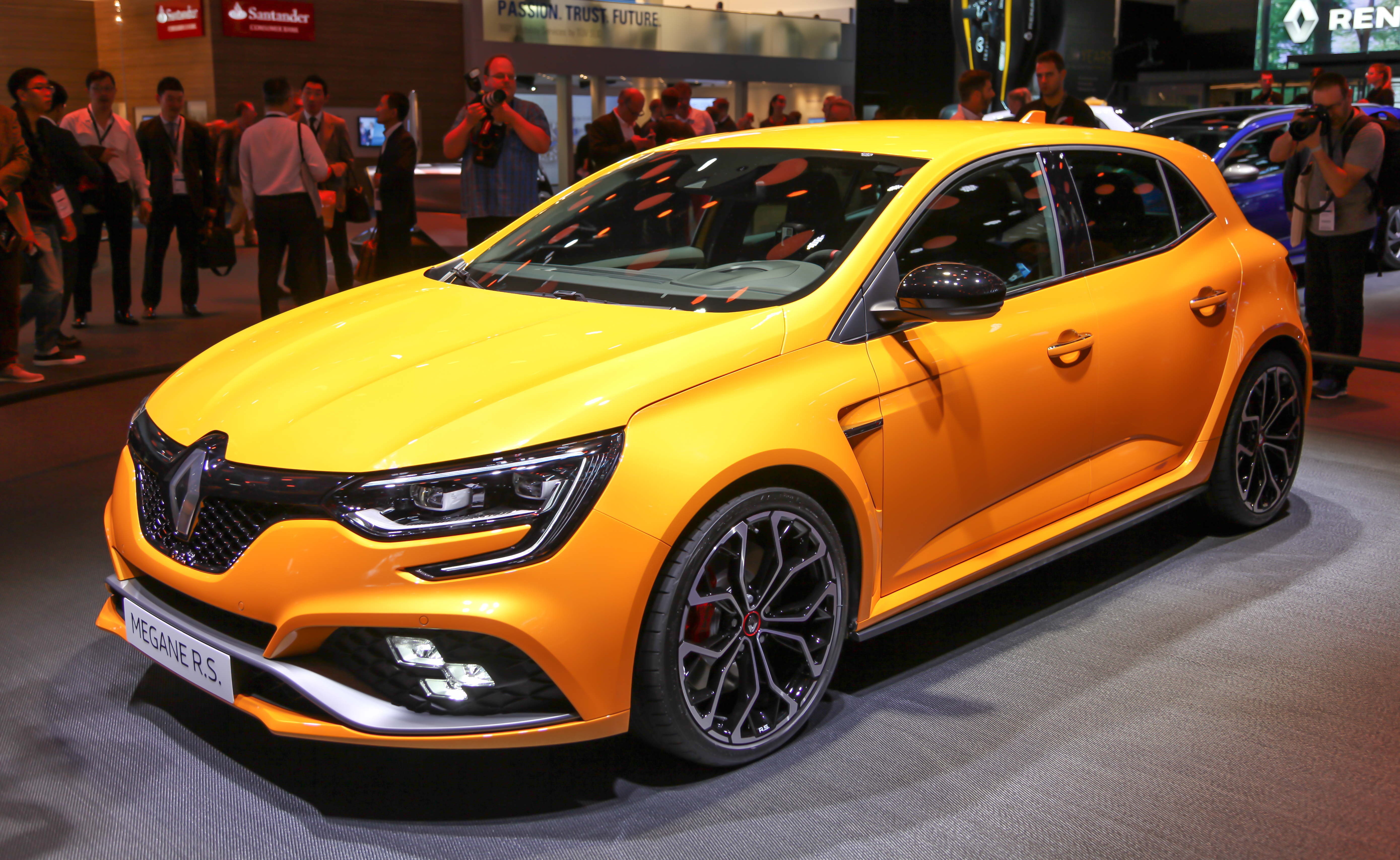
Renault Mégane IV RS Trophy
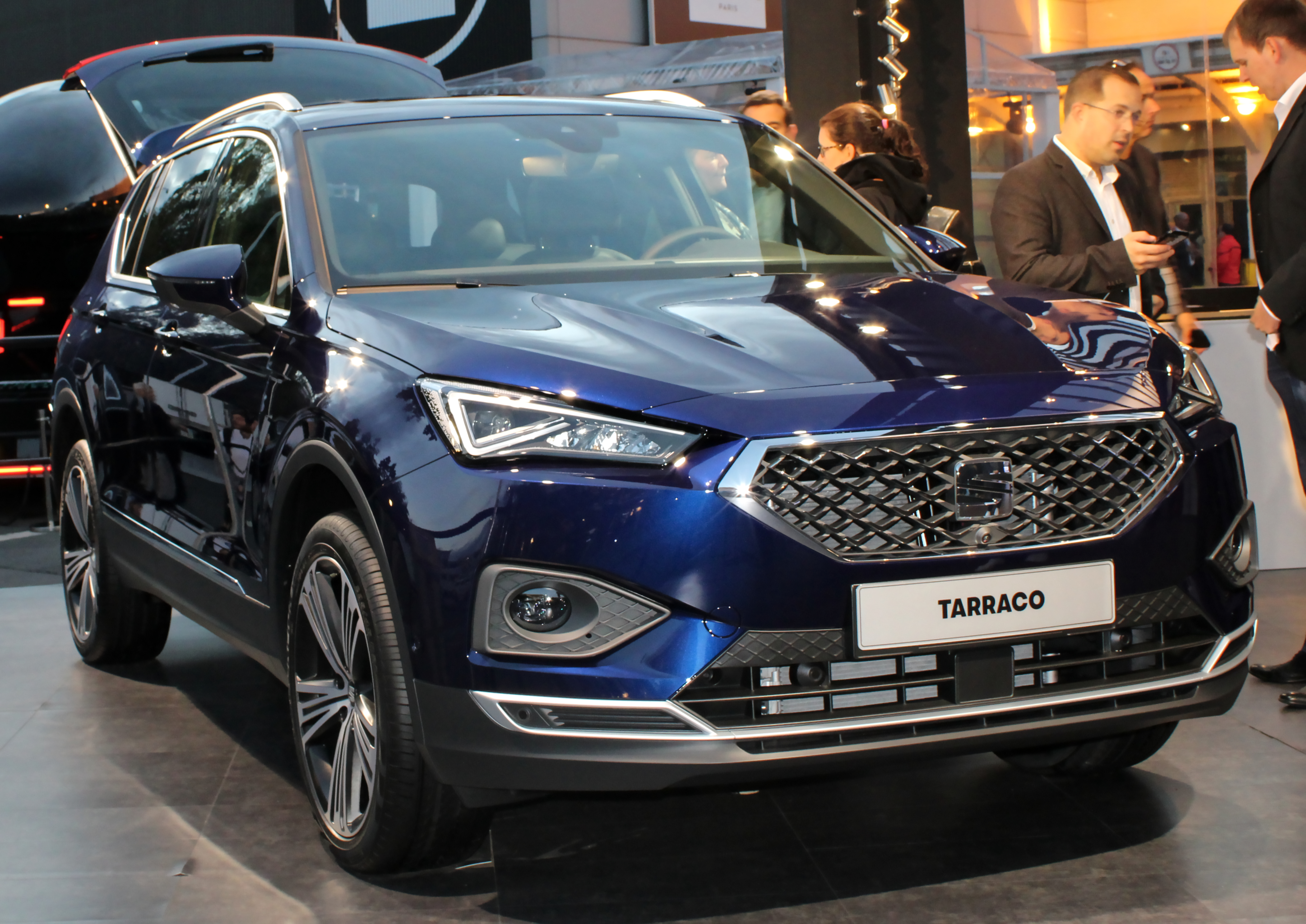
Seat Tarraco
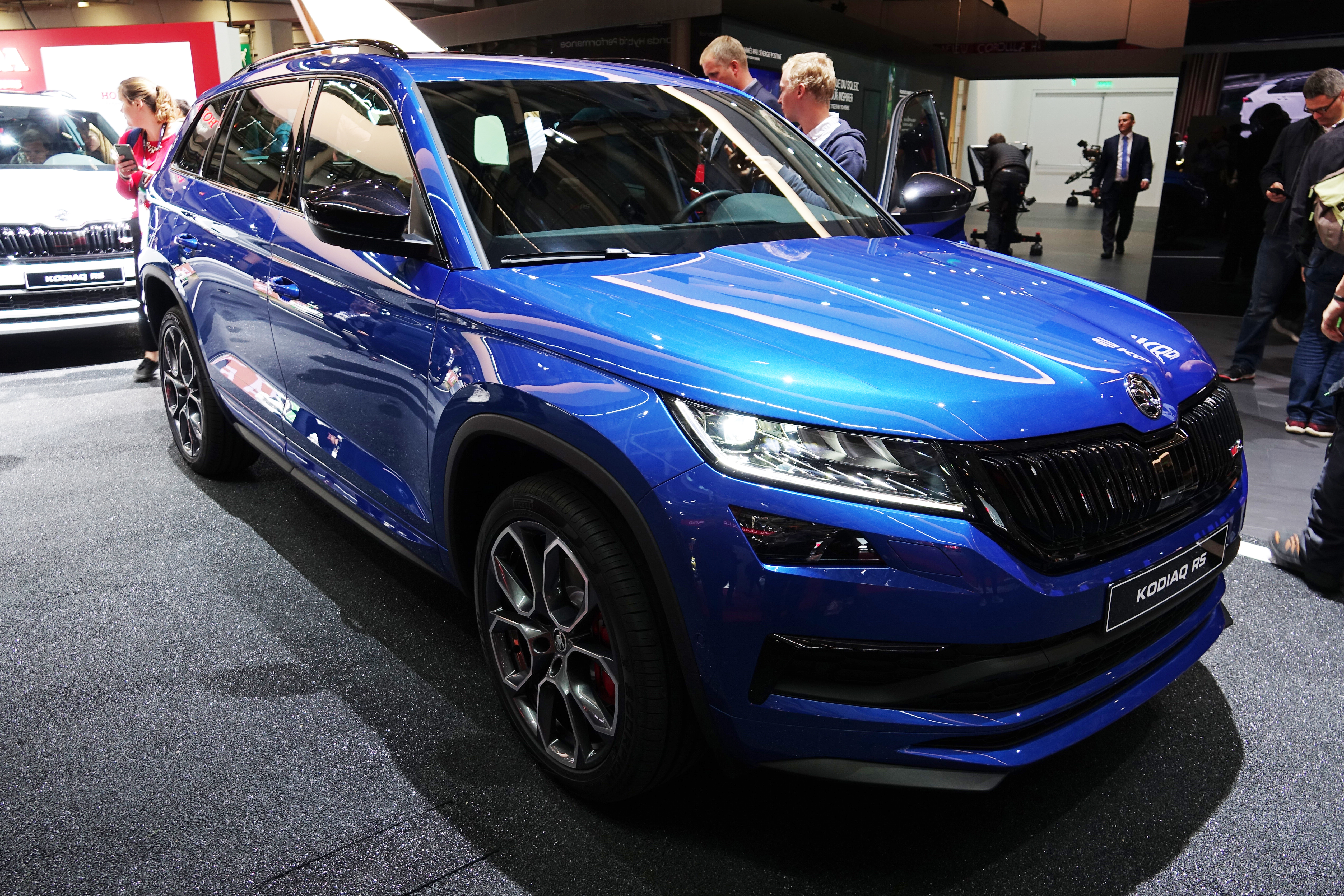
Škoda Kodiaq RS
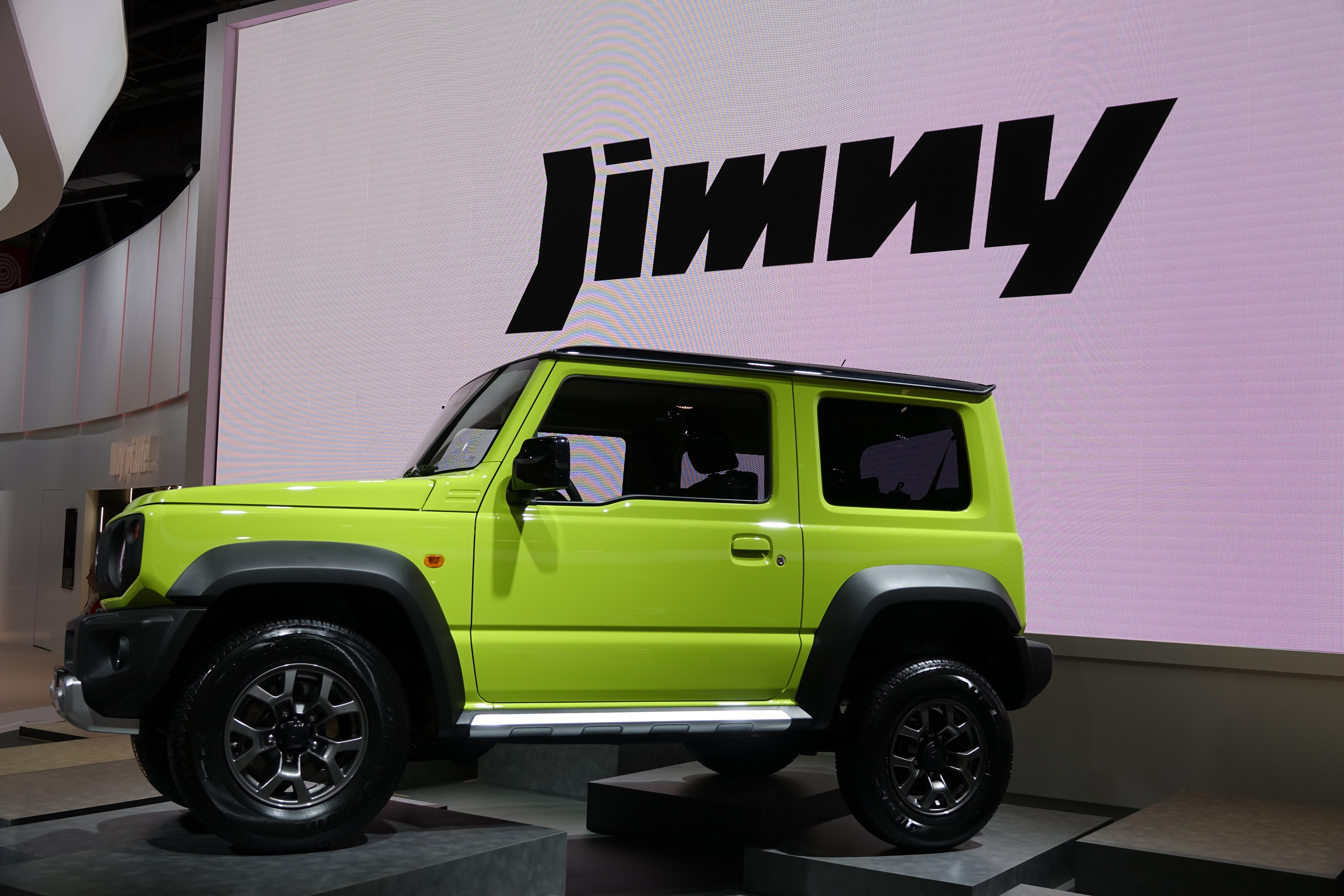
Suzuki Jimny IV
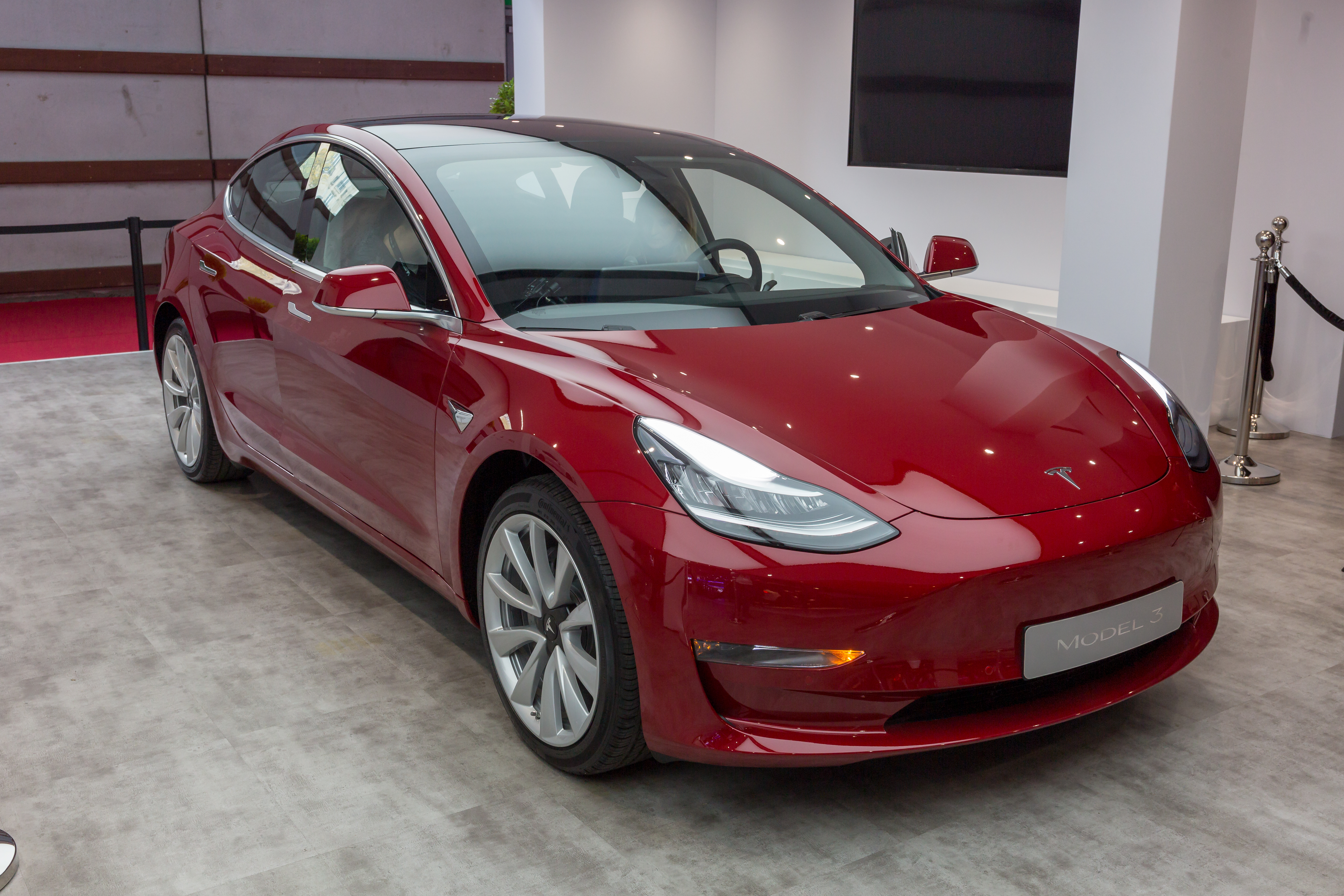
Tesla Model 3
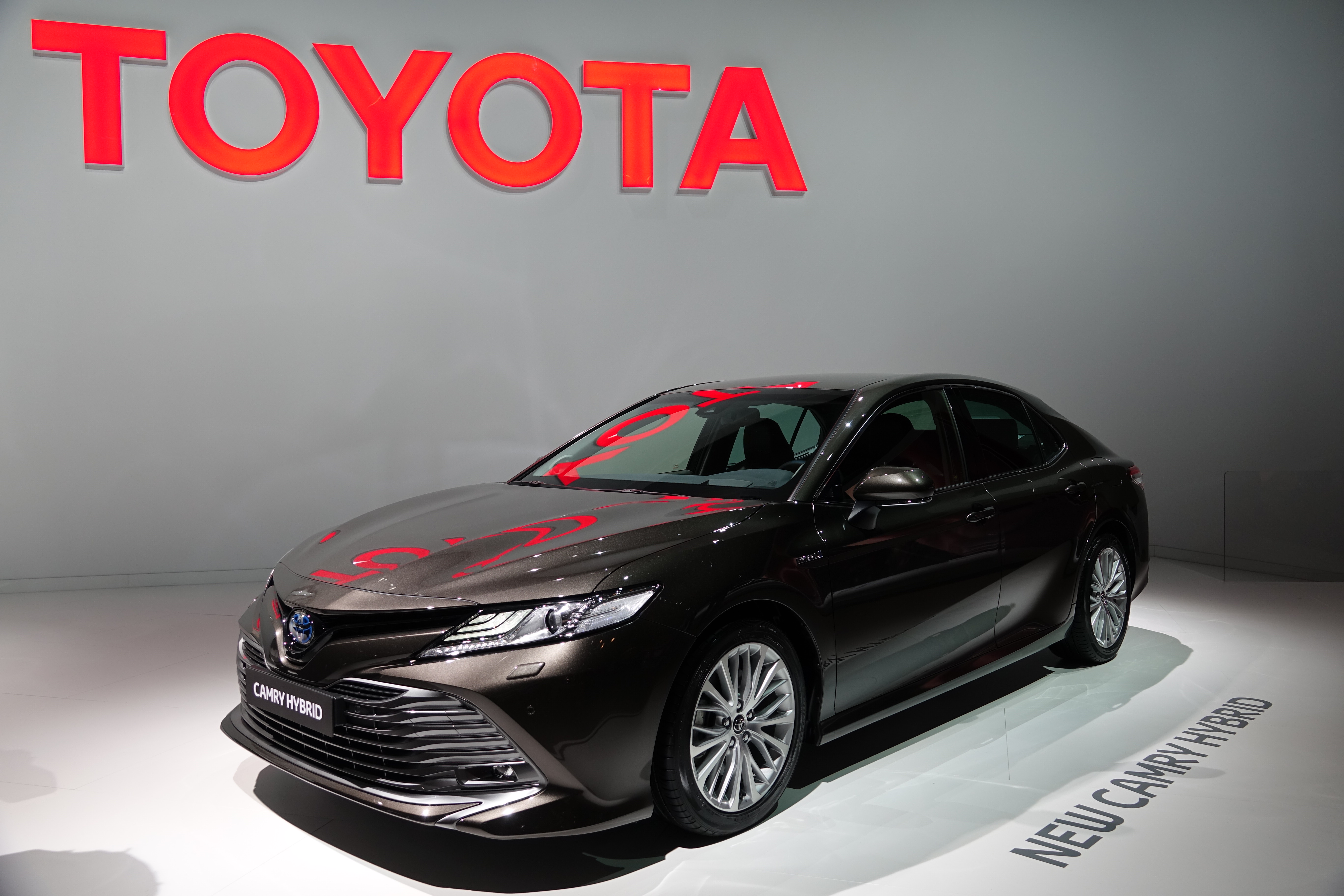
Toyota Camry
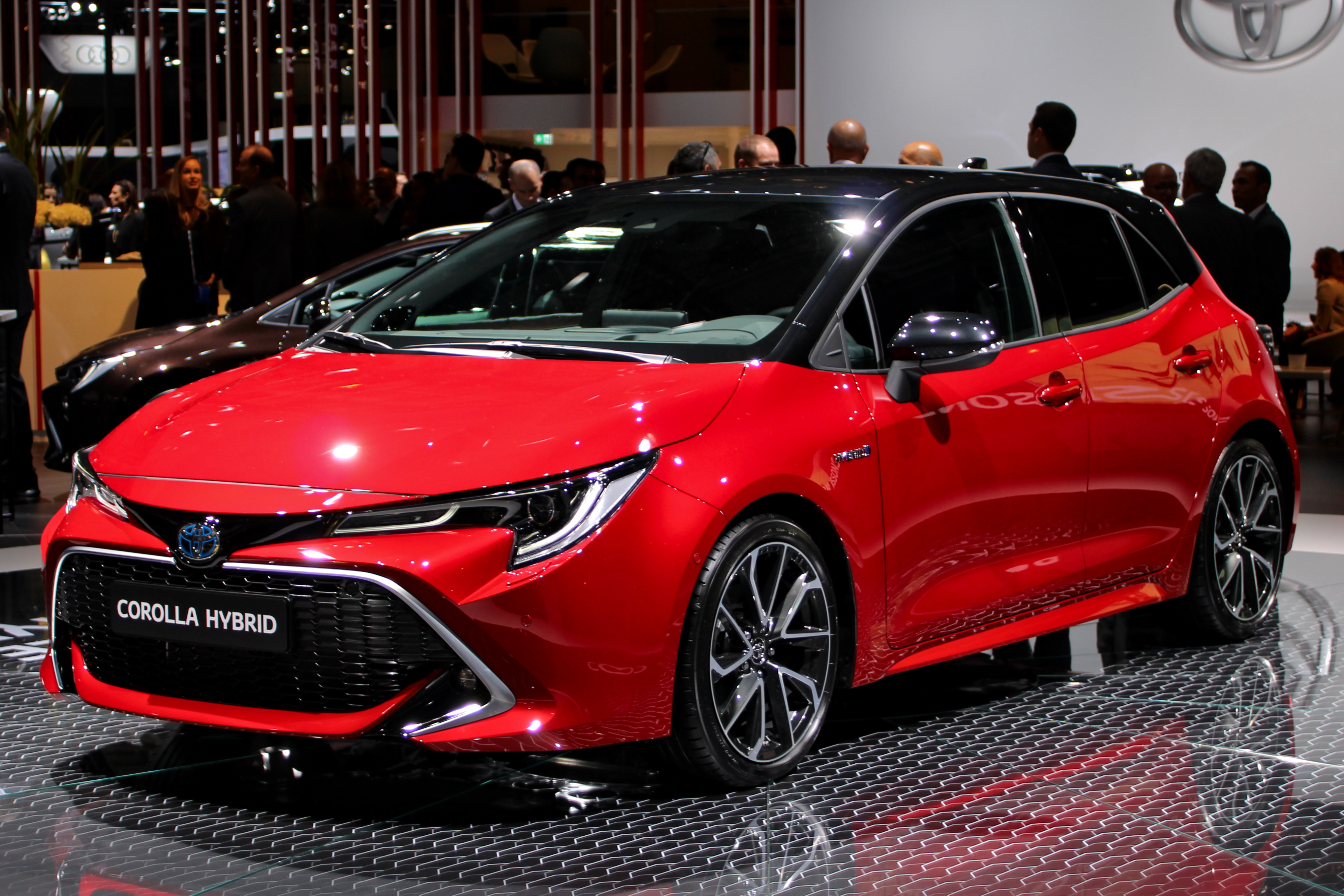
Toyota Corolla XII
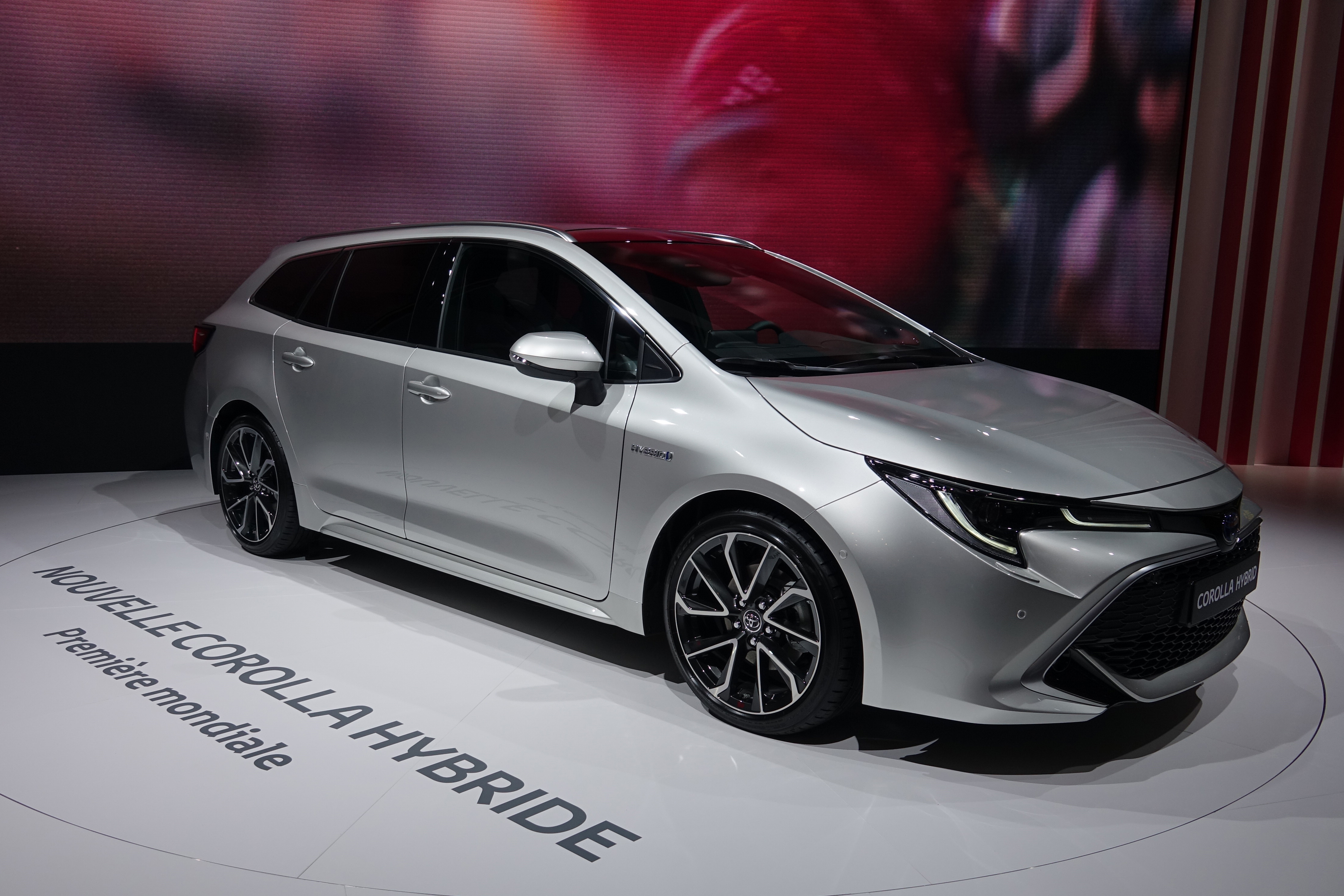
Toyota Corolla Touring Sports
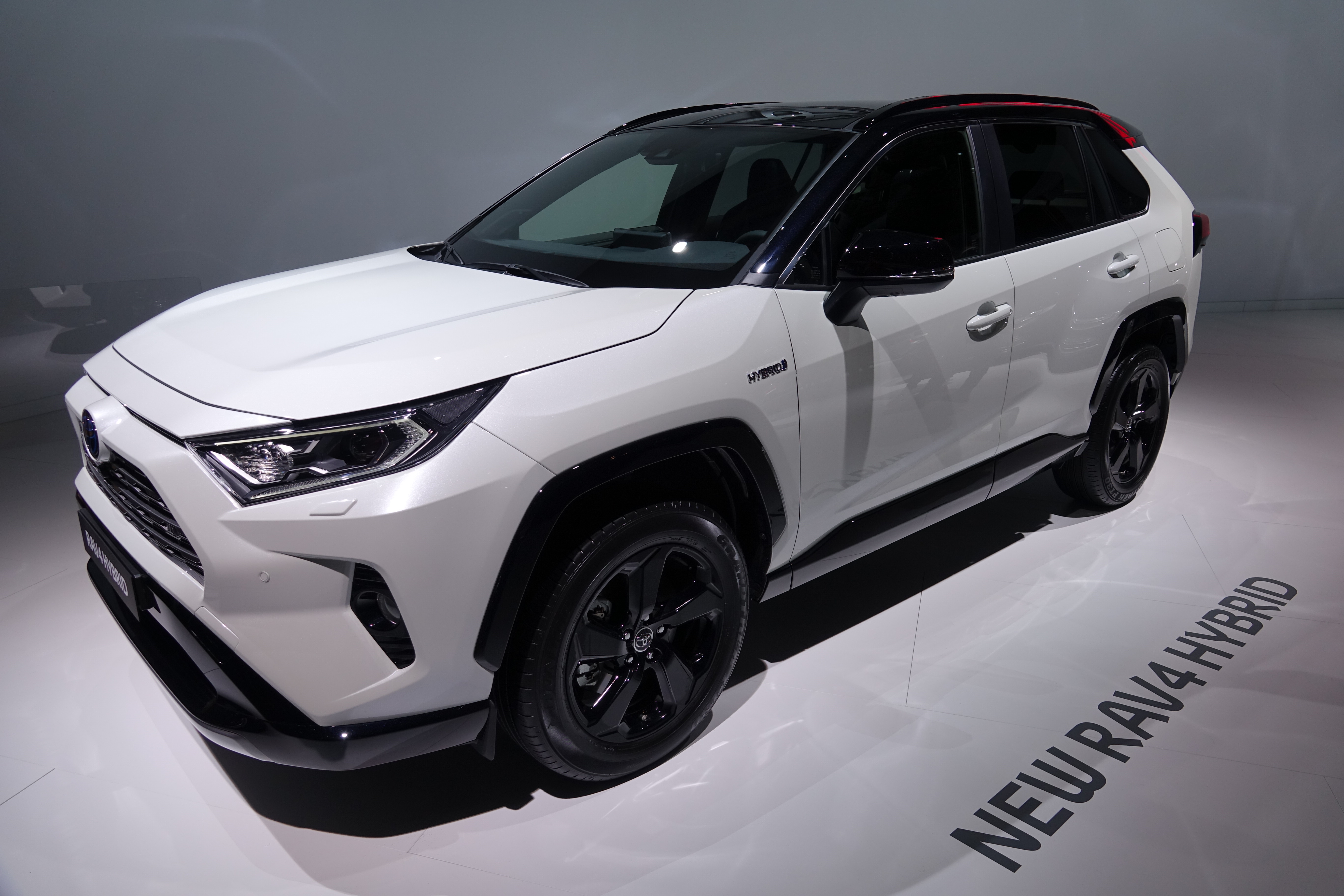
Toyota Rav4 V

#### Restylages
- Audi A4 V phase 2
- Audi TT III phase 2
- Honda HR-V II phase 2
- Hyundai Tucson III phase 2
- Kia Sportage IV phase 2
- Lexus RC phase 2
- Porsche Macan phase 2
- Renault Espace V phase 2
- Renault Kadjar phase 2[21]
- Suzuki Vitara II phase 2

Restylages
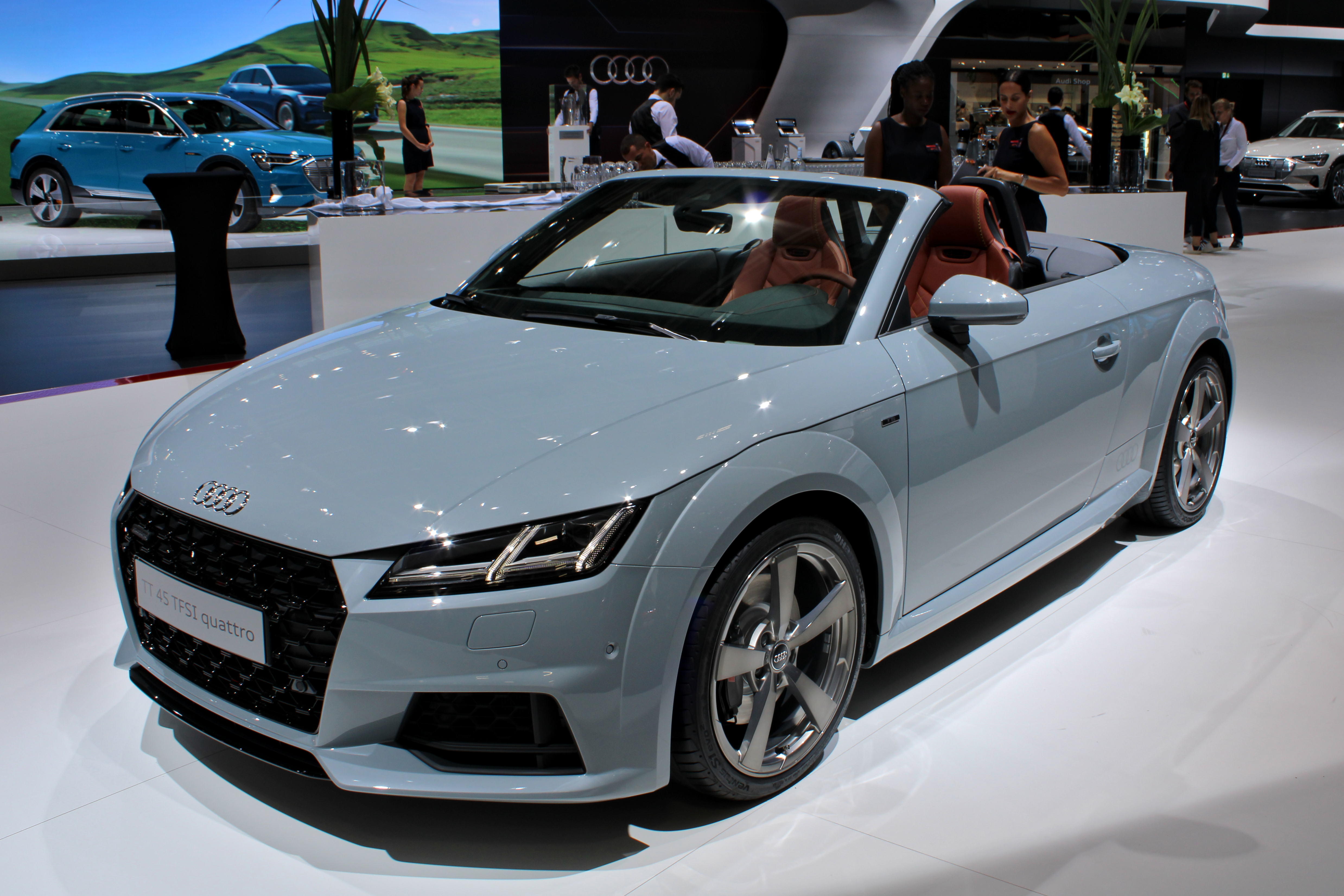
Audi TT
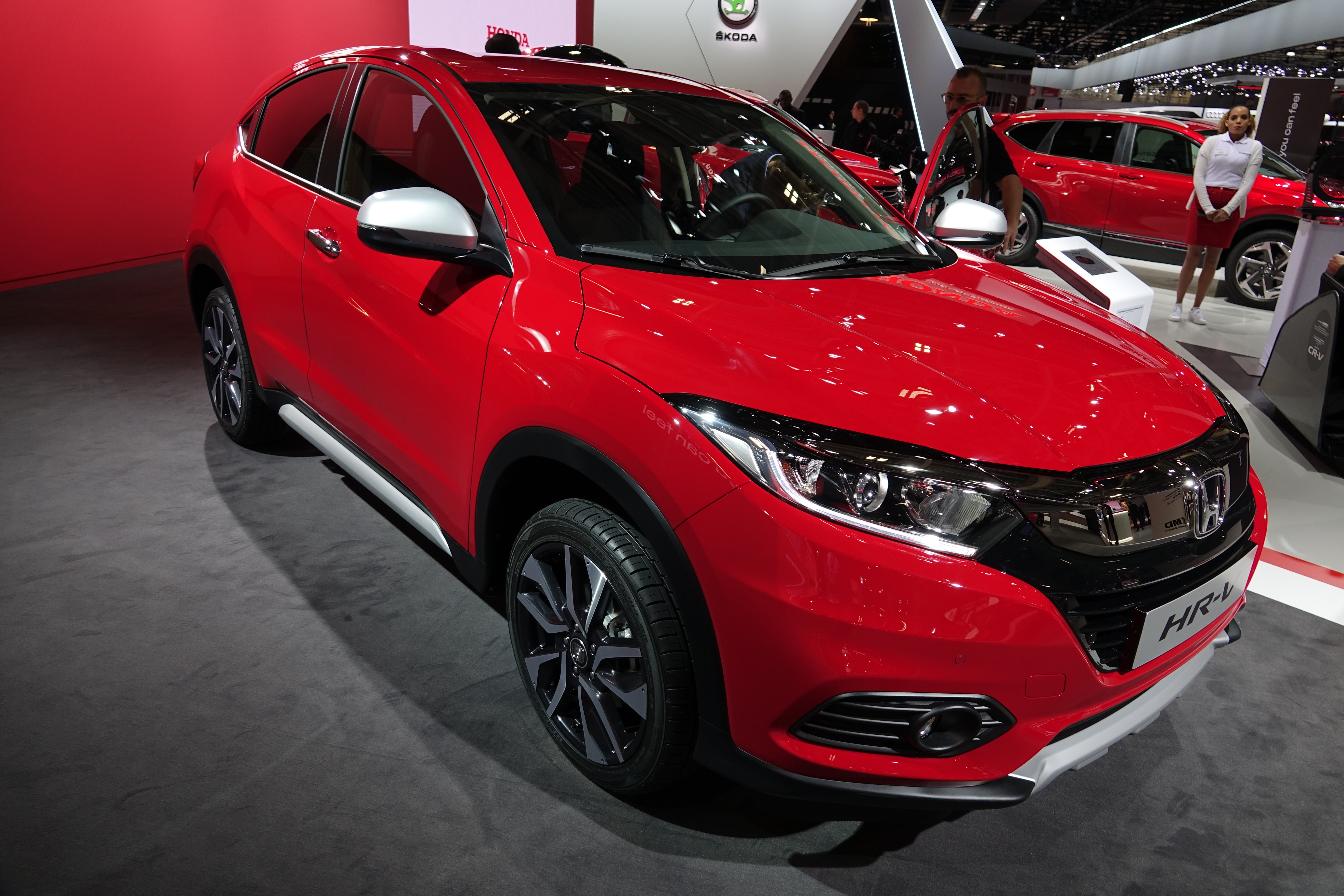
Honda HR-V
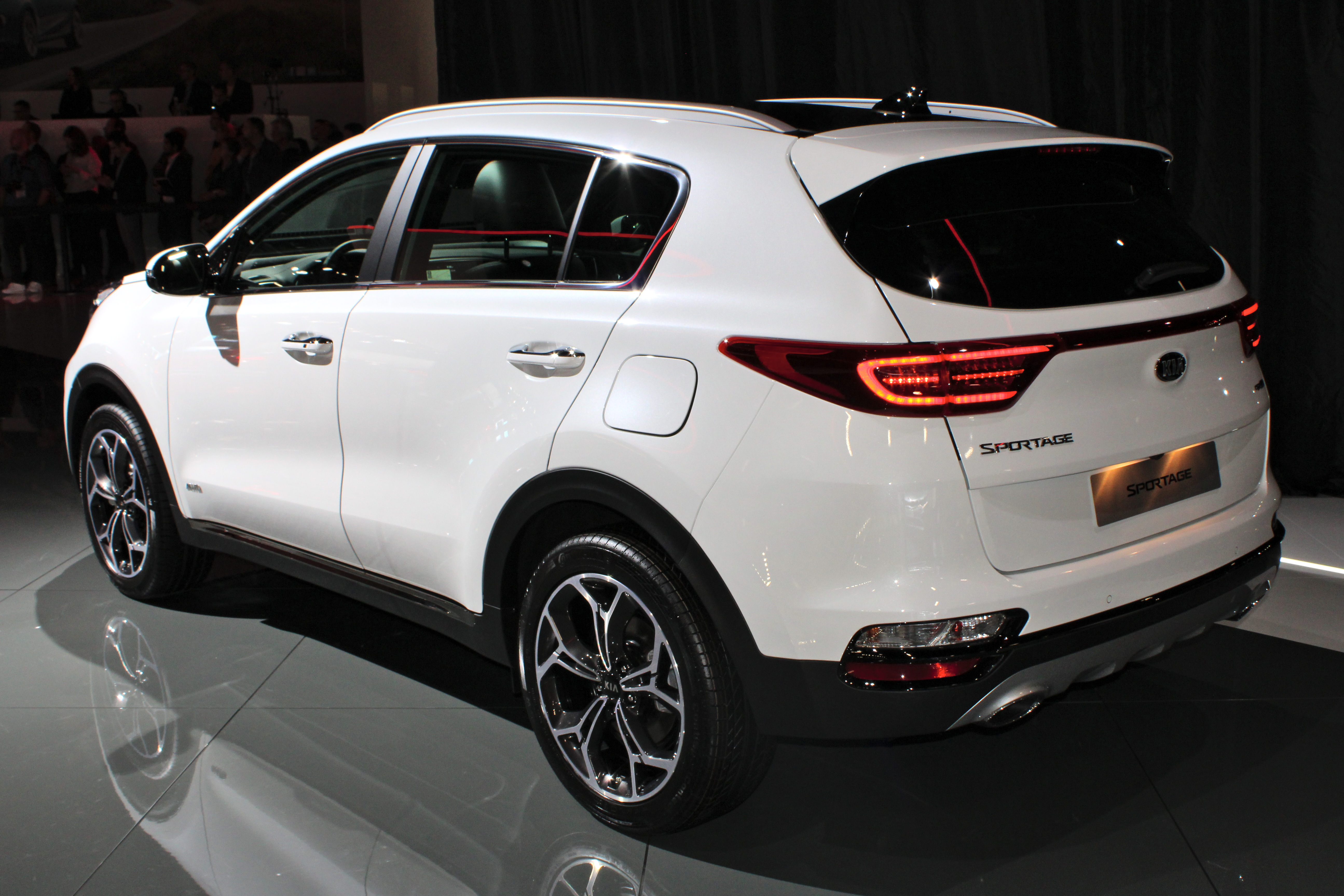
Kia Sportage
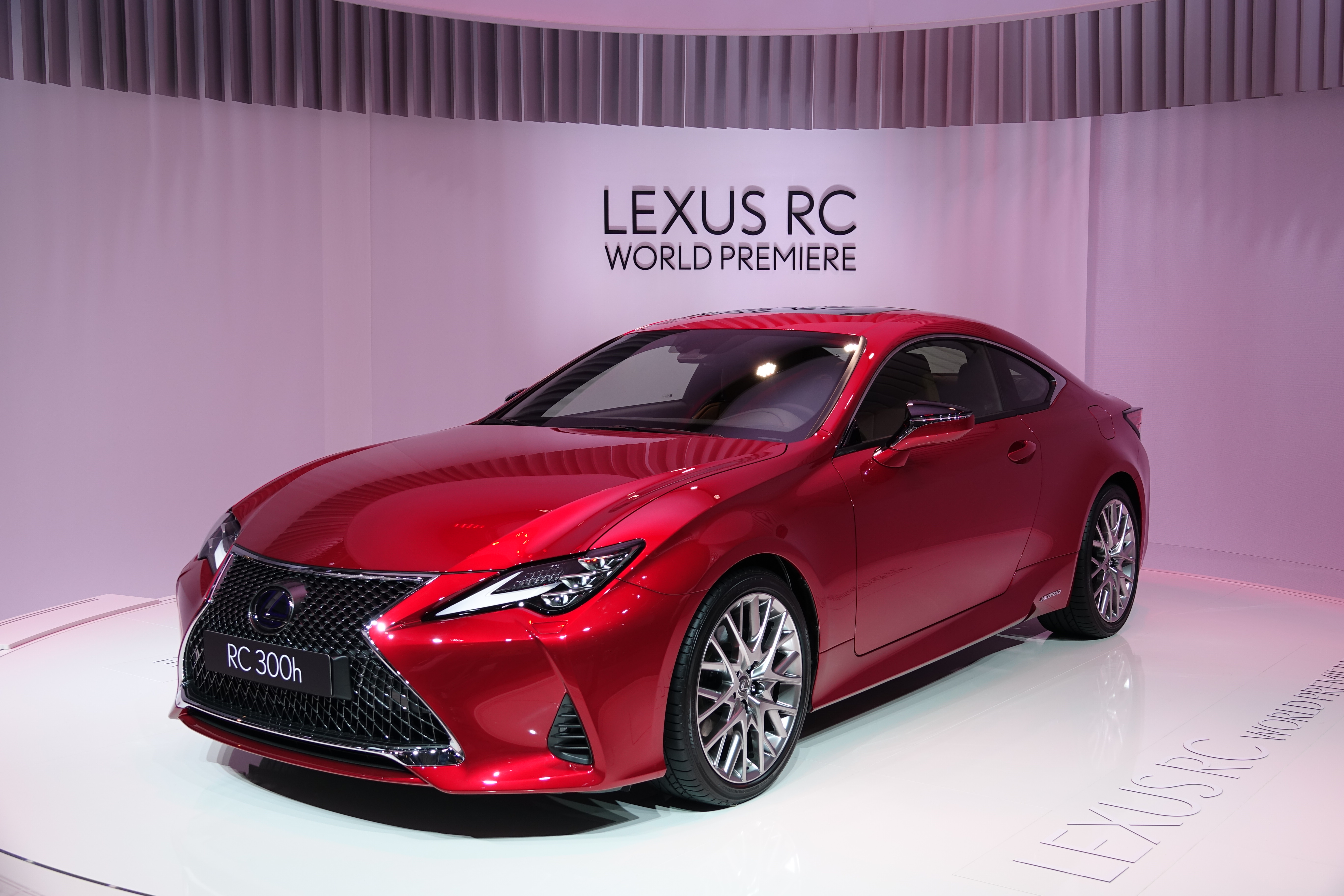
Lexus RC
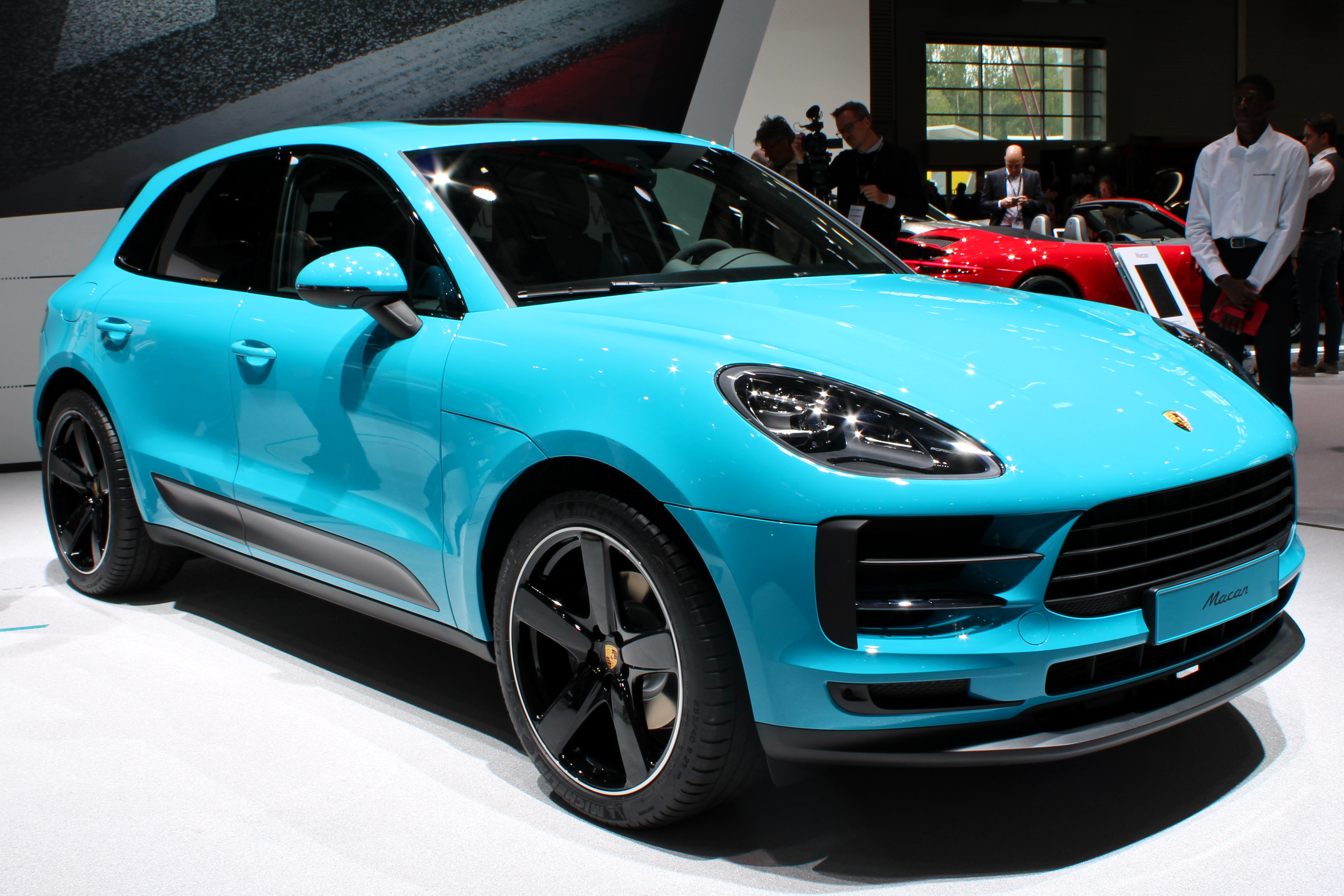
Porsche Macan
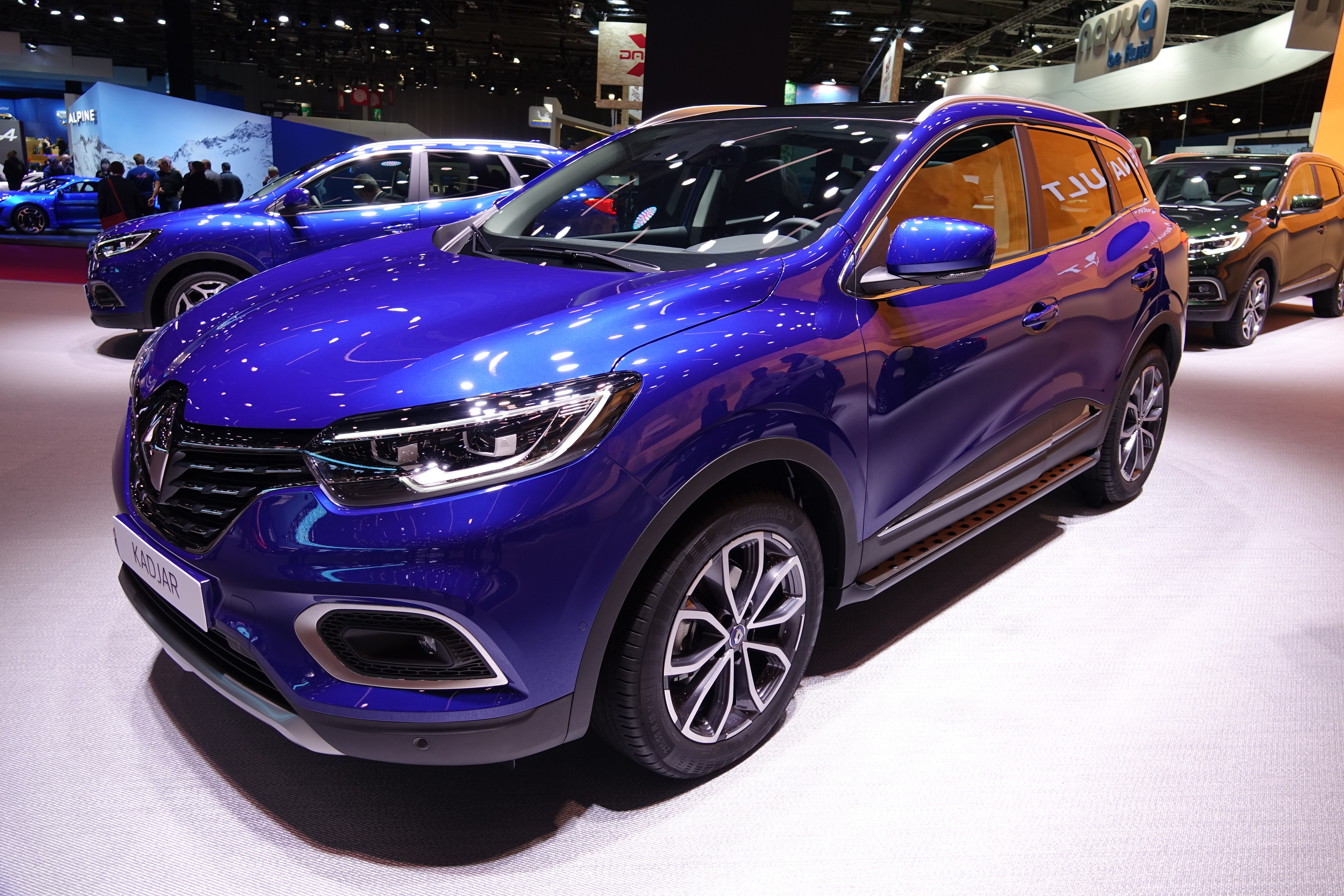
Renault Kadjar
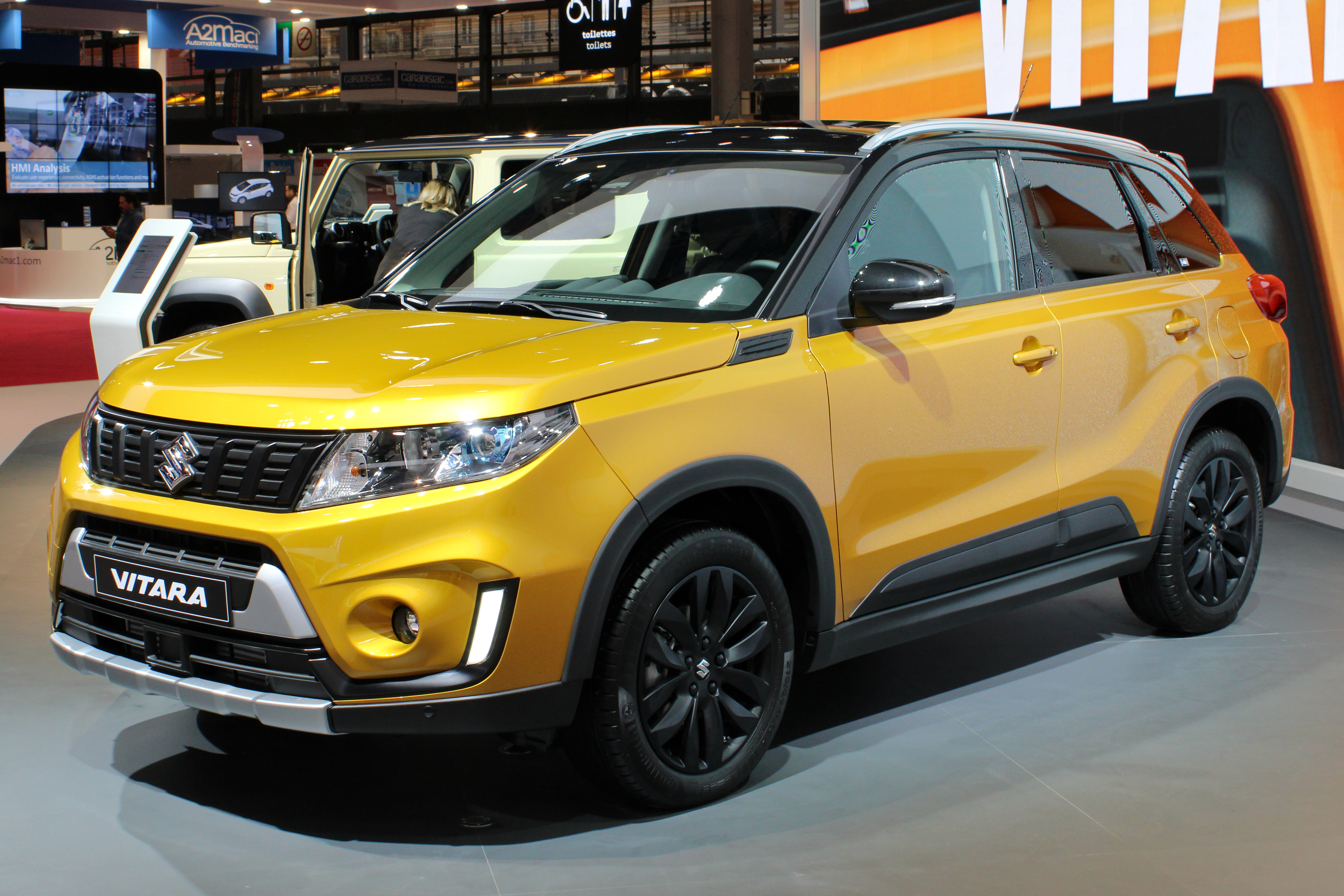
Suzuki Vitara

#### Concept-cars
- Audi PB18 e-tron[22]
- BMW iNext concept[23]
- BMW iX3
- Citroën C5 Aircross hybride rechargeable concept[24]
- DS X E-Tense
- Hyundai Le Fil Rouge
- Hyundai i30 N Option
- Infiniti Project Black S
- Mercedes-Benz Vision EQ Silver Arrow
- Peugeot e-Legend[25]
- Porsche 911 Speedster Concept[26]
- Renault EZ-GO
- Renault EZ-PRO[27]
- Renault EZ-ULTIMO
- Renault K-ZE
- Škoda Vision RS
- Smart Forease Concept[28]
- Toyota Supra Gazoo Racing concept
- VinFast LUX A2.0
- VinFast LUX SA2.0

Concept-cars
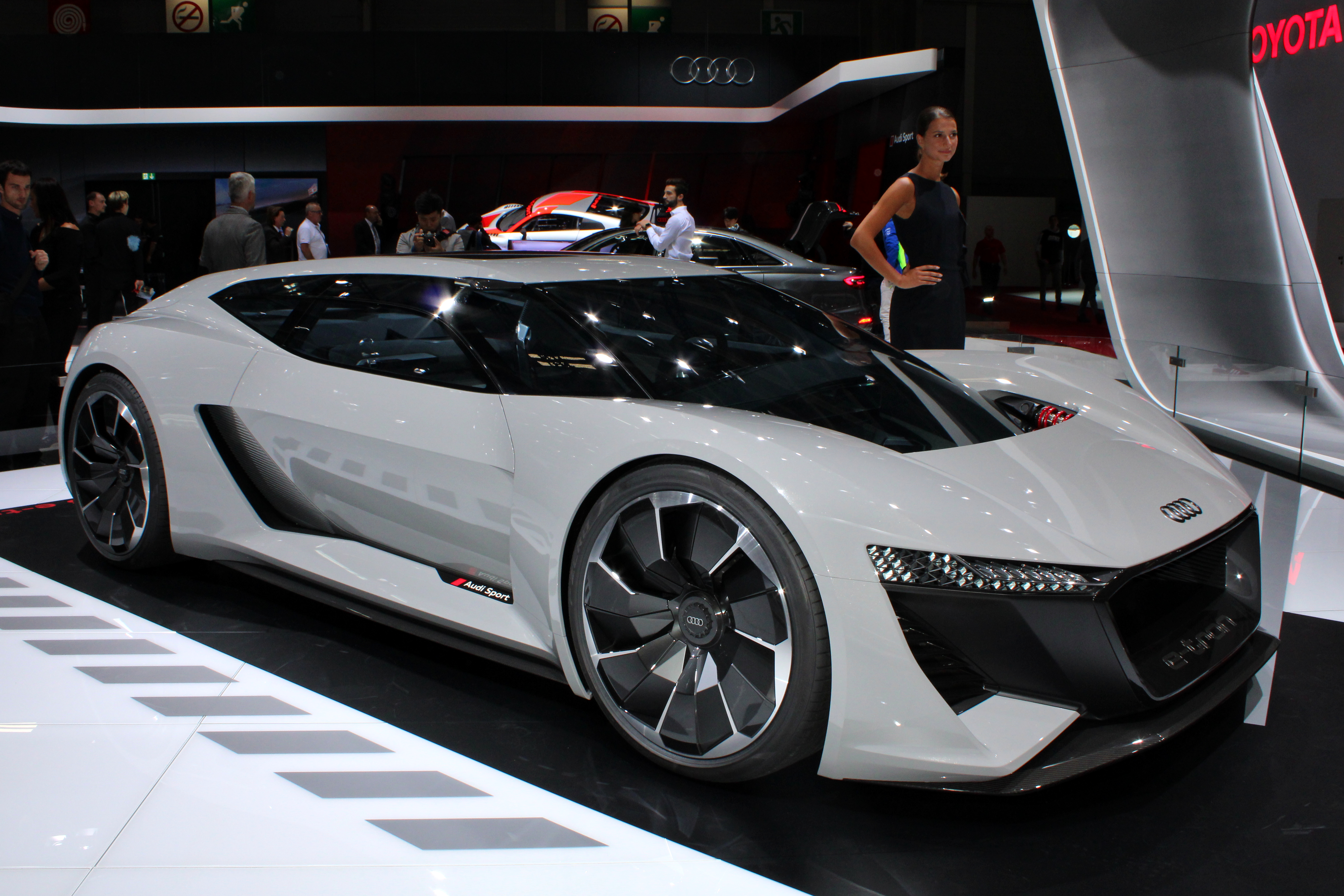
Audi PB18 e-tron
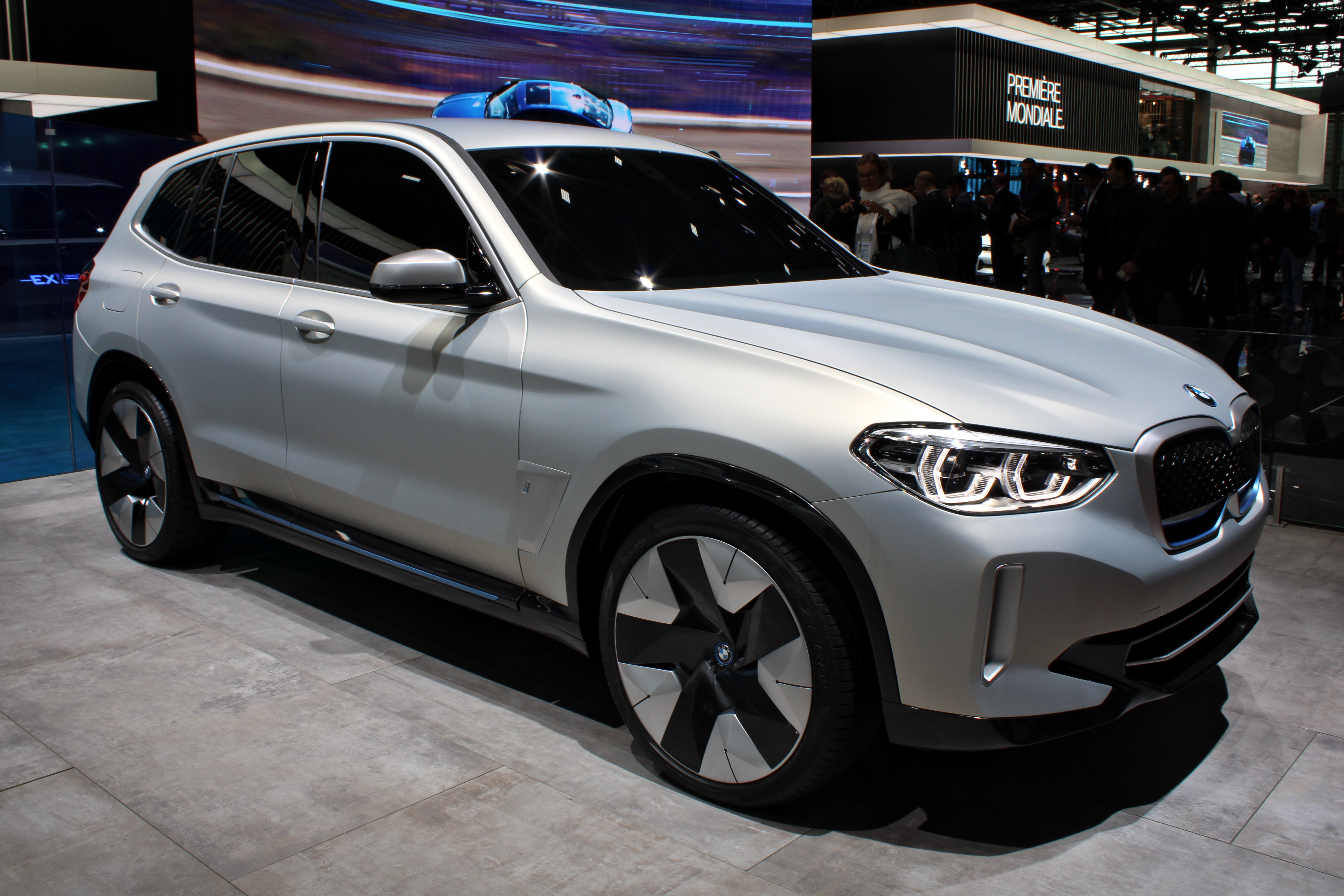
BMW iX3
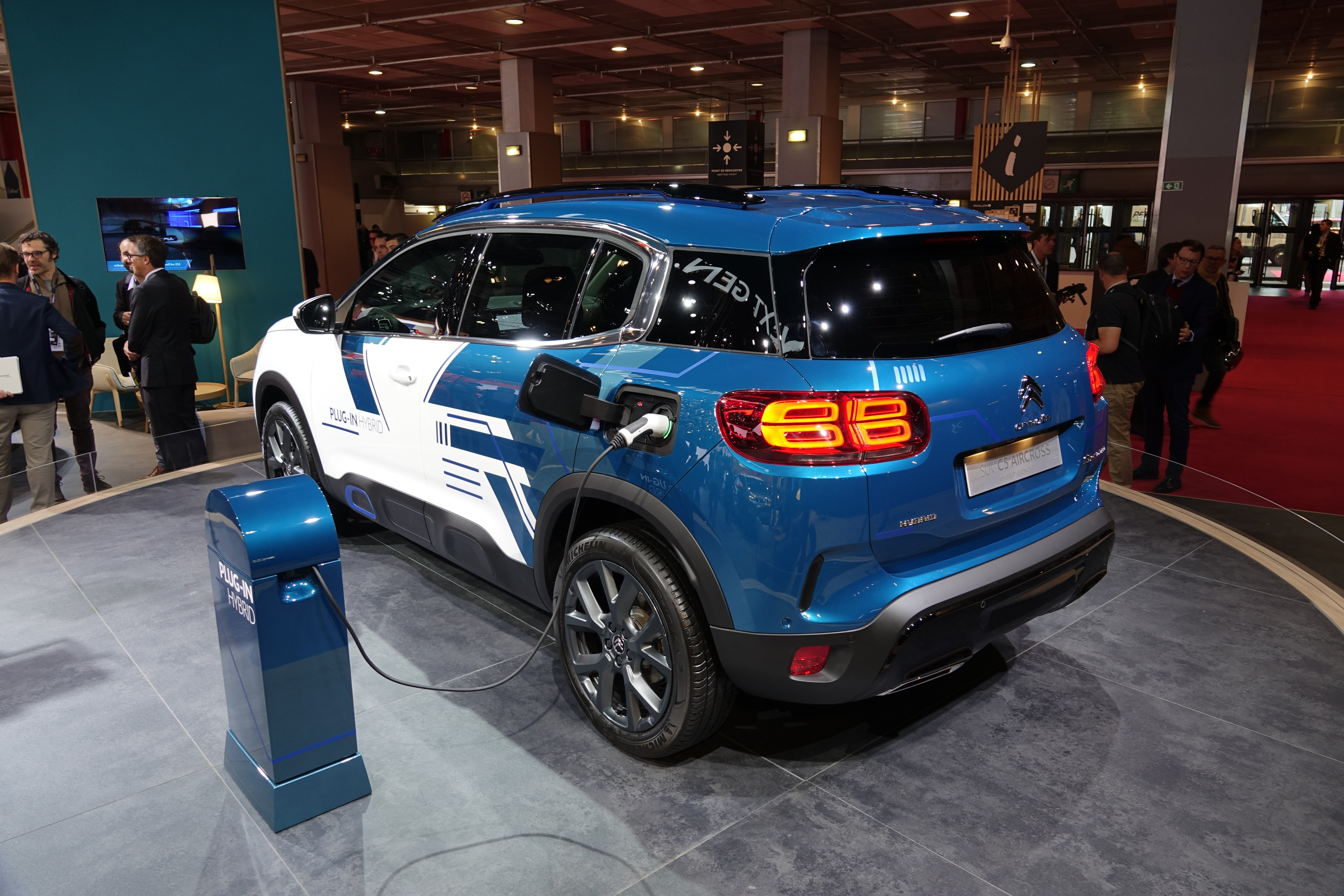
Citroën C5 Aircross hybride rechargeable
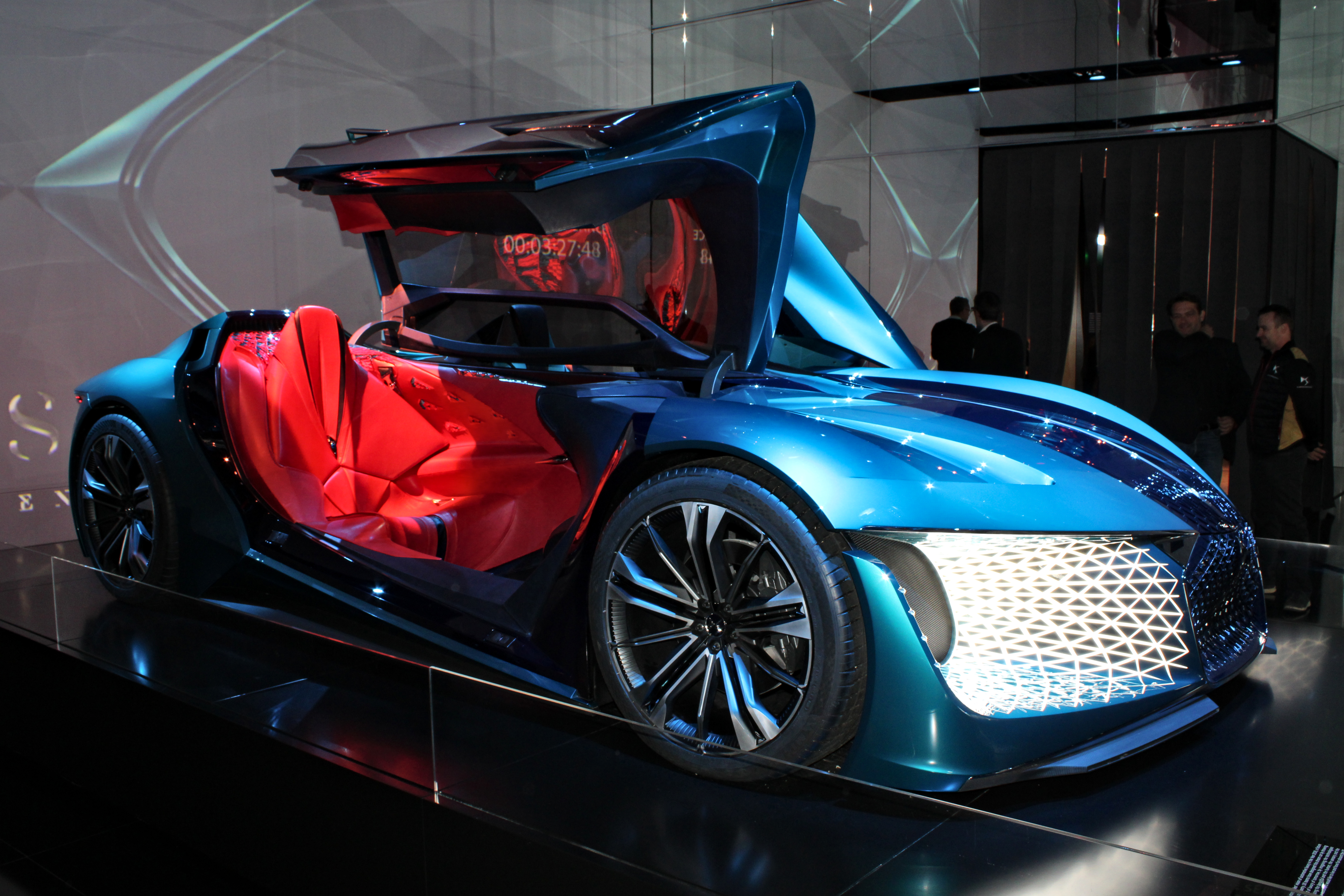
DS X E-Tense
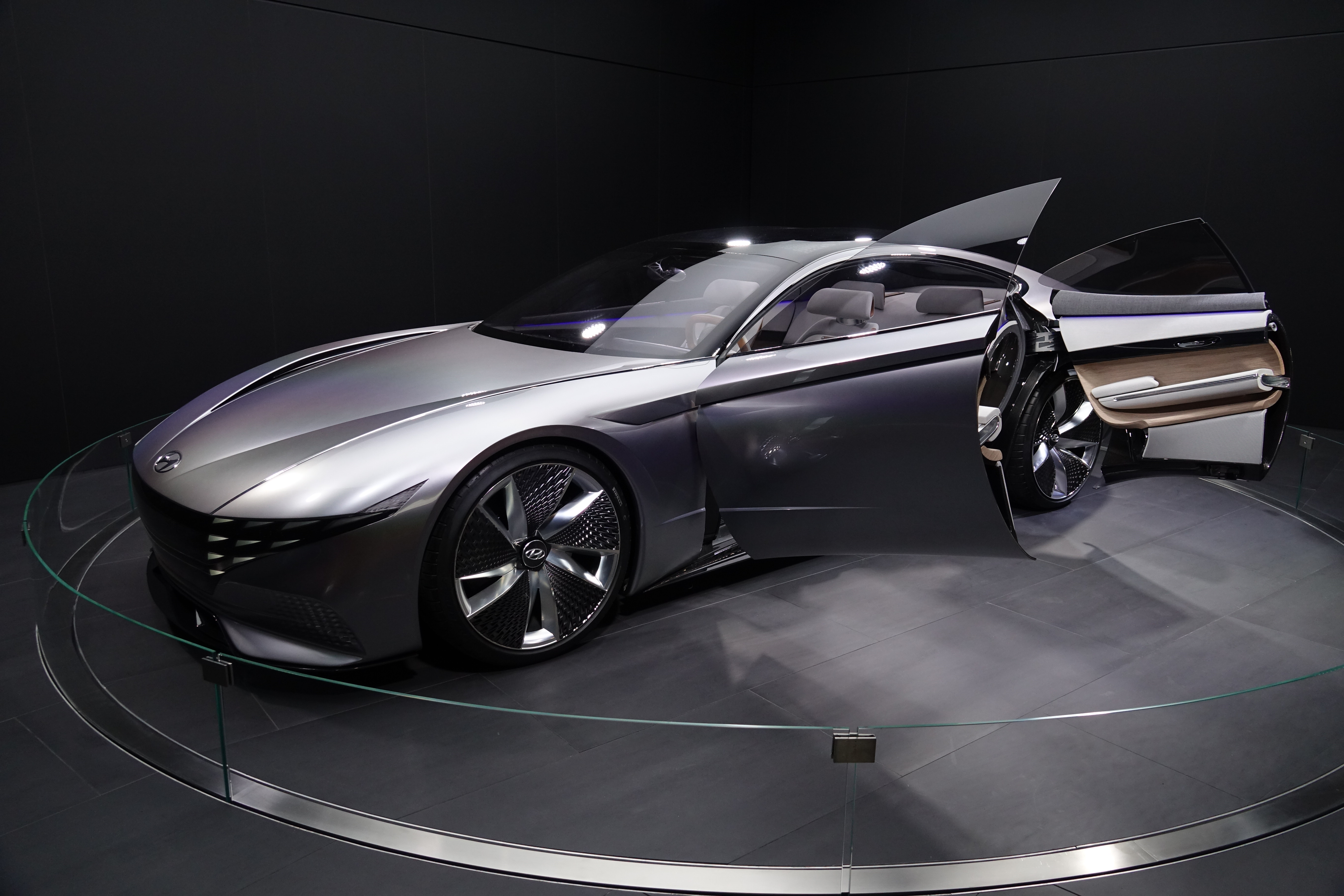
Hyundai Le Fil Rouge
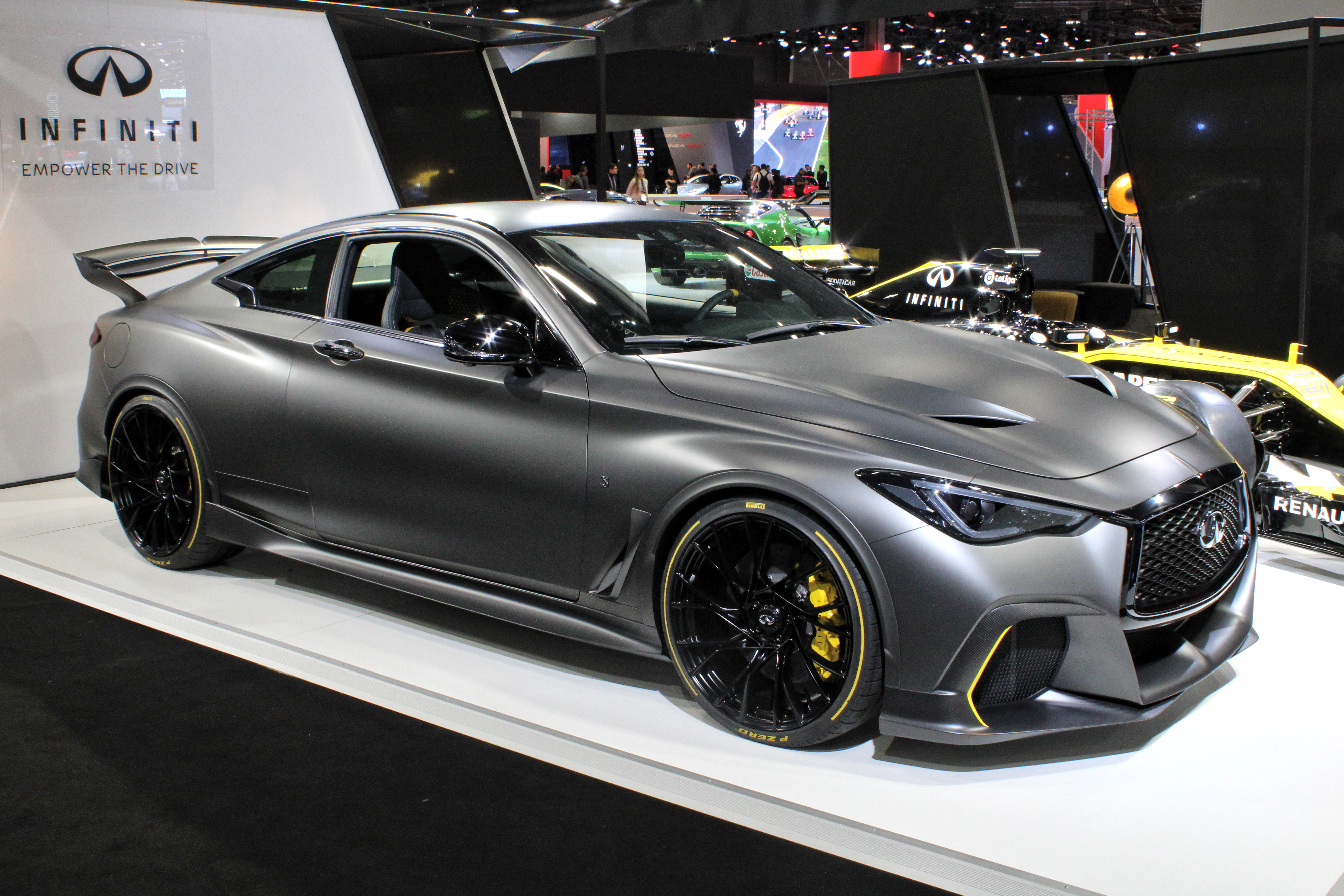
Infiniti Project Black S
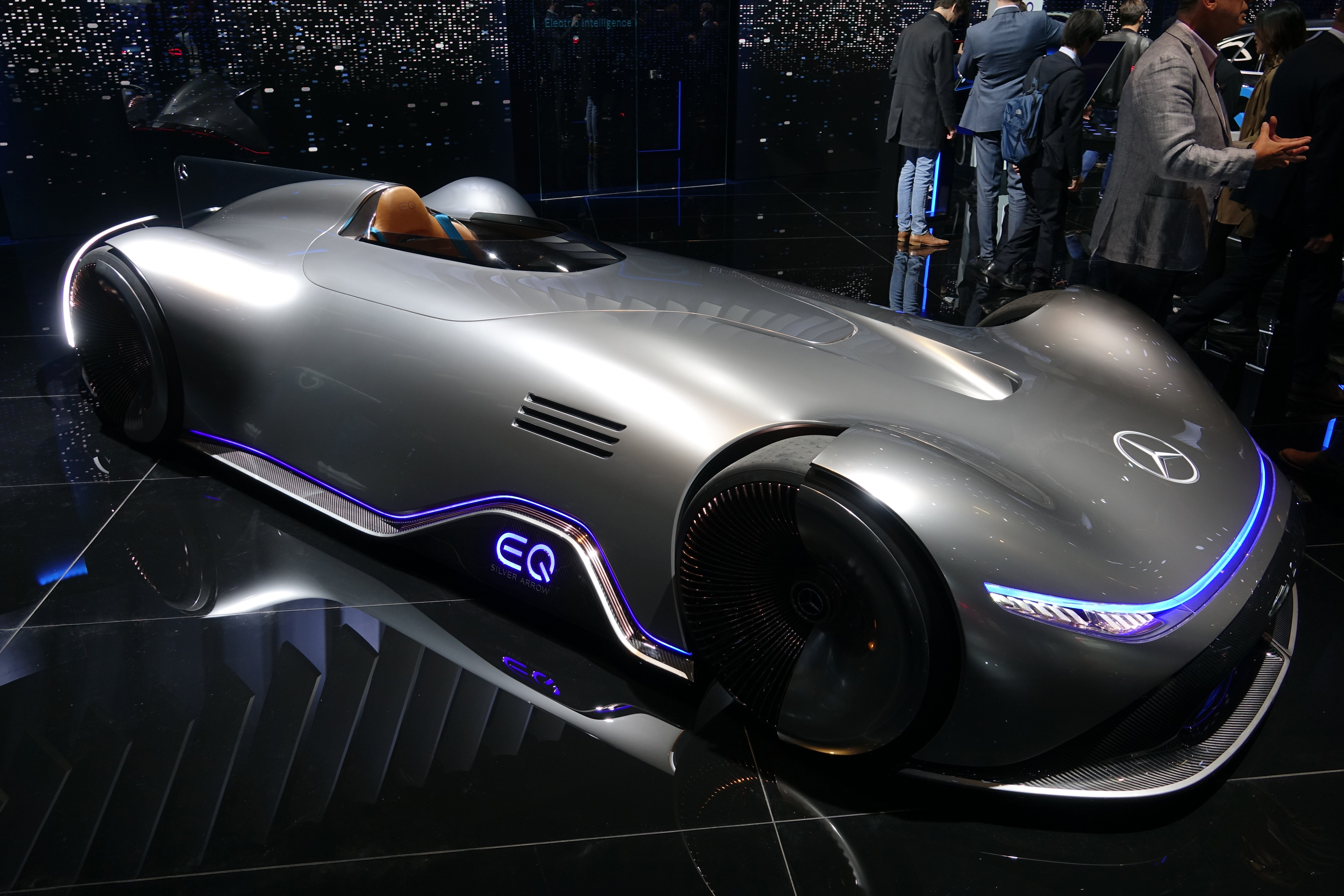
Mercedes-Benz Vision EQ Silver Arrow
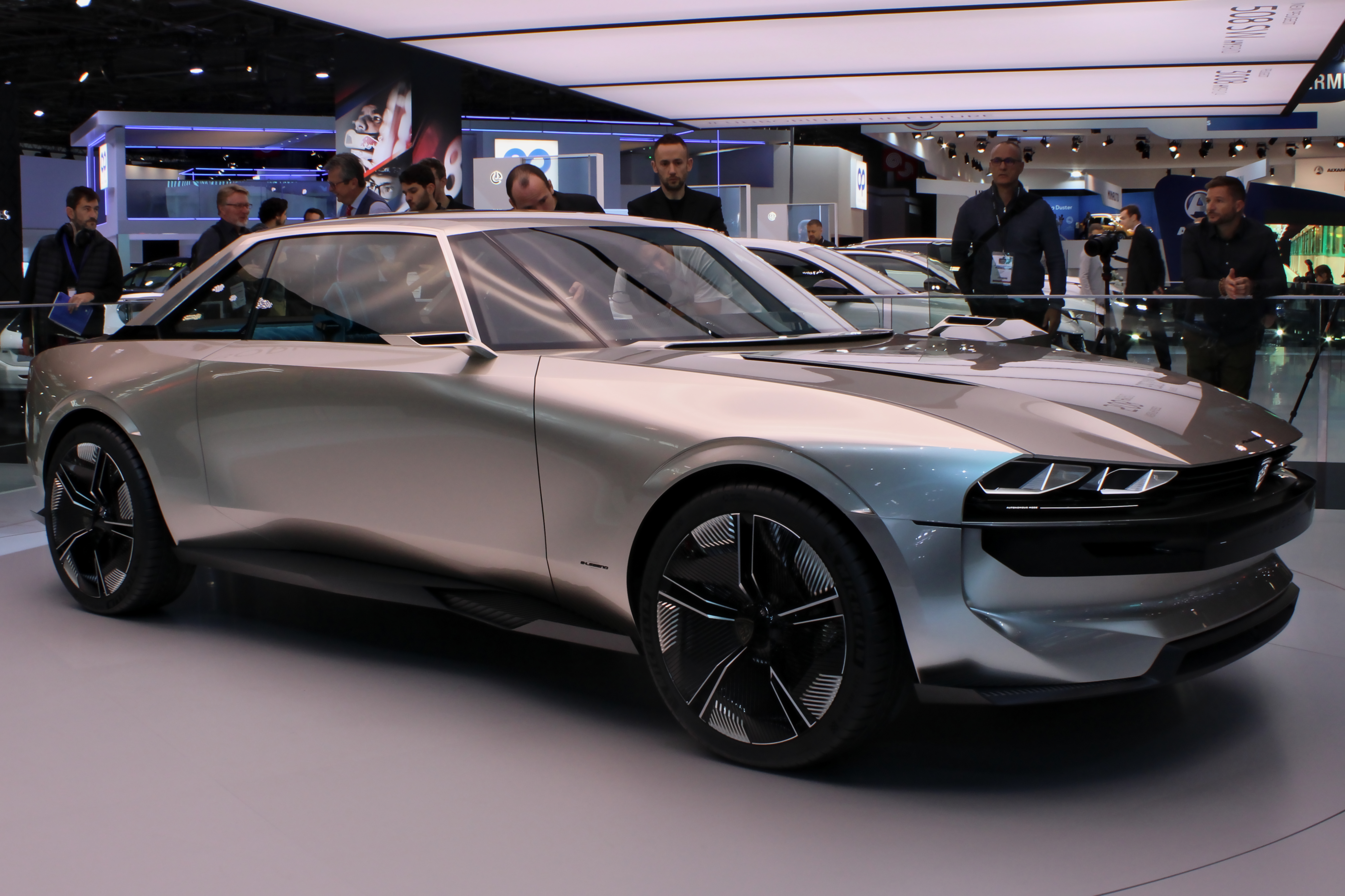
Peugeot e-Legend
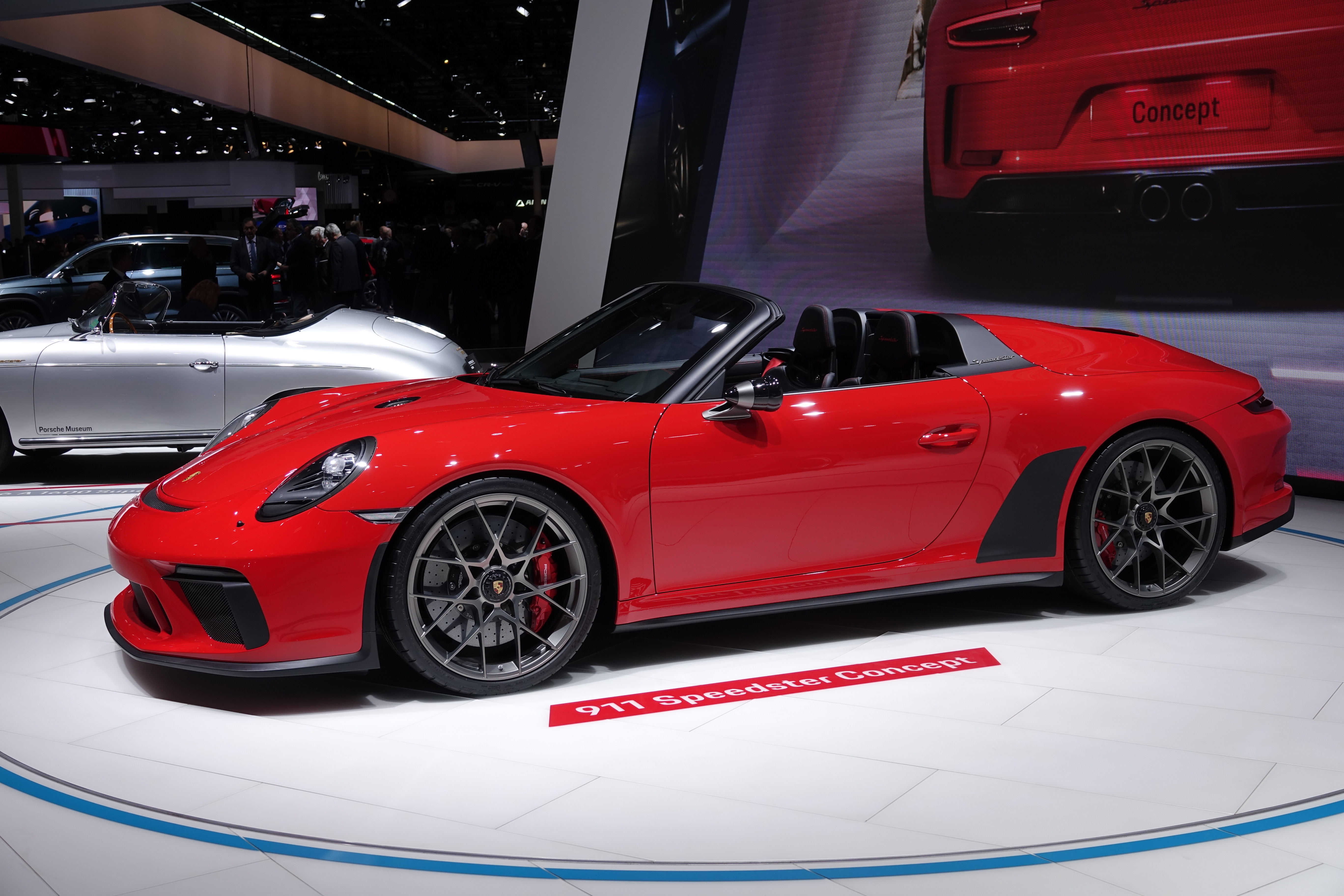
Porsche 911 Speedster Concept
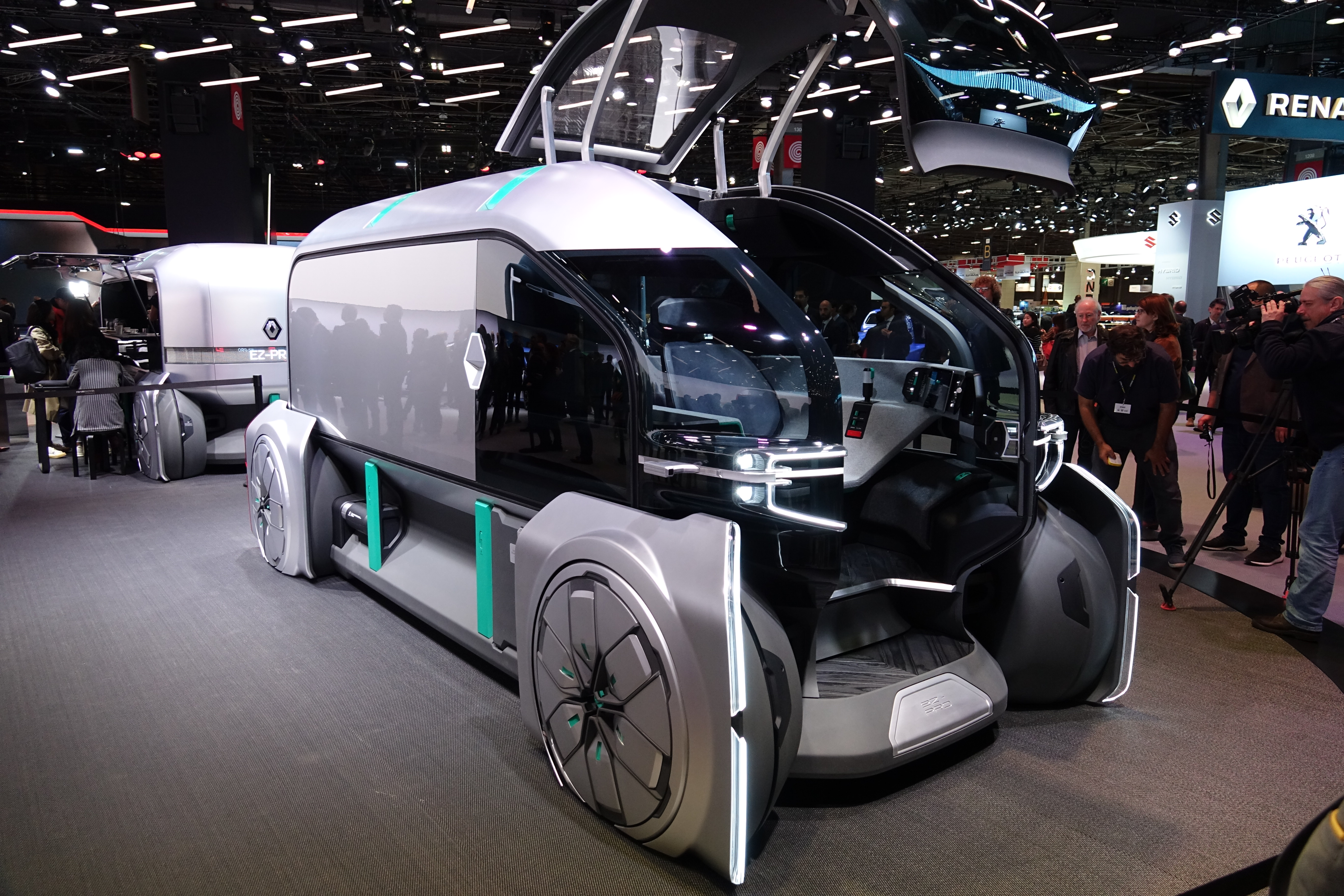
Renault EZ-PRO
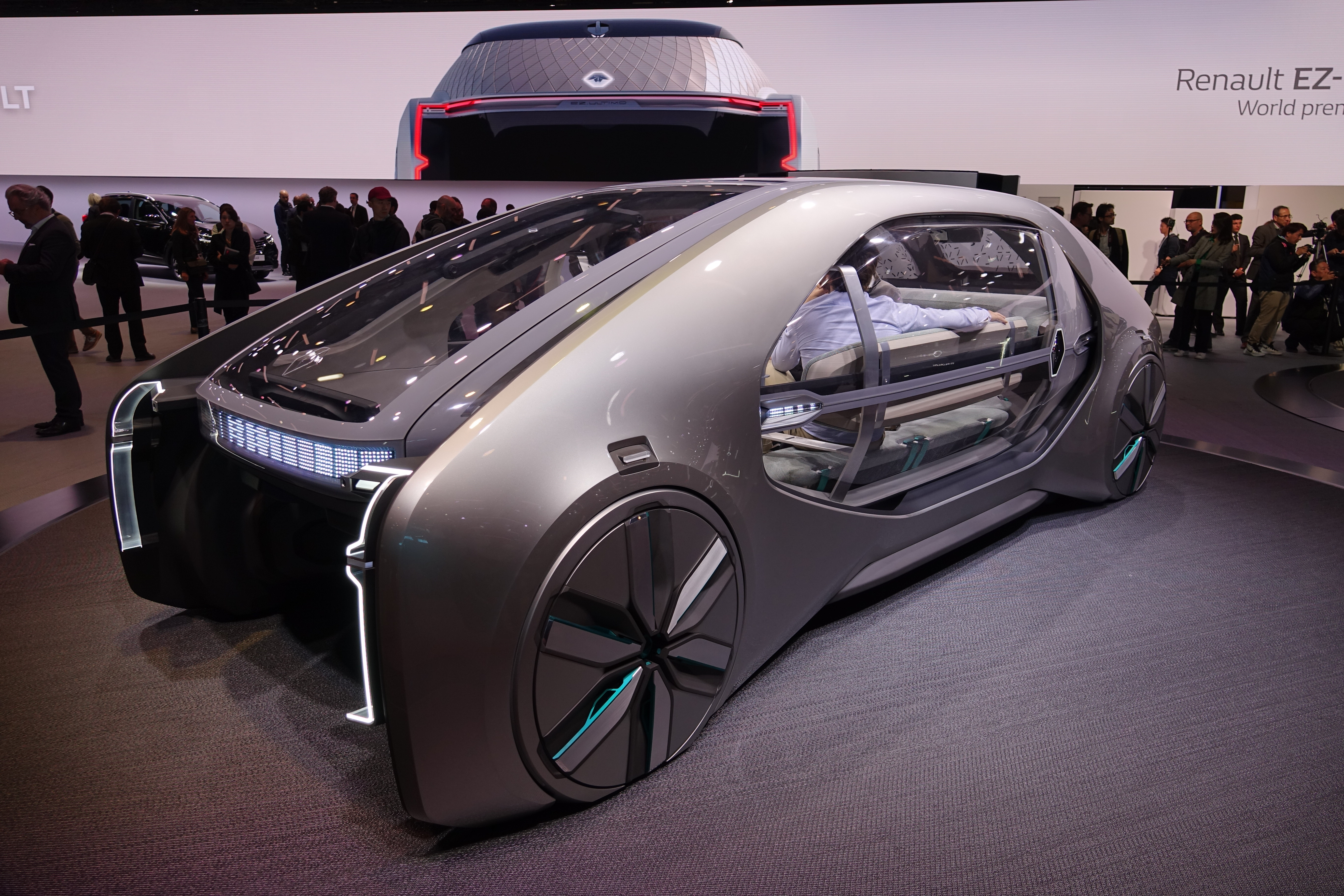
Renault EZ-GO
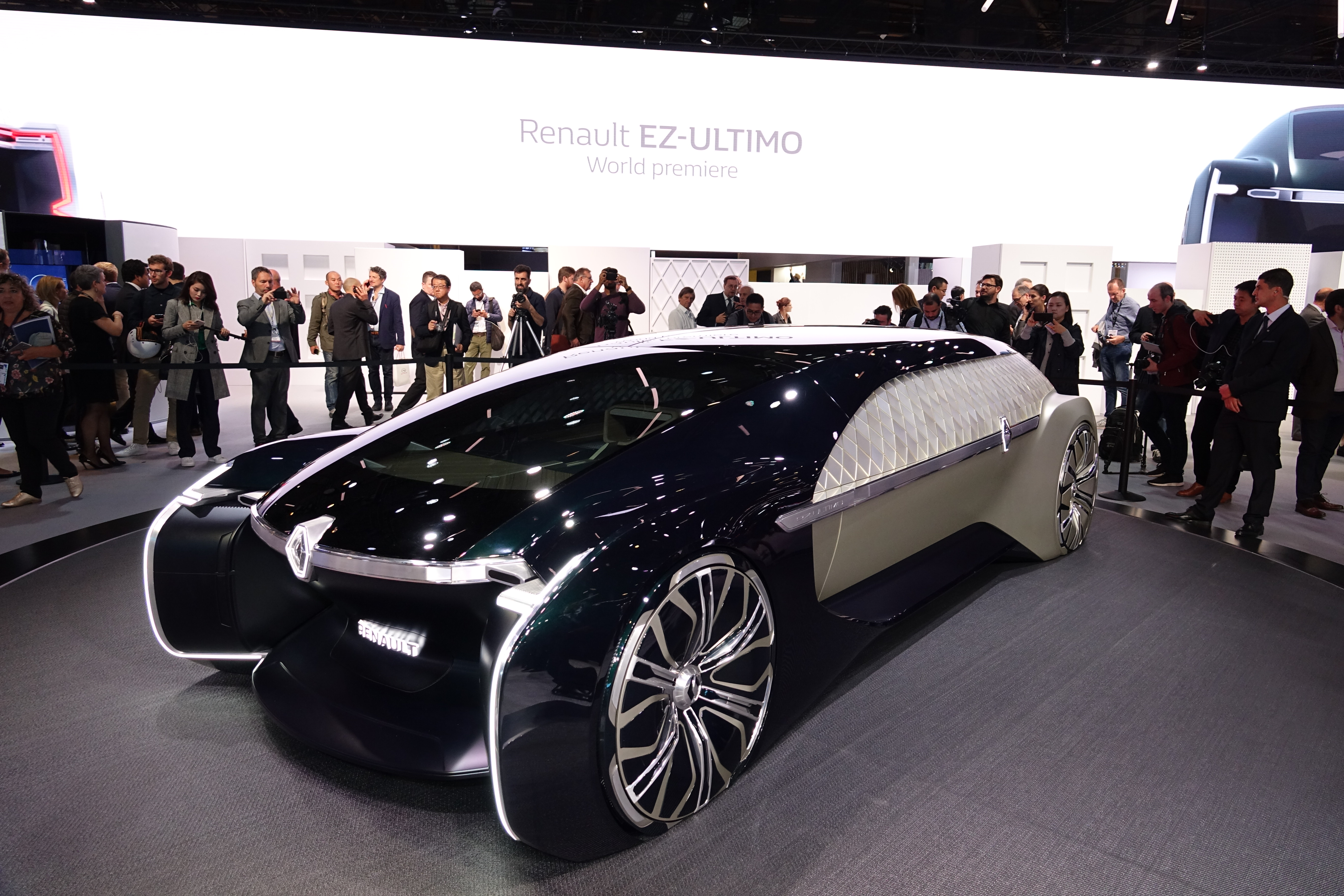
Renault EZ-ULTIMO
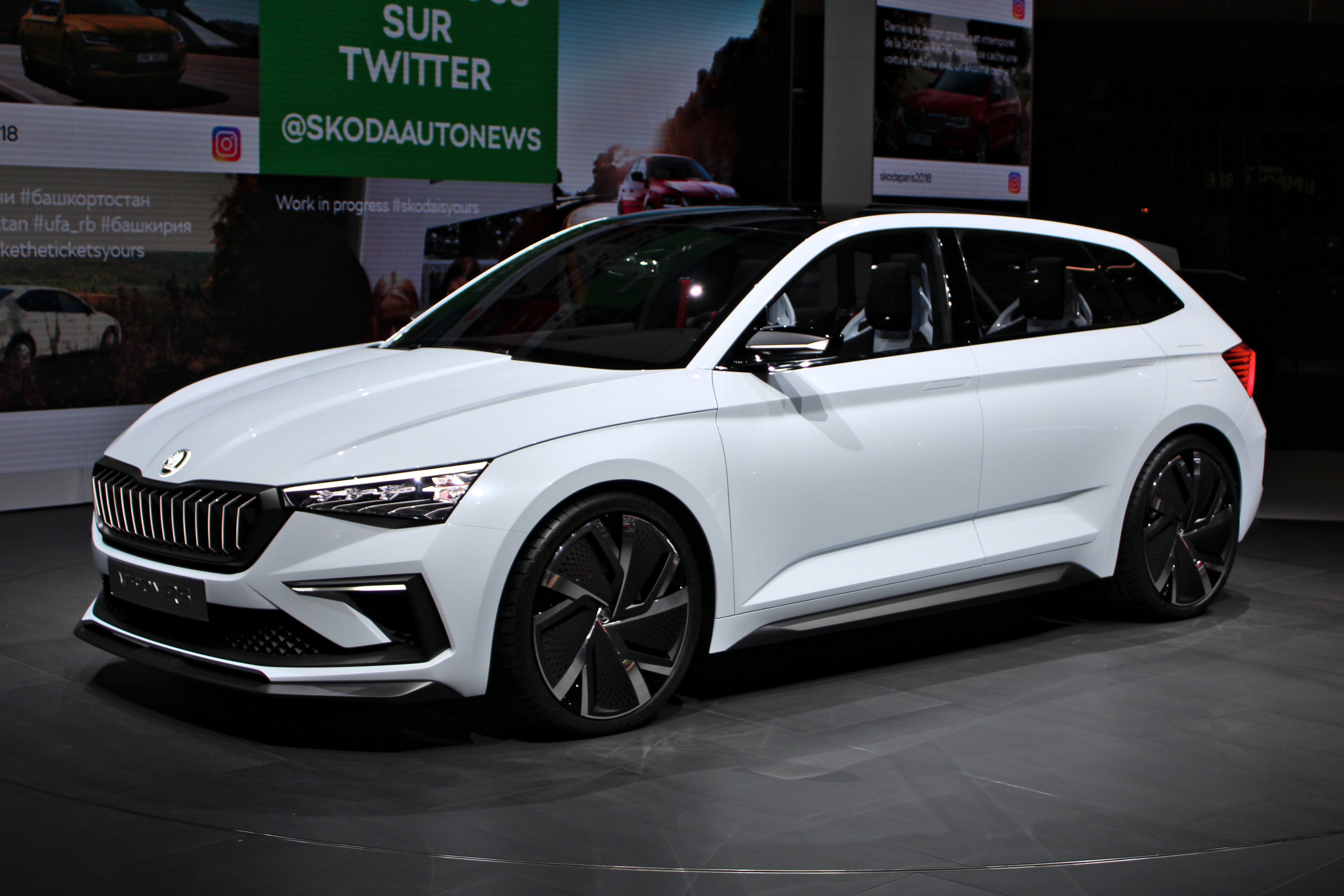
Škoda Vision RS
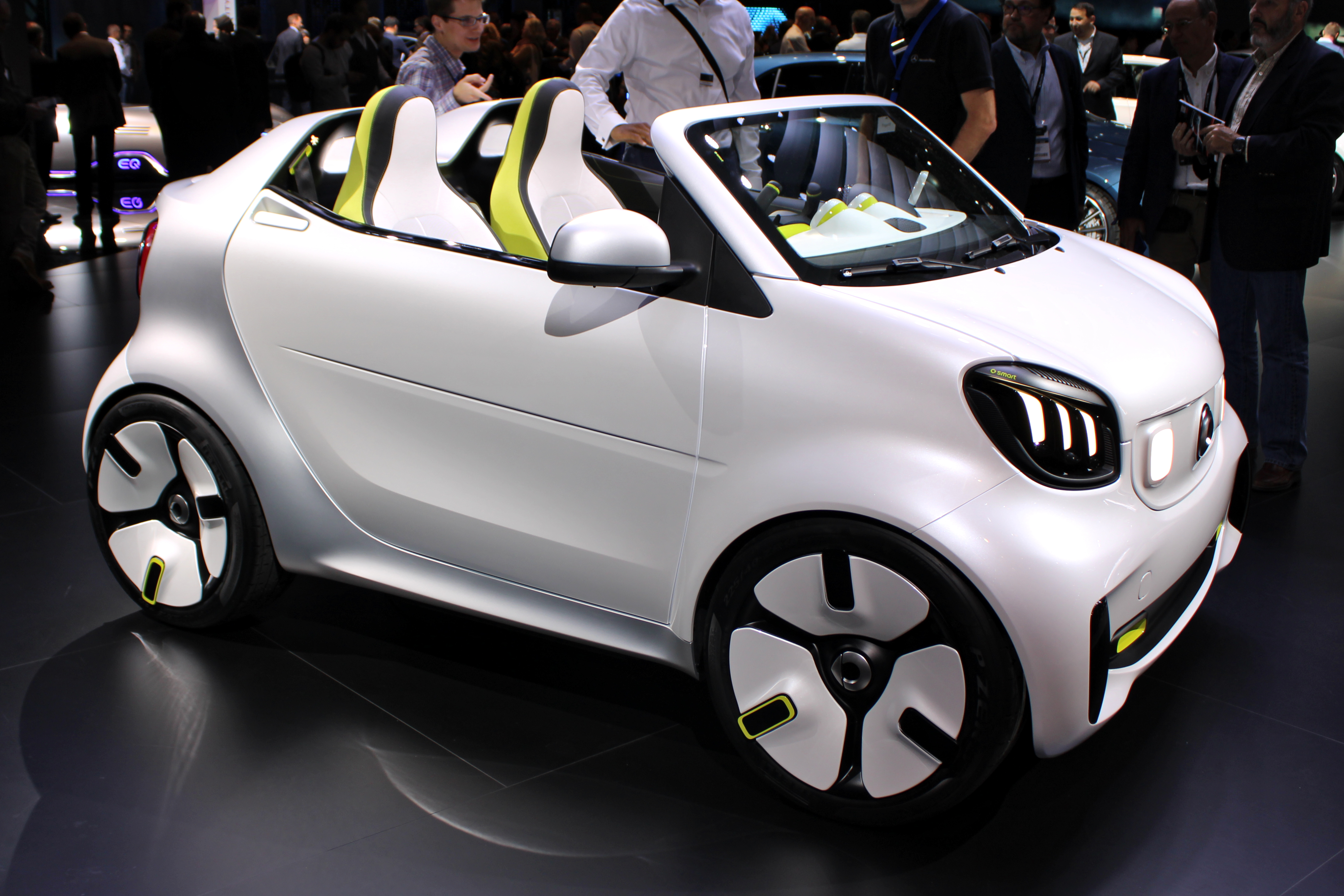
Smart Forease
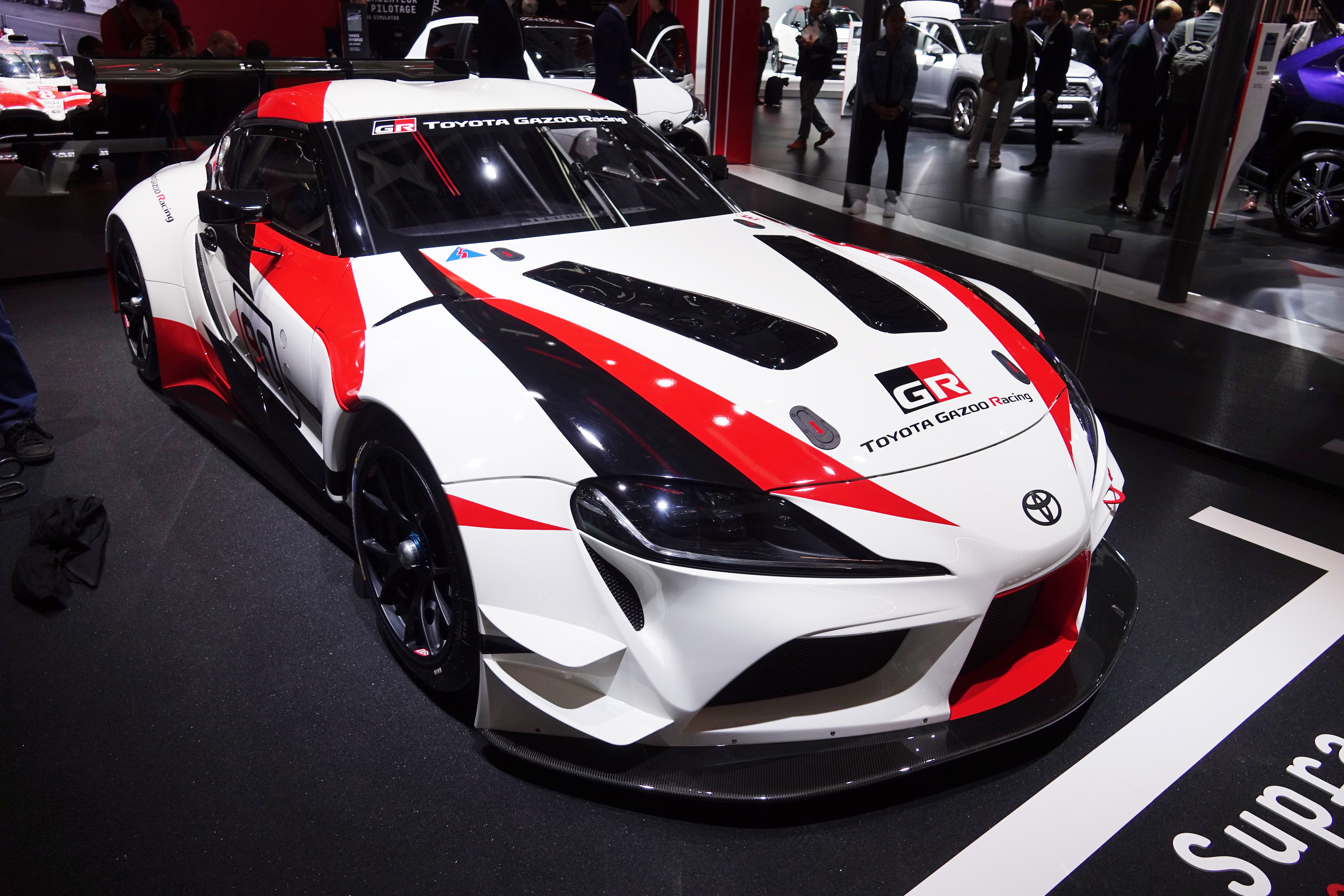
Toyota Supra GR concept
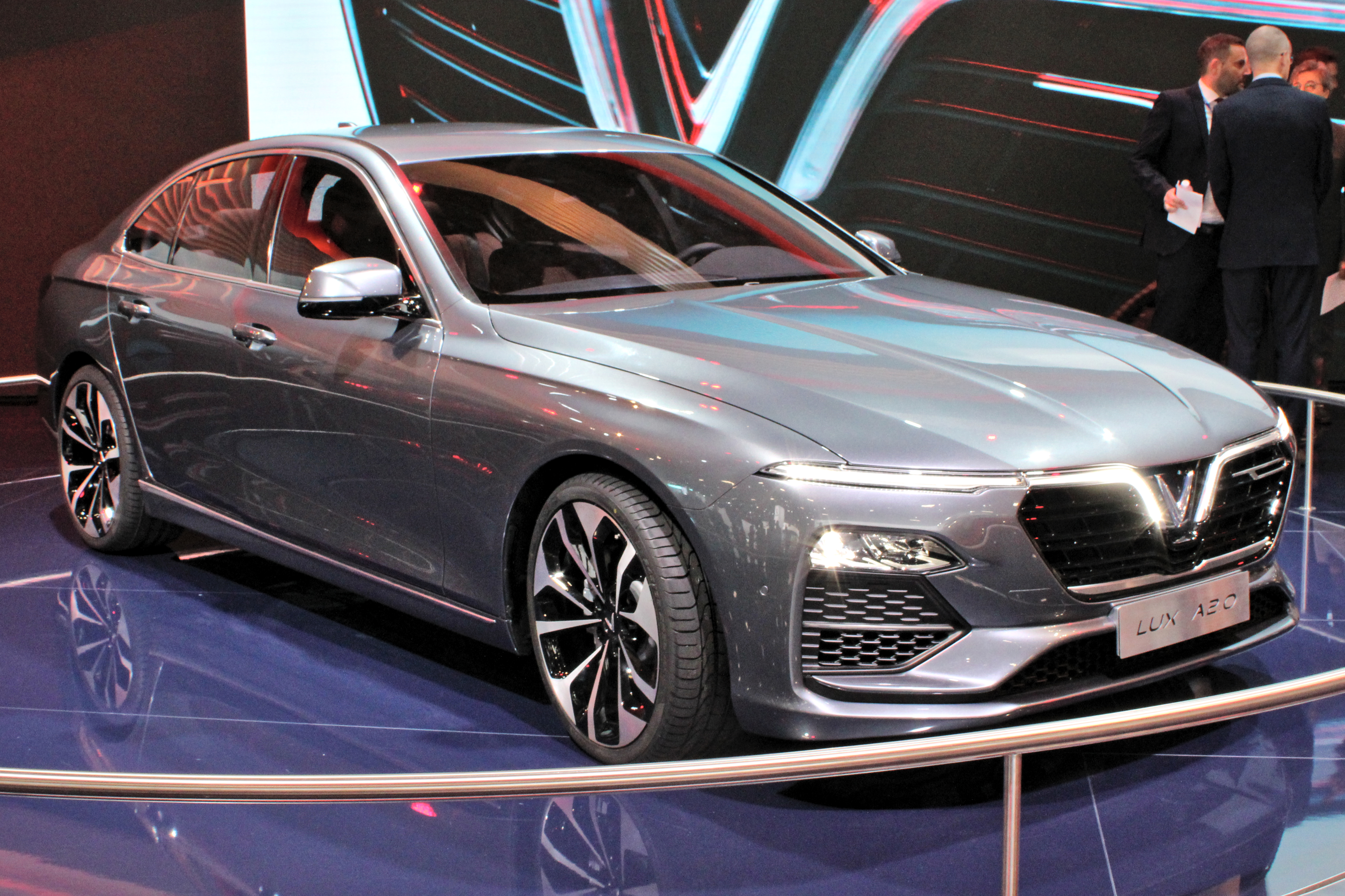
Vinfast Lux A2.0
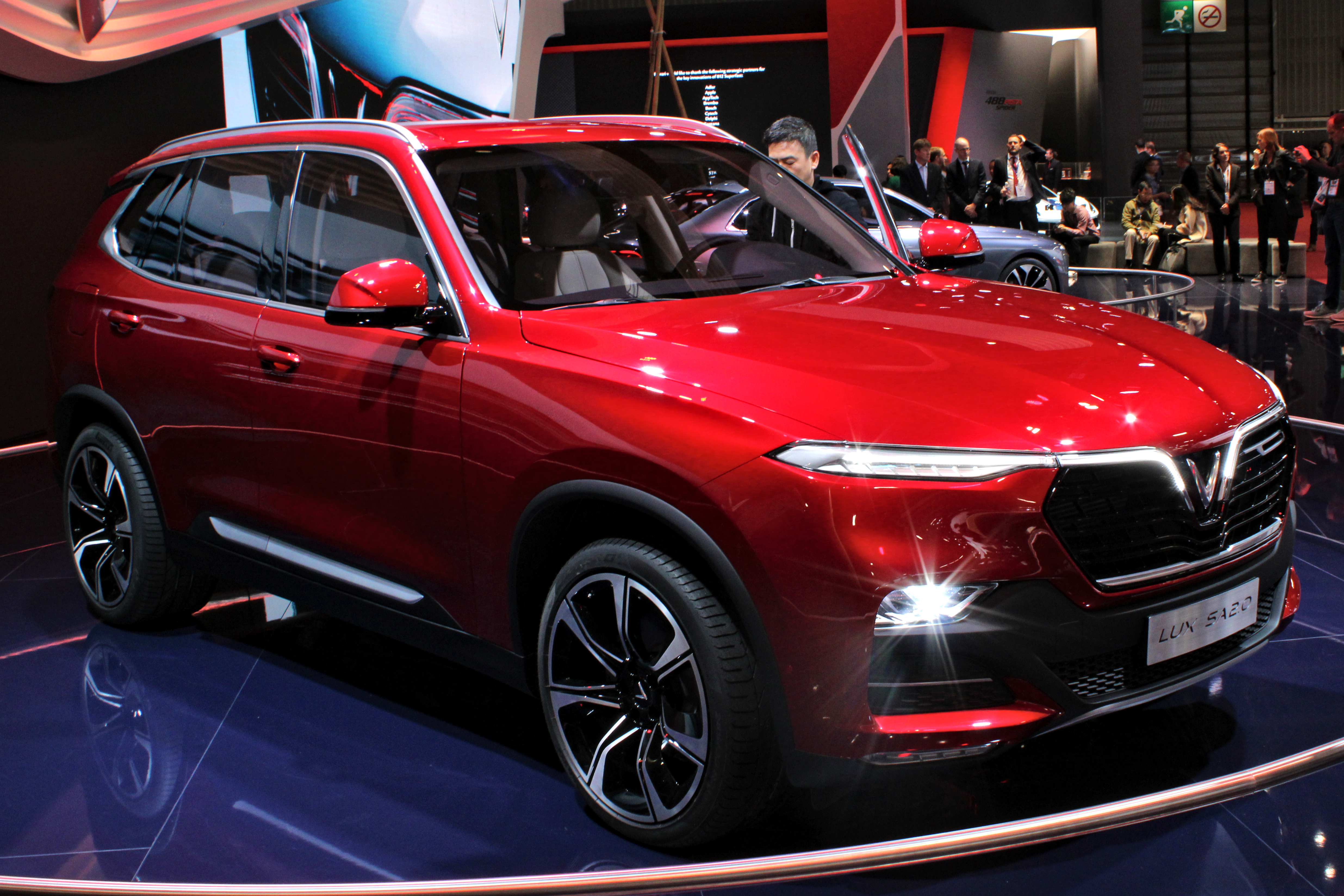
Vinfast Lux SA2.0

### Partenaires
Lors de cette édition 2018, le fabricant de jouets Lego, qui fête ses 60 ans, est partenaire de l'événement et expose dans le Pavillon 1 sur 300 m2 des véhicules grandeur réelle construits en brique. Lego a réalisé une Bugatti Chiron à l'échelle 1:1, constituée de plus d'un million de pièces, de 2 304 moteurs, de 4 000 engrenages, elle dispose d'une puissance totale de 5,3 ch et 92 N m de couple.

Exposition Lego
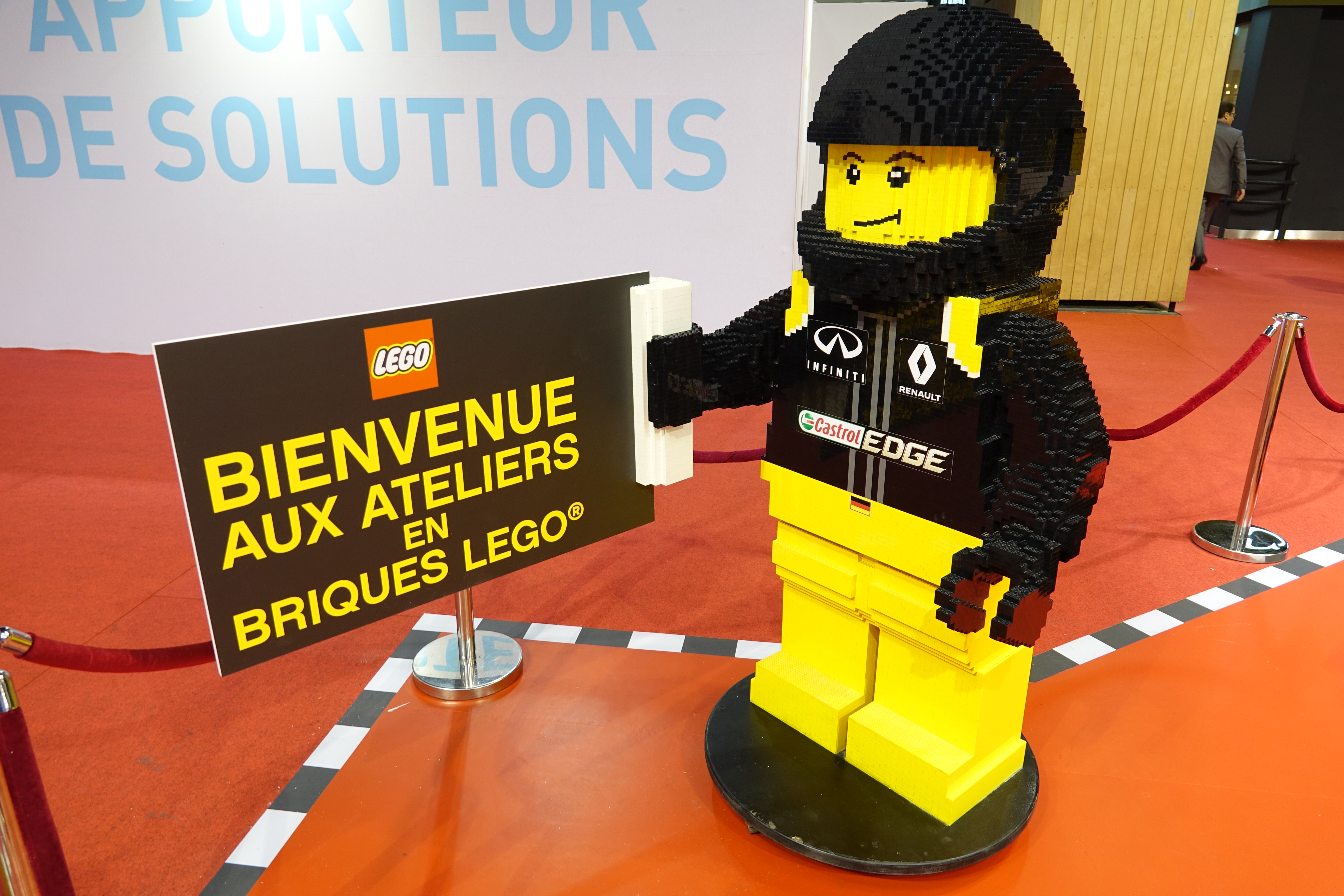
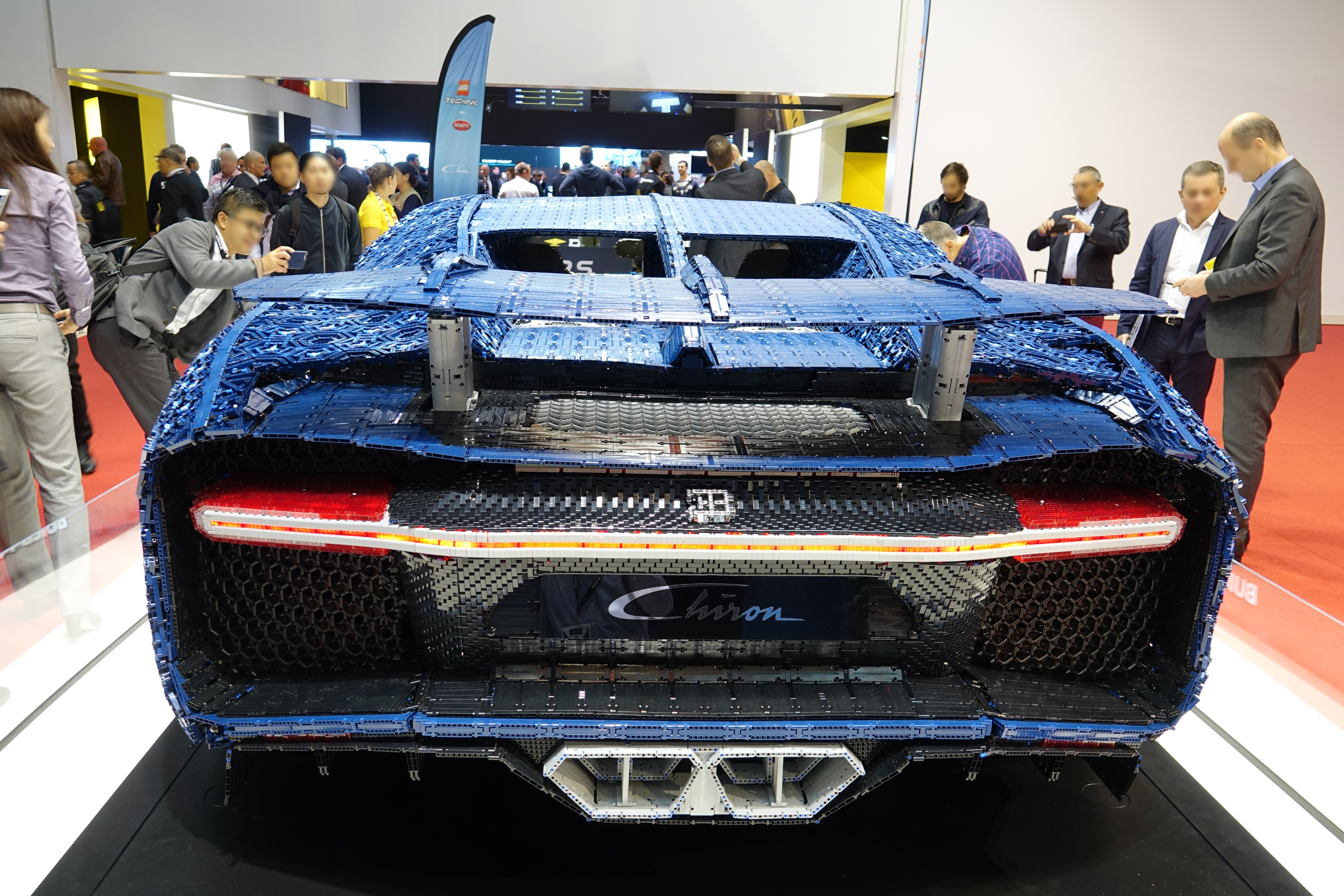
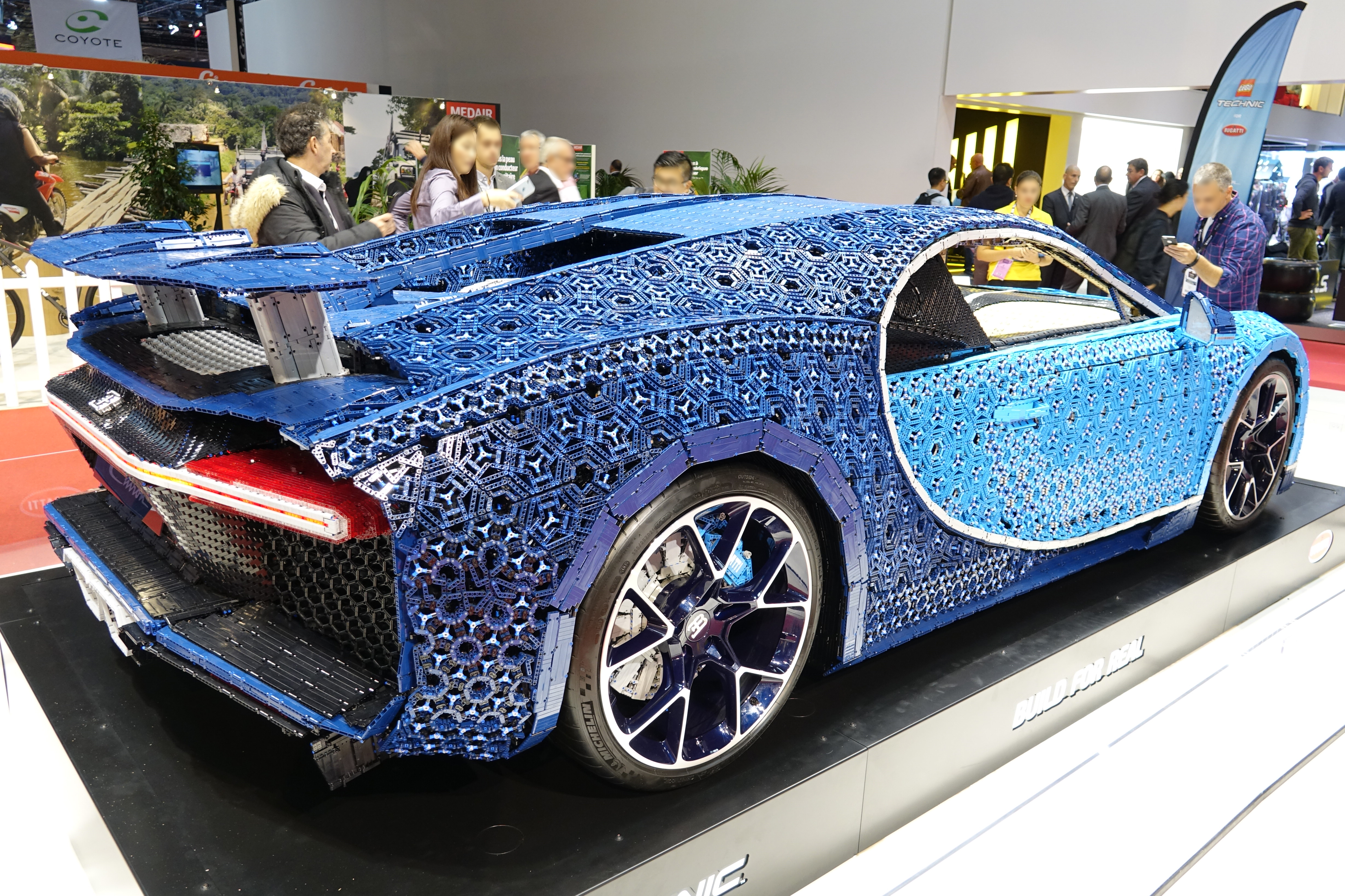
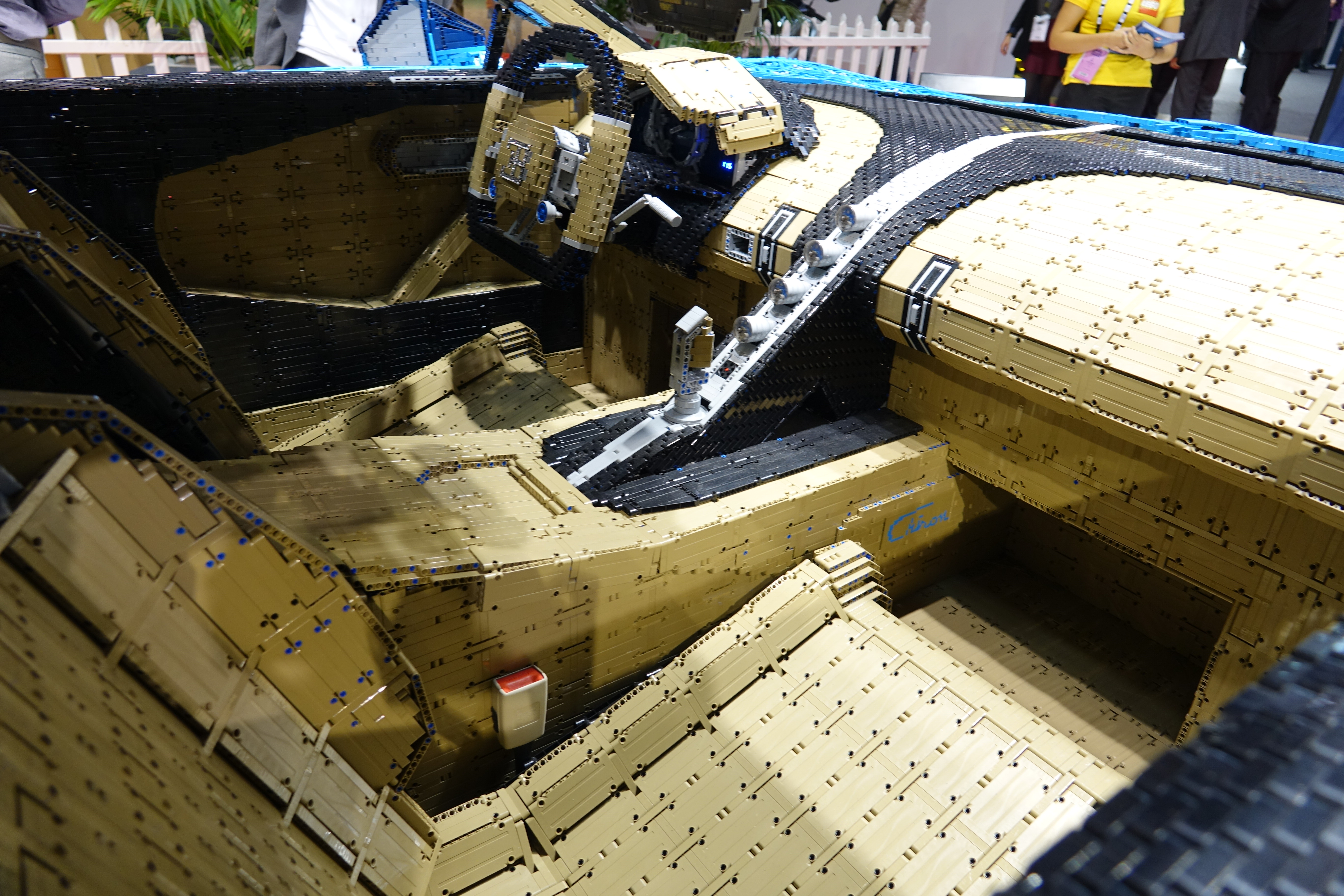
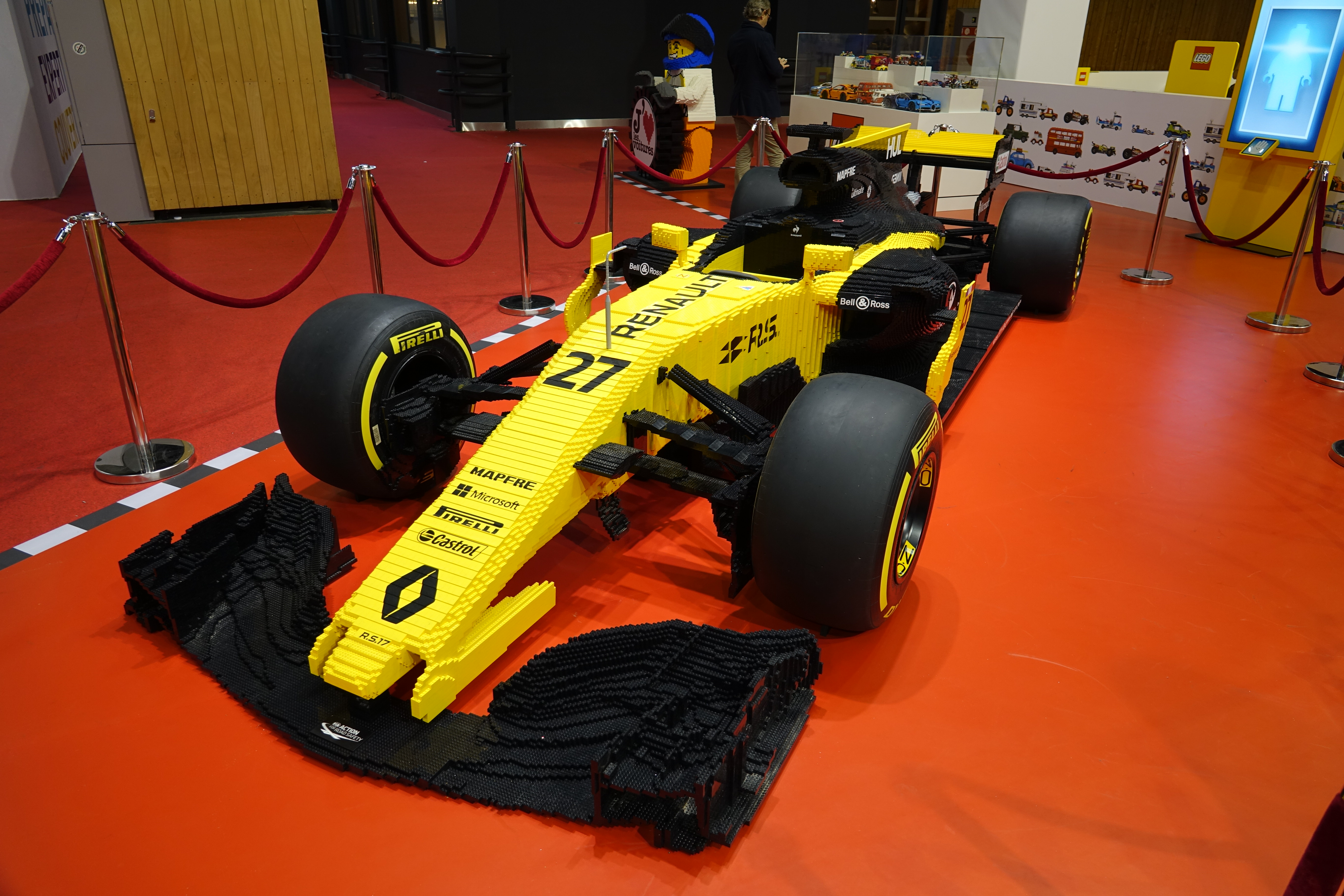
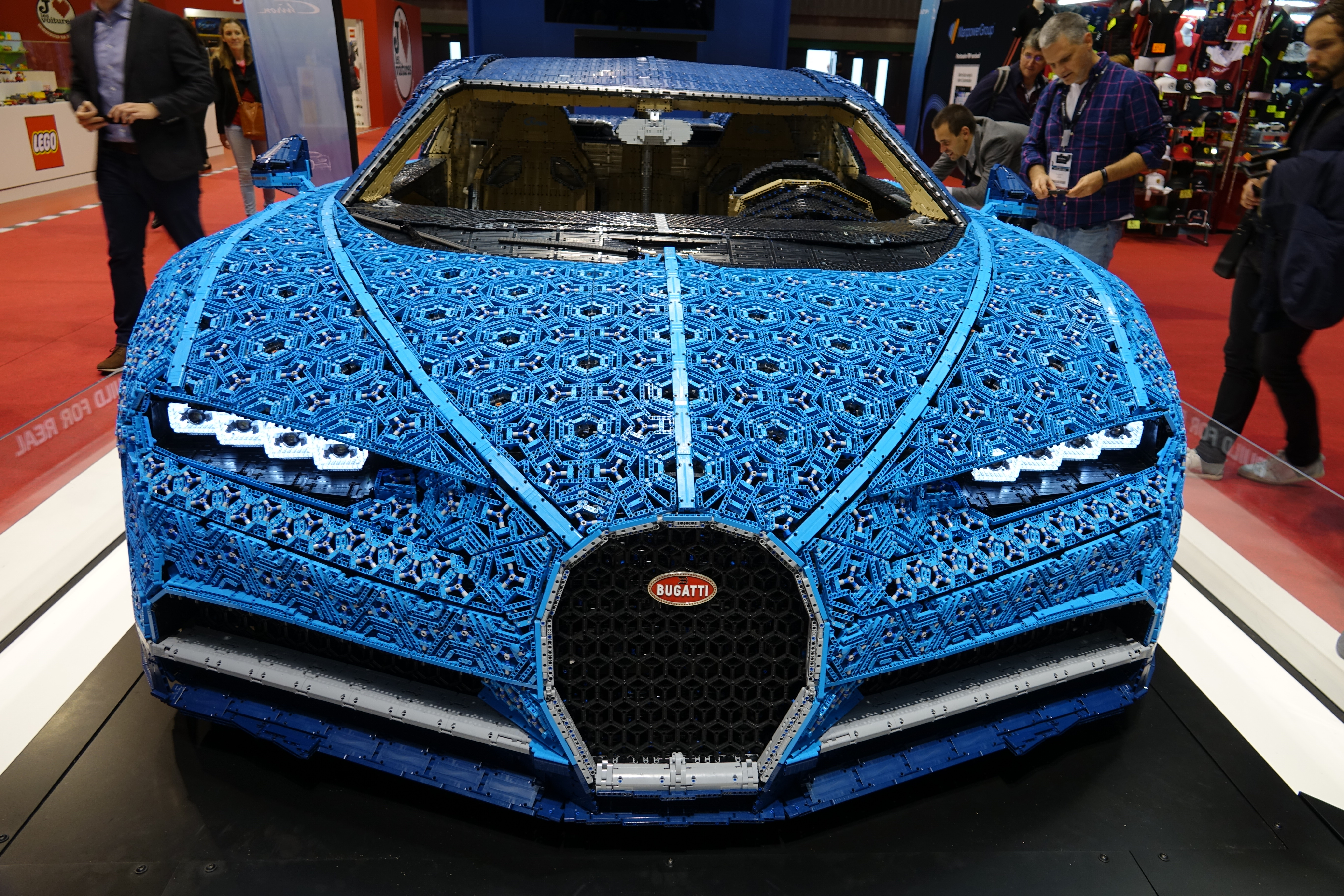
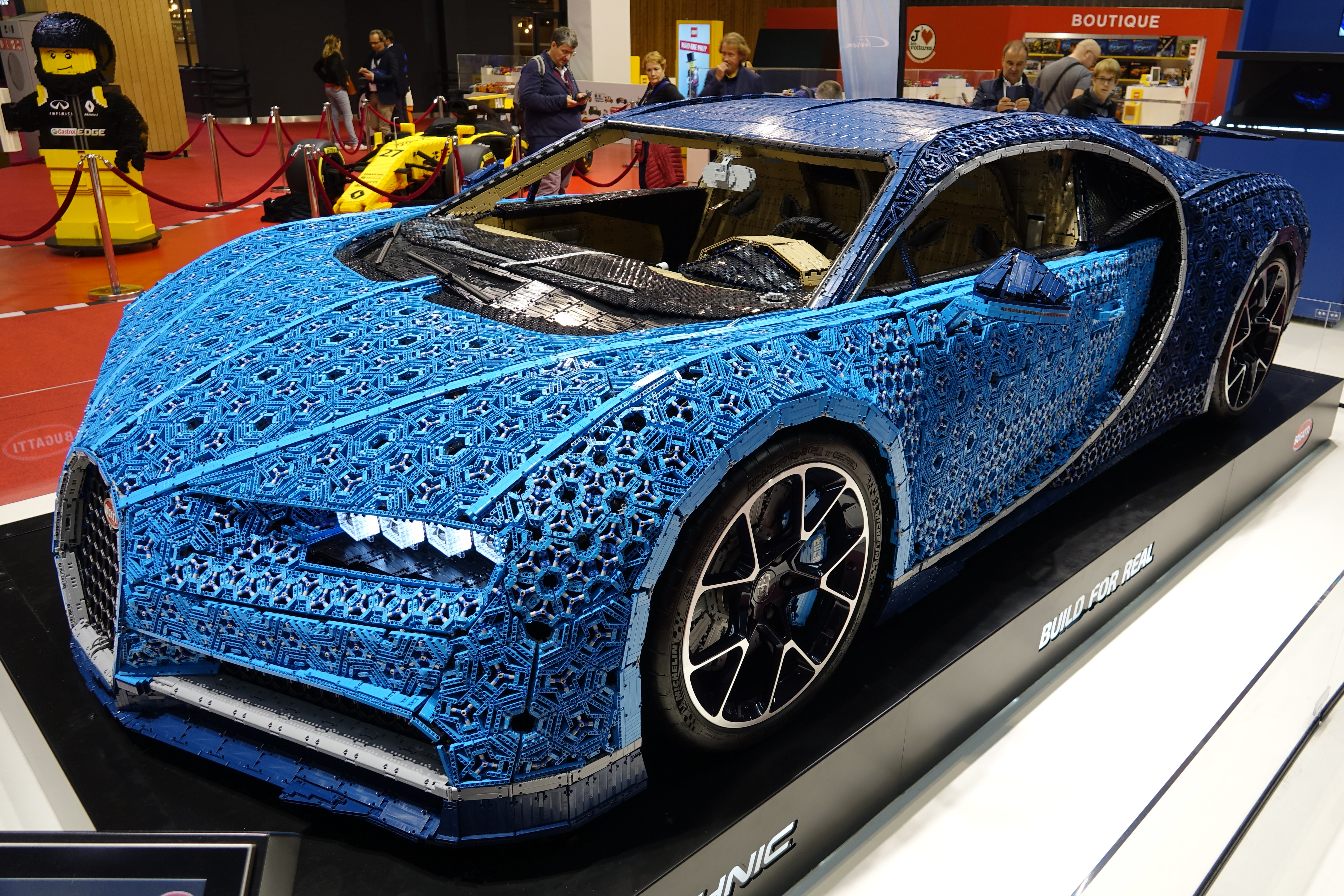
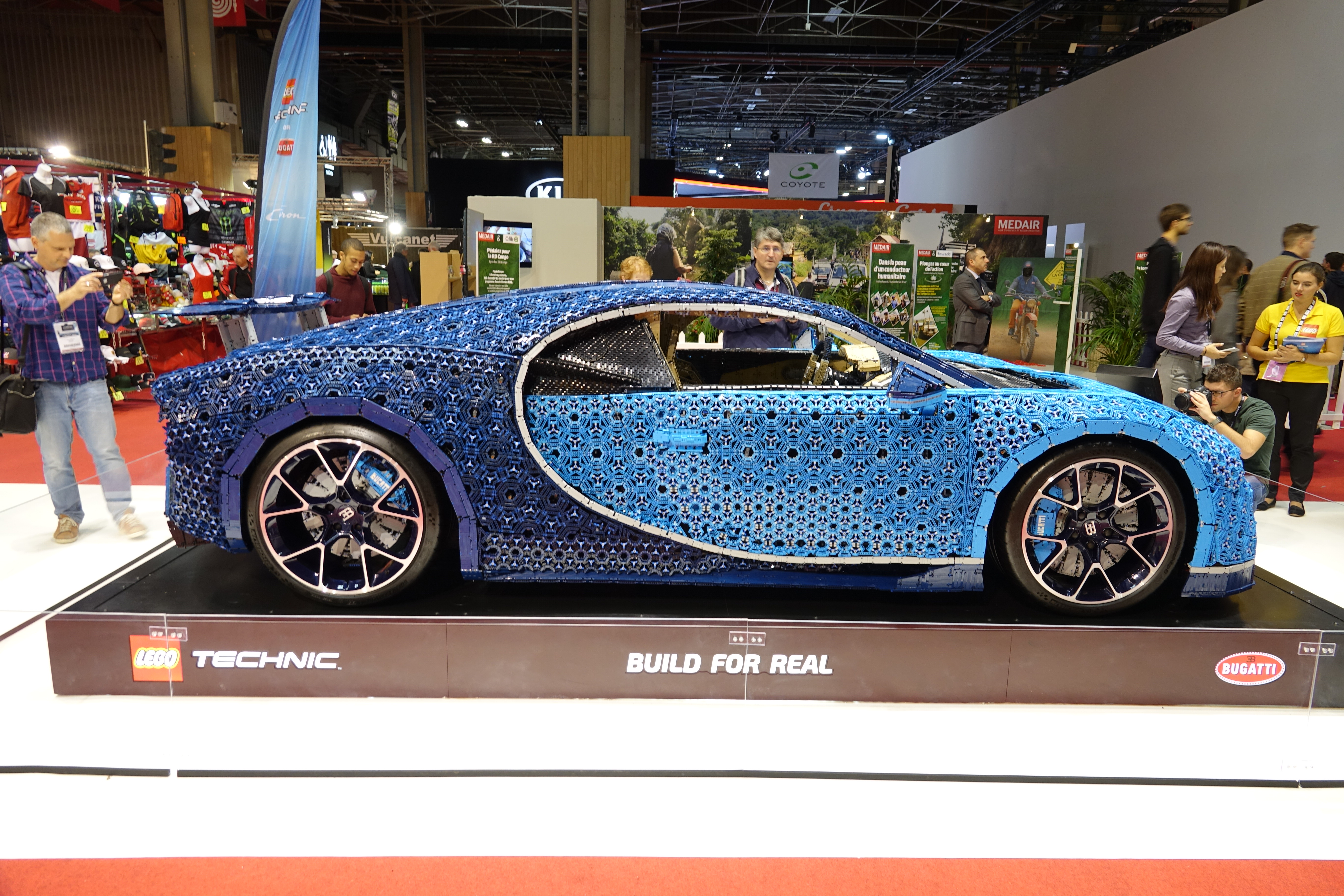

## Mondial Paris Motor Show

### Mondial de la Moto

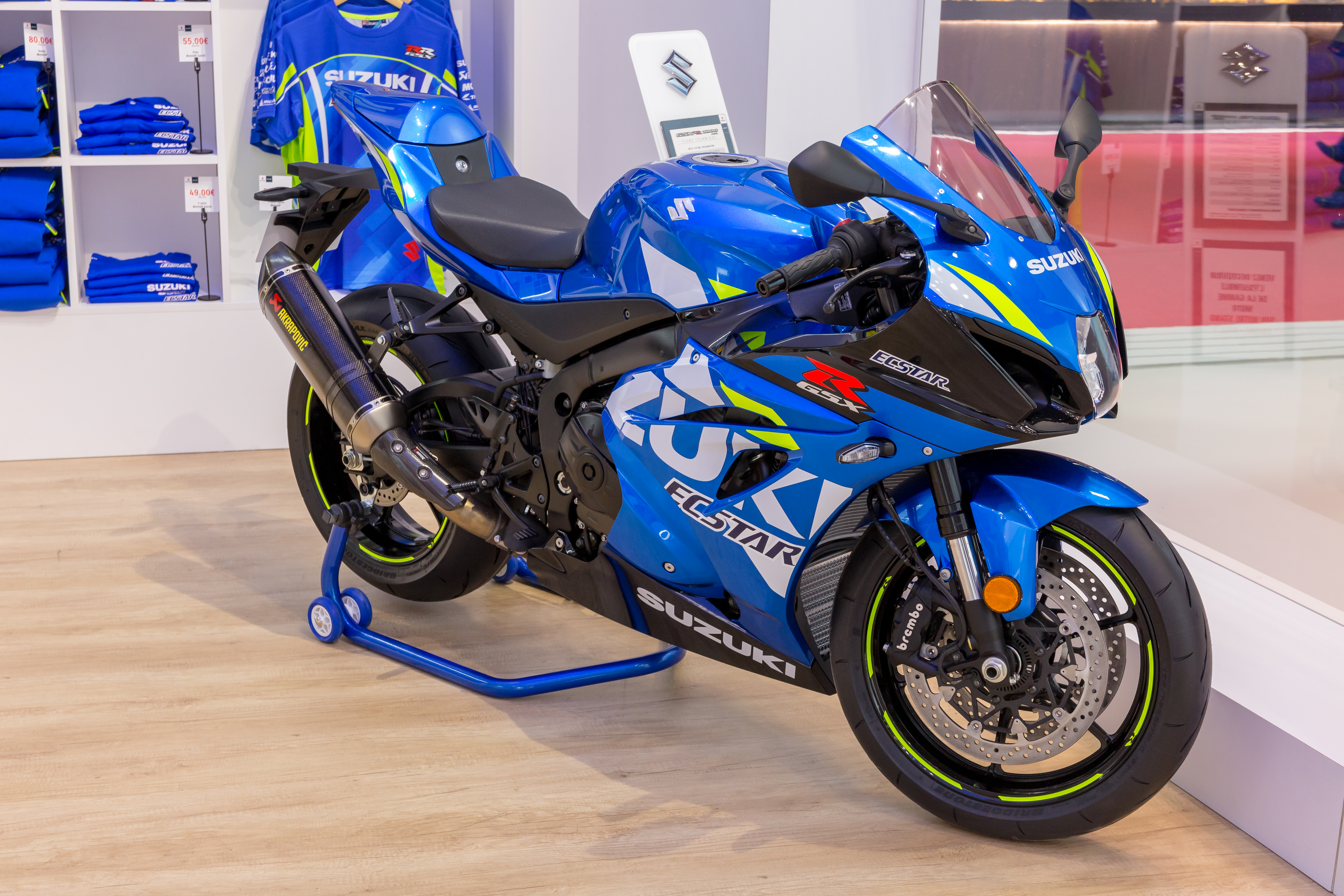
Mondial de la Moto 2018

La moto fait son grand retour au Mondial de Paris, comme de 1901 à 1986, avec un pavillon 3 qui lui est entièrement consacré, regroupant constructeurs et accessoiristes.
Cette édition se déroule en même temps que le Salon international de la moto, du scooter et du vélo (Intermot) qui se déroule tous les deux ans à Cologne, en Allemagne.

### Mondial de la Mobilité
Le Mondial de la Mobilité fait sa première apparition lors de cette édition 2018, avec pour thème Vivez la mobilité. Ce salon a pour objectif de présenter les nouveaux usages, acteurs et services de la mobilité au travers d'exposants représentant des constructeurs, des startup, des solutions de mobilité partagée et collaborative, des nouvelles énergies ou encore des véhicules de micro-mobilité.

### Mondial .Tech
Le Mondial .Tech (pour technologie) est un événement destiné aux professionnels des technologies de l'automobile. Il permet aux équipementiers, constructeurs et startups des nouvelles technologies de se rencontrer et de proposer des conférences sur les thèmes liés à l'automobile et la technologie.
À cette occasion, l'organisation a élaboré un concours international destiné aux startups sur le thème de l’innovation automobile et du futur de la mobilité. 478 candidats en provenance de 53 pays étaient en compétition, et le Grand Prix est remporté par Weproov qui propose une solution numérique pour numériser et simplifier le processus d’état des lieux, destinée aux professionnels de l’assurance et de la gestion automobile.
Gagnants par catégorie :
- Sécurité, automatisation et cybersécurité : WeProov (France)
- Mobilité durable : GoTo Mobility (Israël)
- Électrification et hybridation : Silicon Mobility (France)
- Allègement des matériaux : Gazelle Tech (France)
- Confort et bien-être à bord : Nanomade (France)
- Stockage et systèmes énergétiques : EP Tender (France)
- Connectivité et STI : Parkbob (Autriche)
- Industrie 4.0 : Arculus (Allemagne)

### Mondial Women
Le Mondial Women est un label pour la promotion du rôle des femmes dans l’automobile, la moto et la mobilité, associé aux organisations dans le domaine automobile tels que le Comité des constructeurs français d'automobiles (CCFA), le Conseil national des professions de l'automobile (CNPA) ou encore l'École supérieure des techniques aéronautiques et de construction automobile, et bien d'autres. Le Mondial Women organise une conférence, la veille de l'ouverture au public du Mondial Paris Motor Show, avec des présentations de grand noms féminins de l'automobile comme Linda Jackson, la Directrice Générale de Citroën.
En 2018, le Mondial Women sponsorise un équipage féminin du 4L Trophy et la 28e édition du Rallye Aïcha des Gazelles.

## Récompense
Le 29 mars 2019, le Mondial Paris Motor Show reçoit l' Award de l’événement exceptionnel 2018 lors de la 13e édition des Trophées de l’événement (Heavent Awards) pour la parade des 120 ans du Mondial de l’Auto organisée le 30 septembre 2018.